# Història de Suïssa
La Història de Suïssa recorre els orígens de la presència humana al país, des de les primeres restes neandertals fins a l'arribada de l'agricultura. Es narra com les tribus celtes i la romanització van configurar el territori, amb l'ascens de Roma i el contacte amb els Helvècis. La divisió lingüística i la caiguda de l'Imperi Romà introduïren canvis significatius, incloent l'entrada de pobles germànics i la formació de la Confederació dels cantons. Durant els segles següents, la història de Suïssa es centra en la preservació de la seva autonomia i la seva capacitat per actuar com a mediador en conflictes internacionals.

## Context
Per bé que hi ha presència neandertal confirmada per restes arqueològiques, la presència humana a Suïssa es fa notar sobretot amb l'aparició de l'agricultura. Trobem un poblament litoral al voltant dels llacs suïssos, els quals són utilitzats per a la supervivència en forma de cabanes a sobre de l'aigua.
El ferro marca notablement l'esdevenir del país per la presència de tribus celtes. La història de Suïssa comença amb Juli Cèsar i els seus Comentaris sobre la Guerra de les Gàl·lies. Cèsar i el poder romà batalla contra tribus celtes fins a aconseguir romanitzar el territori. El nom actual del país es treu precisament del contacte amb Roma. Helvècia és la paraula llatina per a designar Suïssa. La presència romana s'hi fa efectiva amb l'ascens d'August al poder.
A la caiguda de Roma i l'entrada de pobles germànics, Suïssa esdevé una cruïlla o enforcall de diversos pobles que esbossen les fronteres lingüístiques del país. A l'est l'alemany i el romanx, al sud l'italià i a l'oest el francès. La coexistència entre alamans i burgundis porta a l'evolució del llatí vers una nova llengua, el romanx, única llengua originària del territori helvètic. Els burgundis són els únics ocupants que arriben a construir diversos regnes, el més important dels quals fou el Regne de Provença o Baixa Borgonya.
Després de la Lluita de les investidures que enfrontà la dinastia dels Hohenstaufen amb el papat, s'organitza la primera unió de cantons per fer front a la dinastia dels Habsburg. Efectivament amb la mort de l'últim rei de Provença, el territori suís és unit al Sacre Imperi romà. Aquest manté un control ferri sobre el territori suís i això no fou del gust de la noblesa local, que amb el temps acaba organitzant una confederació amb el fi d'aconseguir l'emancipació del Sacre Imperi romà.
Neix d'aquesta manera un dels règims més originals a Europa: la confederació. Els diferents estats o entitats independents feudals són les primeres a elaborar un sistema d'aliança que no és equiparable a la federació però que dura fins als nostres dies sota diferents règims com ara la monarquia o la democràcia. Després la Confederació dels vuit cantons es constitueix per aliances defensives successives fins al 1481.
Durant els segles següents, la Confederació dels tretze cantons es construirà progressivament i aconseguirà la independència el 1648. Fins i tot molt abans del tractat de Westfàlia, que li concedeix l'autodeterminació, les lligues suïsses ja se senten prou lliures i per això mateix batallen al costat de França en les guerres d'Itàlia. França, per la seva banda, espera fer-se amb els cantons confederats per acomplir la unitat de Borgonya. L'aliança entre francesos i suïssos es va renovant tot al llarg dels segles següents a pesar que la banda suïssa hagi de jugar als equilibris i fer la guerra en contra seva i dels seus aliats per mantenir la independència.
Les guerres de religió sacsegen de forma durable el territori suís. Els diferents corrents protestants irrompen en territori helvètic: swigilisme, calvinisme, anabaptisme, etc. Els estats cantonals es veuen durant pràcticament dos segles immersos en guerres entre estats protestats i catòlics. Això provoca una pèrdua de capacitat armamentística vers l'exterior i fa perillar la independència helvètica. Només amb el final de la Guerra dels Trenta anys Suïssa assoleix una pau durable que té bones repercussions econòmiques.
La Il·lustració a Europa és en part gràcies als intel·lectuals suïssos, que constitueixen conjuntament el pensament filosòfic de la República de les Lletres. Rousseau, Voltaire o Diderot són alguns dels noms més destacats de nacionalitat suïssa que contribuïren a promoure una Europa diferent. El territori suís esdevé en aquesta època un centre de divulgació del pensament il·lustrat gràcies a la impremta. La població s'alfabetitza a poc a poc mentre que entra en l'espai públic el debat sobre si l'escola hauria de ser obligatòria, pública i gratuïta. Les noves idees de la Il·lustració són les responsables que anys després a França esclati una revolta descomunal que aboleix la monarquia i inaugura l'era contemporània.
Dividida i reorganitzada en República Helvètica durant la seva ocupació per la França revolucionària, Suïssa obté el 1803 de Bonaparte un estatut federal, dins de França. Suïssa passa llavors a vint-i-dos cantons abans de recuperar la seva independència el 1815.
Tot al llarg del segle xix Suïssa es troba en esborrany. Les idees entre absolutistes i liberals s'enfronten a vegades amb les armes a la mà. L'estat liberal s'imposa finalment i Suïssa decideix erigir definitivament una confederació d'estil federal després d'anys de polèmica, guerres i debats. Alhora l'Imperi prussià voldria que Suïssa formés part de la unificació Alemanya. Les tensions entre Prússia i Suïssa no arribaren a la sang, però hi estigueren ben a prop.
És de les guerres promogudes entre pannacionalismes discordants que nasqué la Creu Roja. Un ciutadà suís decidí crear una organització internacional d'ajut als soldats ferits que progressivament esdevé una vàlvula d'ajuda per a les víctimes de la guerra. Paral·lelament, el territori helvètic es forma en tant que nació, nodrint-se del nacionalisme romàntic i liberal alhora. Suïssa es vol una nació que reivindica romànticament totes les seves llengües.
D'altra banda, el territori suís també introdueix de forma més ràpida i precursora la Revolució industrial. Per bé que el socialisme hi circulà, mai aconseguí esdevenir un contrapoder real al capitalisme de democràcia liberal. Durant les dues guerres mundials, l'espectre de la invasió és una por constant que fa témer els pitjors escenaris al govern suís i per aquest motiu la diplomàcia suïssa juga a la manera andorrana. Oficialment i de cara a la galeria, el país és neutral.
Després de les dues guerres, Suïssa decideix que no vol participar en l'ONU vist que l'SDN no ha tingut resultat i que la seva activa participació en l'època es feu totalment en contra seva. Tanmateix, gràcies a la manca de guerres i al desenvolupament del capitalisme en territori suís, l'estat entrà en els anomenats anys daurats, Trenta Glorioses o Llarg boom, segons la denominació per països.
En aquest període Suïssa veu augmentar el seu nivell de vida. S'hi introdueix la societat de consum, la seguretat social, el moviment sufragista, etc. En aquests anys de bonança i, malgrat que s'hagi declarat altre cop neutral davant la guerra freda, la diplomàcia suïssa es proposa com a mediadora en els conflictes. Finalment, l'entrada de la globalització després que Reagan i Thatcher decidissin emprendre una liberalització a gran escala, accelerada per la caiguda del mur de Berlín, posa suïssa i els microestats europeus en el punt de mira a principis de segle XXI.
El finançament del terrorisme, l'evasió d'imposts de les fortunes, els tripijocs de les multinacionals per tal de no pagar imposts, la necessitat de no deixar que el soft-power xinès s'estengui, entre d'altres, porten estats com França o el Regne Unit a contestar l'existència dels paradisos fiscals. Suïssa n'és un precisament i la conjuntura internacional hi va llavors en contra.

## Suïssa prehistòrica i celta

### De la prehistòria a la història
Per bé que els primers rastres d'ocupació del territori suís remunten a 120000 anys abans de la nostra era, les troballes més importants són del Neolític. Tot i la disparitat de les troballes anteriors, caldria destacar la gruta de Cotencher, situada a la comuna de Rochefort, prop del llac de Neuchâtel. En aquest assentament prehistòric de fa 70.000 anys, anterior al Neolític, s'hi ha trobat força material propi de l'època, qualificat per la premsa suïssa d'«excepcional», a causa de, entre d'altres, la troballa d'una mandíbula de dona neandertal. L'indret ja fou estudiat al segle xix, però és a partir del 2013 que s'ha obert al públic. Les investigacions anteriors han permès a la prehistòria genèrica tenir una aproximació de l'hàbitat dels primers humans en aquesta època. La fauna i la flora hi és força representada. S'hi han trobat espècies com el rinoceront llanut o el lleó de les cavernes. Malgrat això, cal dir que el primer sílex trobat en territori suís està datat de 400000 anys abans de la nostra era, la qual cosa suposa ja un hàbitat molt més anterior a aquell que atesten altres assentaments.
En tot cas, és important destacar que l'assentament es troba prop del llac de Neuchâtel. Aquest detall sembla rellevant vist que els primers assentaments agrícoles en sòl suís es fan precisament a les regions amb força presència aquàtica. Concretament s'han trobat restes de pastors vers el Tessin i Valais, amb dates que caldria situar entre el 5500 i 5000 abans de la nostra era. Al poblament litoral s'ha trobat força cultura campaniforme a la vora del llac de Neuchâtel i a la badia de Zúric, aquesta darrera amb la presència de les rodes més antigues d'Europa, datades del 2500 ane; la qual cosa indica ja un grau d'aprenentatge tècnic força elevat i probablement inaudit per al territori europeu. Les descobertes arqueològiques de Suïssa posen al descobert una població capaç d'erigir els seus propis habitatges sobre les vores dels rius, alguns dels quals remunten vers el 5è mil·lenni abans de la nostra era. Els pobles que s'hi assentaren han estat identificats per als historiadors i altres especialistes en la matèria com a «lacustres». Molts poblats són abandonats a la fi del segle IX ane, i deixen lloc a la cultura de Hallstatt. Cap al final del Neolític es poden començar a trobar gravats rupestres com el de Carschenna, que daten del 3000 a 1000 abans de la nostra era.

### Edat dels metalls

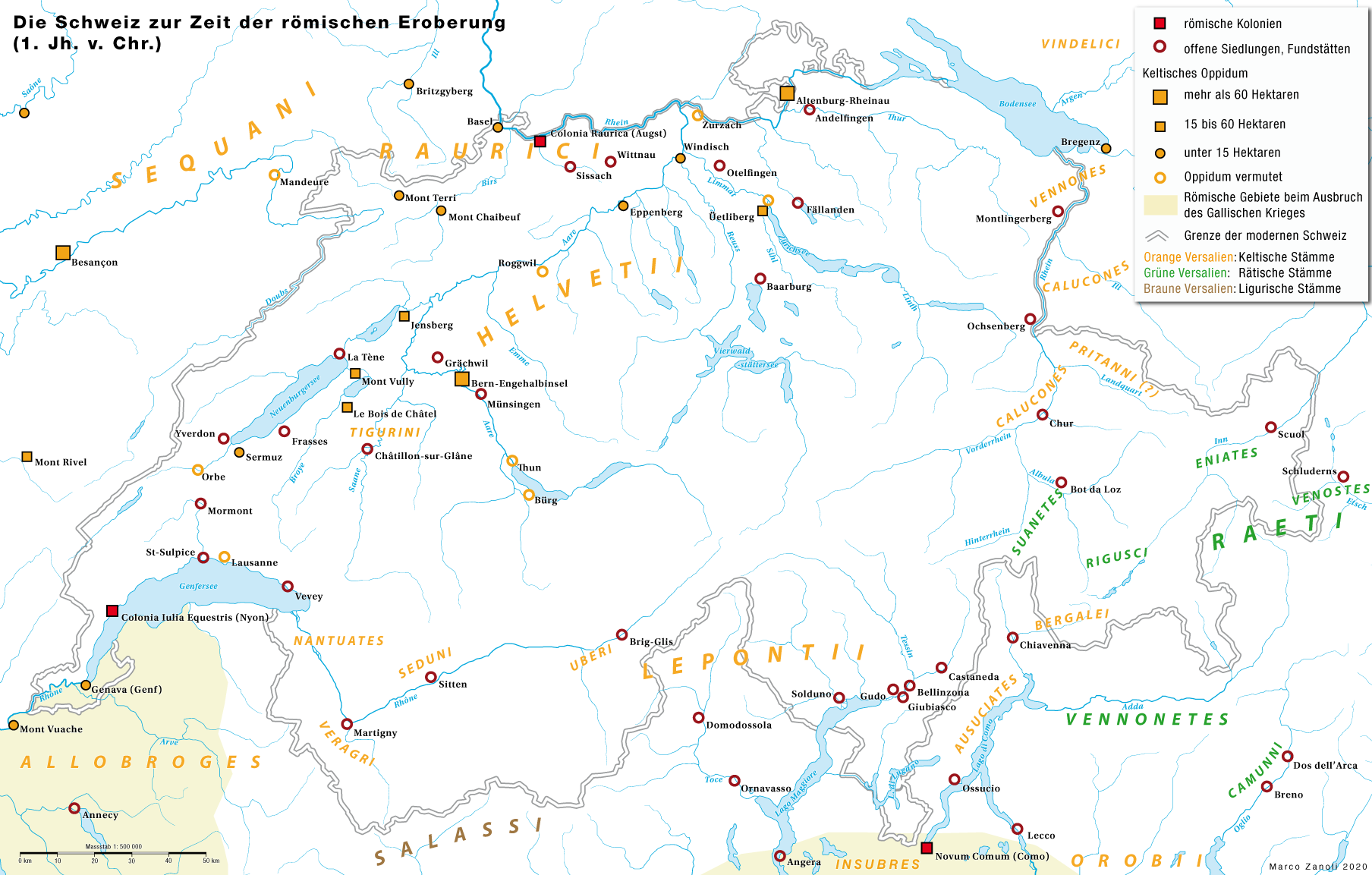
Mapa de la distribució de les tribus celtes al

El bronze arriba unit al coure vers el 3800 ane. El ferro ja és força més tardà, però tot i així es presencia ja cap al 800 ane. L'edat del ferro s'acostuma a posar com a punt de partida de la història de Suïssa per destacar la presència de la civilització celta en territori nacional. Els celtes són un ampli ventall de pobles que els lingüistes han decidit d'anomenar d'aquesta manera per la filiació lingüística a una única branca dels diferents parlars d'aquestes tribus. D'aquesta branca en sortiran posteriorment llengües com el bretó, el gal·lès, el gaèlic escocès o el manx. De fet, molts noms actuals de la toponímia suïssa provenen de les llengües celtes. Tot i que fou una cultura oral, s'han trobat a Europa en general restes d'escriptura, moltes vegades amb alfabet propi de la regió de la troballa. La cultura celta suïssa i que trobem a la resta d'Europa majoritàriament és hereva de la cultura Hallstatt. El celtes foren tribus amb la seva pròpia religió que era de caràcter politeista i molt bons fabricants de metalls. El seu domini del metall i de la terrissa fa pensar en una civilització força ben organitzada i amb un comerç abundant. La troballa d'artefactes no estrictament utilitaris, com podrien ser joies o destrals de guerra, fan pensar que hi havia comerç amb altres regions més allunyades. I és que fora de Suïssa s'han trobat monedes dins el conjunt de regions que foren habitades pels celtes, com ara la península Ibèrica.
La Tène -descoberta l'any 1857- és el jaciment destacat per excel·lència en territori suís. Se situa al voltant del llac de Neuchâtel i té força material d'època. El jaciment, de fet, tal com afirma l'administració helvètica, «ha donat nom al segon període de l'edat del ferro a Europa», període que s'estén del 460 al 15 ane. Aquest indret triat per excel·lència per parlar del període celta a Suïssa ens permet parlar d'una civilització politeista amb unes cosmovisions pròpies de les religions amb una concepció cíclica de l'univers, la qual cosa explicaria que el lloc fos utilitzat per a sacrificis que haurien probablement de servir com a regals a les divinitats del panteó. Les tribus celtes que visqueren en territori suís s'han anat designant dins la historiografia suïssa, però també europea, d'helvètiques, pels escrits romans. Efectivament, Juli Cèsar fou el primer dirigent militar romà a penetrar en territori extrapeninsular. Les seves expedicions han estat relatades per la seva mà i són font històrica a França, però també a Suïssa. Segons els testimoniatges romans, a Suïssa vivien els «helvètics», que és la traducció llatina actual de la paraula «Suïssa». D'aquí que en l'actualitat s'empri força sovint el terme helvètic per a designar el sistema polític suís.
Tornant als texts llatins, hi hauria tribus celtes «belgues» i «gal·leses» en aquella època, fet que ha portat posteriorment la historiografia francòfona a parlar de dos territoris a part, Bèlgica i França, per bé que per a Juli Cèsar, belgues, gal·lesos i helvètics eren tots d'un mateix conjunt. Això sí, el mateix emperador escriu que cadascuna d'aquestes tribus celtes té la seva pròpia llengua i, si més no el més important, molt suïssos han volgut veure en aquests helvètics els seus orígens actuals més propis, en ser una tribu que ocupava el territori ja actual suís, si ens hem de refiar del relat que ens fan els texts llatins. Això perquè l'historiador llatí Tàcit afirma que no hi havia helvètics abans del segon segle abans de la nostra era a Suïssa, contradient allò que escrigué Cèsar. Segons Tàcit, els helvètics en realitat es trobaven al sud d'Alemanya actual i, empesos per la pressió de les tribus teutones, és a dir, germàniques, decidiren baixar fins a Helvetia.
En qualsevol cas, i malgrat que Tàcit dona una explicació força diferent a la de Juli Cèsar, el que sí que es pensa saber és que, els helvètics són en realitat hereus de dues tribus, la dels cimbres i la dels tigurins, però segons fa notar l'historiador Georges Andreu, no tothom està d'acord a associar els tigurins amb els helvètics i en la causa hi trobaríem la relativitat que caldria prendre amb alguns texts llatins per les possibles falsedats que s'hi hagin pogut escriure. Tothom, però, té com a consensuat que la migració de la tribu germànica dels cimbres deixa Jutlàndia cap al 115 ane en direcció al sud i acaba ocupant Suïssa. Els cimbres sembla que es veieren empesos pels teutons, que s'hi uneixen alguns anys més tard, de manera que la major part de l'altiplà suís és ocupat a partir de 100 aC aproximadament per cinc tribus que conformen els helvecis, que són mencionades per primera vegada per l'historiador llatí Tàcit.

#### Les guerres amb Roma
Originàriament nòmades, les tribus es van assentar progressivament, si bé dues d'elles s'ajuntaren als cimbres en la seva expedició del 107 aC al sud-oest de la França actual. Empesa pels cimbres, la tribu helvècia dels tigurins baixa la vall del Roine sota l'ordre del jove cap Divicó. Arribats a la vora de la Garona, s'enfronten i desfan al 107 aC un exèrcit romà els soldats supervivents del qual han de passar llavors sota el jou en senyal de derrota. En reacció, Roma envia un nou exèrcit comandat per Gai Mari que atrapa els germànics el 102 aC i els extermina gairebé del tot en la batalla d'Aquae Sextiae; els tigurins es veuen llavors forçats a fer mitja volta i s'assenten a la regió d'Avenches.

Campanya de Cèsar durant la Guerra de les Gàl·lies

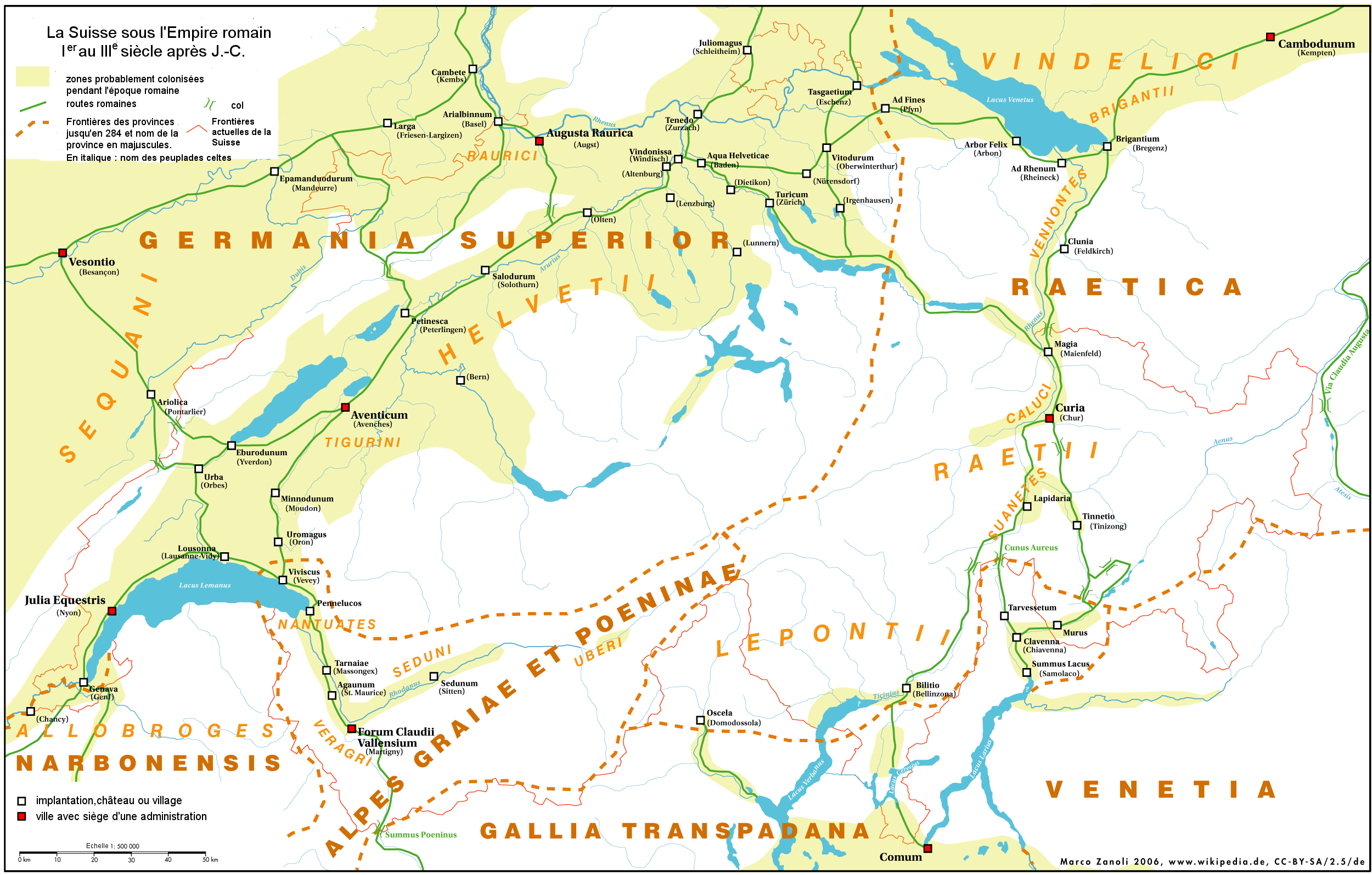
Mapa del territori helvètic sota domini romà

En vigílies de la Guerra de les Gàl·lies, diferents poblacions cèltiques viuen al territori de l'actual Suïssa: si bé l'altiplà suís es troba principalment ocupat pels helvecis, una part de la serralada del Jura i la regió de Basilea són a mans dels rauracs, els recis ocupen una part de la Suïssa oriental i dels Grisons, el Ticino és poblat de leponcis, mentre que el Valais actual és partit entre els nantuates, els veragres, els seduns i els uberis, i Ginebra és un oppidum dels al·lòbroges. Els helvecis són sobretot descrits per Juli Cèsar que, si bé mai no va penetrar al seu territori, el descriu en els seus Comentaris sobre la Guerra de les Gàl·lies com a delimitat: 
| « | d'una banda pel Rin [...], d'una altra per la serralada del Jura […] i d'una altra pel llac Leman i el Roine. | » |

Cèsar descriu quatre tribus d'helvecis i dotze ciutats, una de les quals es troba en un dels meandres de l'Aar, així com ho està actualment la ciutat de Berna.
Cap a mitjans del segle i aC, els helvecis decideixen emigrar cap al país de la tribu gal·la dels santons, a l'oest de la França actual. Per bé que les raons d'aquesta decisió no són conegudes amb certesa, entre les diverses motivacions que haurien pogut empènyer a tal migració, s'han invocat sobretot la manca de terres i l'ambició del seu cap Orgetòrix. Aquest procura reprendre el territori que amb anterioritat els tigurins no aconseguiren. Sigui quina en sigui la raó, aquests últims cremen les seves ciutats i els seus pobles i més de 360.000 helvecis emprenen el camí. Juli Cèsar, llavors procònsol de la Gàl·lia Narbonesa, els rebutja en la batalla de Bibracte (58 aC) i els obliga a tornar a casa seva, on han de defensar la frontera del Rin contra les invasions dels germànics. El 52 aC, segons Cèsar, els helvecis envien reforços a Vercingetòrix. El mateix Cèsar afirma que Ortogòrix acaba suïcidant-se pel fracàs de l'expedició i per l'egocentrisme de què és víctima. Aquest relat del suïcidi no és àmpliament acceptat per la majoria d'historiadors i es posa en dubte. En aquest sentit, els mateixos historiadors han plantejat la idea que darrere del relat de Cèsar hi ha una manipulació volguda per intencions ideològiques. S'ha plantejat efectivament que els pobles celtes del centre europeu volgueren defensar-se de la possible absorció dels pobles veïns, com la civilització romana. En l'intent simplement miren d'expandir-se per així garantir-se un espai de defensa legítim. En no arribar-hi, Cèsar reprèn un relat probablement distorsionat en què el cap de les operacions militars se suïcida.

Tot seguit fou l'èxode. Després d'aquest nou episodi perdut davant Roma, Divicio, aquest cop, lidera una marxa enrere que es fa cremant totes les ciutats que es troben al pas. No n'hi ha xifres i les que proporciona Juli Cèsar són qüestionades, però de forma general es pensa que l'èxode fora del país degué ser important i en diverses direccions. En aquest intent de sortida, els helvecis tornaran a tenir problemes amb Roma a partir del moment en què s'intenta penetrar directament territori romà i això portarà encara més operacions militars, totes aconseguides per part de Roma. Les tensions creixents entre Roma i Helvècia deriva finalment en una gran batalla a Bitracte, que acaba realment amb un acord, després de llargs contenciosos, en què els helvecis poden tornar al país d'origen, com a vençuts, la qual cosa els porta a romanitzar-se i, sobretot, amb tot el panorama destrossat i grans contrapartides. El territori helvètic s'incorpora dins del règim de frontera de Roma. Els helvecis obtenen així una certa autonomia sempre que això es faci per tal d'evitar qualsevol invasió per part dels germànics de Roma. Dins d'aquest període, els helvecis, a més de romanitzar-se, també se sollevaran, com l'any 58 gràcies a Vercingertòrix.

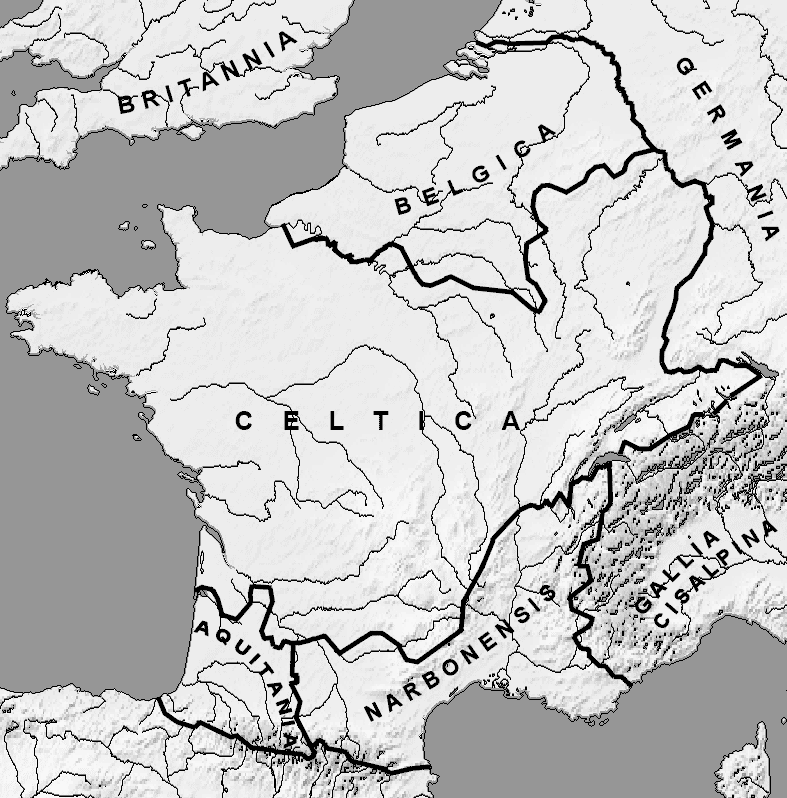
Organització del territori pels romans

## L'era romana suïssa
Els helvecis són integrats progressivament dins del jove Imperi Romà amb la fundació d'una colònia de veterans a Nyon; després, sota el regnat d'August, amb la fundació de l'Augusta Ràurica prop de Basilea, el territori helveci pertanyerà des de llavors a la Gàl·lia Belga. Només les tribus valesianes i els recis continuen sent independents fins a la seva conquesta per Tiberi i Claudi cap al 7 aC, quan són aplegats a la província de Rècia, amb capital a Augsburg.
Al segle i, la riba nord del Rin és una zona fronterera estratègica de l'Imperi Romà: és ocupada militarment i és plena de campaments permanents, com a Augusta Ràurica. La xarxa de vies es consolida, es creen ciutats noves com ara Forum Claudii Vallensium (actual Martigny), mentre que les elits celtes es romanitzen. L'antic oppidum principal dels helvecis Avènticum (actual Avenches), elevat al rang de colònia en l'any 73, esdevé progressivament la principal ciutat de la regió. Cap al 47, el Valais és transformat en una província autònoma, la Vallis poenina, i el territori dels helvecis és unit en l'any 89 a la província de Germània Superior, la capital de la qual és l'actual Magúncia.
Entre el segle ii i el III, la Pax romana regna sobre l'imperi; les fronteres han reculat cap al nord i Suïssa ja no és, doncs, una zona fronterera. Mentre que el llatí s'estén, el territori coneix un període de prosperitat econòmica. Provinent d'Itàlia i seguint els canals de comunicació, el cristianisme s'estén progressivament sobre el territori amb l'aparició de les primeres esglésies a Ginebra i Martigny i els bisbats de Basilea, Martigny, Ginebra i Coira entre el 350 i 400. Els missioners funden diverses comunitats religioses, en particular a Saint-Ursanne i a Romainmôtier, mentre que el monjo sant Gal s'estableix al sud del llac de Constança on s'aixecarà un segle més tard l'abadia que porta el seu nom.

### La crisi de l'Imperi romà

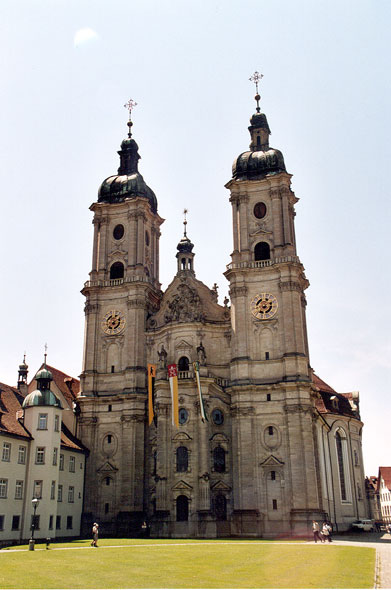
Fotografia de l'abadia de Sankt Gallen l'any 2005

A la fi del segle iii les incursions bàrbares dels alamans a Germània i després en territori suís, sobretot el 260, quan nombroses ciutats són saquejades, desplacen progressivament la frontera sobre el Rin, al llarg del qual els emperadors romans del segle iv fan construir línies defensives (fortaleses i talaies). Aquesta és una tàctica més de l'Imperi romà per mantenir-se dempeus. Suïssa com a territori de frontera haurà de reorganitzar-se administrativament i militar, per fer front als nouvinguts. La intenció és evitar la caiguda de l'imperi i malgrat això res tornarà a ser com abans perquè el territori imperial s'acaba dividint en dos; entra en una crisi econòmica importantíssima, seguida de lluites polítiques que en desestabilitzen completament el poder central. Suïssa serà incorporada en tant que frontera de l'imperi a la resta de barreres militars que Roma anirà construint al llarg d'aquest període de decadència. Petits castellets fan, amb la frontera natural que suposen les muntanyes suïsses, una barrera que es vol protectora de l'imperi. Les ciutats romanes mateixes pateixen un espoli promogut per l'estat a fi d'anar rearmant les zones frontereres. És a dir, es desmantellen monuments i altres estructures de ciutats romanes del centre per tal de transportar-ho tot a les fronteres, des d'on es construeixen torres de vigilància, acompanyades de castellets i altres tipus de defenses. Progressivament, des del 401, la població, inquieta, migra cap al sud i abandona les ciutats de Nyon i després la d'Augusta Ràurica; per a aquesta última a favor de Basilea, al mateix temps que les tropes romanes se'n van del Rin per arribar al sud dels Alps, abandonant així definitivament el territori de Suïssa als pobles germànics anomenats «foederati», primer els burgundis i després els alamans.
Efectivament, davant la crisi que provoca l'arribada dels pobles germànics en territori romà, Roma decideix vàries estratègies, no purament militars. La primera consisteix a acceptar germànics a les seves tropes per tal de romanitzar-los i així aconseguir una armada més gran, coneixedora de l'enemic i molt més eficaç. L'altra és la naturalització dels que acaben establint-se igualment: alamans i burgundis. La integració dels pobles forasters a la cultura romana passà per un pacte de federació amb el qual dits pobles s'estableixen en territori romà fronterer en la major part dels casos a canvi de romanitzar-se sota el règim de federació. La federació els permetia tenir una autonomia més elevada, autogestionant-se de forma factual com a territori a banda. Totes aquestes estratègies són utilitzades als Balcans, on predomina el règim de federació, a la serralada dels Pirineus, on predomina l'estratègia de les línies de fortificacions i en territori italià mateix on hi ha l'assimilació de forasters en l'armada romana. Res impedeix, però, la caiguda i l'imperi d'Occident és finalment ocupat per tota una legió de nous pobles germànics a qui els mateixos romans miraran de donar nom mitjançant uns qualificatius que es volen descriptors de la cultura mateixa de cadascú.
A Suïssa més concretament s'hi establiran entre el 401 i el 1292 els burgundis, els alamans, els ostrogots, els francs i els llombards. L'arribada d'aquests pobles canvia el panorama europeu atès que naixen nous estats amb una situació política i social força diferent, tot i que hereva del llegat romà. Efectivament, el llatí comença a fragmentar-se com a llengua i amb la barreja de les llengües nouvingudes, naixen unes de noves que amb el temps seran les predominants fins al segle XX a Europa. Tot i que el llatí constituirà la llengua de la política, de les arts i del coneixement, progressivament perd pes davant del francès, català o italià. Suïssa concretament és un estat força conegut per la seva situació multilingüe. En l'actualitat l'italià, el francès, el romanx i l'alemany comparteixen oficialitat. Cadascun té una zona particular de parlants en què la llengua concretament pròpia hi pren més rellevància. La particularitat suïssa de trobar-se al vell mig d'estats veïns amb un fort pes polític i demogràfic, a més de ser una zona de pas i refugi, la porta a esdevenir la confluència entre diferents cultures i això precisament s'acaba visibilitzant amb la presència de totes aquestes llengües. Del contacte amb el veí francòfon, el francès és introduït naturalment en territori suís, de la mateixa manera que passà amb l'italià i l'alemany. Única llengua pròpiament originària i que constitueix particularitat a nivell mundial és el romanx: una llengua llatina que només aconseguí trobar-se escrita per primera vegada a partir del segle xvi, tot i que s'originà precisament en aquest període d'introducció de nous pobles a Suïssa amb la caiguda de Roma. Joan Travers, home d'estat i de guerra, escrigué una cançó de gesta en llengua romanx (La chanzun de la guerra dal chasté da Müsch) vers el 1527. Posteriorment el romanx coneixerà una certa expansió gràcies a la voluntat de la població protestant de fer-la servir com a dissidència. Ja cap al període modern es troben poetes nacionals com ara Peider Lansel, Gion Fontana o Maurus Carnot i ja cap al segle xix, tot coincidint amb el període romànic europeu, s'exaltà la llengua romanx gràcies a la Lliga romanx, la Lia Rumatnscha en llengua pròpia. Aquest darrer punt fou del tot important per aquesta comunitat lingüística ja establerta a Suïssa pel fet que permeté adquirir normativa pròpia amb la unificació dels principals dialectes romanx sota una única norma de política lingüística. S'estima que en l'actualitat prop de 60.000 suïssos saben parlar-la tot i que constitueix davant l'italià, el francès i l'alemany una llengua minoritària en recessió dins del seu propi territori.

## Alta edat mitjana

### Les ocupacions germàniques
Vers el 443 els burgundis s'estableixen a l'oest del país en una regió anomenada Sapàudia ('país dels avets'), que correspon a part de la Savoia actual francesa, i fan de Ginebra una de les seves capitals. Els burgundis eren una tribu germànica que apareix documentada cap al segle I per Plini el Vell. Seria procedent, segons aquest, del Bàltic, des d'on hauria baixat fins a Polònia i d'ací fins al territori alemany cap a Suïssa passant per França. Massacrats en el seu viatge cap al sud, decideixen aliar-se amb els vàndals vers el 270. En aquesta empenta fan front als alamans i a una sèrie de pobles dels quals incorporen algunes pràctiques. L'enemistat, però, que naix entre alamans i burgundis permet a aquests darrers de penetrar en territori suís gràcies a un pacte amb Roma. S'assimilen a la població gal·loromana tot preservant la llengua llatina i després transformen progressivament el seu territori en regne -poc després que Odoacre deposés el 476 l'últim emperador romà, Ròmul Augústul- ampliant-lo considerablement a la vall del Roine (Lió), el Valais i els colls alpins.
És molt important notar que al llarg de l'edat mitjana s'estableixen diferents pobles germànics que acaben constituint les fronteres lingüístiques de la Suïssa actual. Els alamans del costat més aviat est provenien del territori alemany actual i acaben fins i tot donant nom a la llengua alemanya en la seva versió llatina. Els francs ocupen la part oest i amb això s'estableix el francès en territori suís, que perd el seu nom original provinent de l'ocupació burgúndia a favor de Romandia. El contacte entre alamans i burgundis fa néixer una zona lingüística més, la romanx, després que els uns s'aculturessin als altres i els altres als primers sense perdre la llengua originària de procedència llatina, fins que acaba derivant en el romanx modern. Ja cap al sud del país s'estableixen els llombards i precisament aquesta regió del país acabarà adoptant l'italià després que la unificació italiana implantés el precedent de política lingüística que dona forma a les fronteres lingüístiques del segle XX a la península Itàlica.
L'ocupació burgúndia explicada a partir de la regió Sapàudia és contestada per una part de la historiografia en haver-se utilitzat com a excusa per tal de veure, en aquest primer poble invasor, el naixement d'una Suïssa amb un poble concret, ètnicament diferent de la resta del seu entorn. En tot cas, els burgundis establiren un regne, el de Worms (411-443), que no trigarà a desfer-se; tot i així, ha quedat en la història per la menció que en fa Richard Wagner en Tetralogia, en què escenifica el rei burgundi Gunther en gestes heròiques; menció que inserida en el context del segle xix ha portat a l'explicació de la llegenda de Nibelugen, el nom de la cançó en qüestió. La presència dels burgundis a Sapàudia és, segons que conta l'historiador suís Géorges Andrey, conseqüència del pacte amb Roma després que la tribu fracassés davant els huns. Etimològicament, el terme Sapàudia vindria del celta i en la seva evolució cap al llatí hauria derivat en Savoia, avui una regió francesa fronterera amb Suïssa. Tanmateix, la Savoia de l'època no és totalment aquella que correspon a la regió actual. Quan els burgundis s'instal·len a Sapàudia, prenen la diòcesi de Ginebra com a límits territorials. La concentració poblacional a Ginebra és el que permet dir en l'actualitat que tenien per capital aquesta ciutat.
A partir del 260, els alamans s'estableixen progressivament al centre i l'est del país a la recerca de terres cultivables i hi imposen els seus dialectes alemànics. La frontera entre les dues tribus es fixa entre els segles viii i ix. Els Alps orientals estan poc afectats per les ocupacions. Per això s'hi parla encara avui una llengua provinent del baix llatí, el romanx, de vegades dit «retoromànic». Forma el cantó de Ticino, part sud de Suïssa, inclòs en la Gàl·lia Cisalpina, i resta en el si de la península Itàlica.

Regne dels burgundis als segles IV i V

A la caiguda definitiva de Roma l'any 467, els burgundis aconsegueixen que algunes ciutats avui franceses s'assimilin al seu tron i si el Regne de Worms fou temporal, aquest cop els burgundis en tindran un altre, una mica més pròsper. Això perquè la rivalitat entre els pobles d'Itàlia i els de la Gàl·lia romana enfonsada deixen espai a una zona "tampó" que és aprofitada pels burgundis. En aquest territori hi haurà certa barreja entre gals i burgundis sota el tron de Gondebaud, rei del 480 al 516. El rei burgundi fou responsable de la Llei Gombette, amb la qual pretenia romanitzar els burgundis alhora que germanitzava els gals. Es tracta en realitat d'un codi civil i penal que estableix normes de convivència entre les dues tribus. Això perquè burgundis i gals practiquen cismes diferents. Els burgundis practiquen l'arianisme, nascut del cristianisme a partir de missions cristianes cap a territori no romà durant l'expansió del cristianisme dins l'Imperi romà. Així, el mateix rei decideix donar exemple i es converteix al catolicisme, branca del cristianisme que marca realment nom després del tall promogut entre Roma i la nova capital romana d'Orient; des del segle xi capital ortodoxa. Avit, fill de Gondebaud, funda el monestir de Saint-Maurice al Valais, avui símbol de la cristianistzació de la Romandia suïssa.
S'ha de dir, però, que el cristianisme entra de forma tardana en territori suís. Per això prenen sobretot rellevància els actes polítics de Gondebaud a falta de tenir més proves. Efectivament, que Gondebaud decidís convertir-se no és un acte purament espiritual i personal, sinó polític i immers en el context de l'època. Clovis, rei dels francs, també es convertí al catolicisme, no perquè guanyà cap guerra tot i argumentar-ho, sinó perquè necessitava el suport de l'Església romana per tal de poder acomplir les seves ambicions territorials. En consonància, la conversió del rei burgundi no pot inscriure's en una altra línia que la repetició d'allò que ja es feia al voltant mateix del territori burgundi. A la seva mort, el territori burgundi s'entén fins a Besançon (França) i neix llavors una toponímia nova per designar el reialme: Borgonya; nom de la regió actual francesa. Ara bé, com tot reialme burgundi, la durada no serà per gaire estona. El 534, el rei burgundi Segimon de Borgonya és vençut pels francs, que s'annexionen el seu regne i hi afavoreixen l'assentament dels alamans vençuts pocs anys abans de la pèrdua burgúndia. Els francs conquereixen Rècia el 550, i acaba així la seva presa de control del conjunt del territori helvètic. La dinastia borgonya és destronada i substituïda per caps francs. La Provença, més al sud de Borgonya, és unida a la Borgonya i a partir del segle ix, el que fou el Regne de Borgonya es transforma en Provença.

### La partició carolíngia i el Regne de Provença
Carlemany, de la dinastia dels carolingis, és el rei franc més important d'ençà que Roma cau el 467. Efectivament, els francs s'instal·len de forma durable al territori francès actual i expulsen els visigots cap a la península Ibèrica. La possessió de Carlemany del tron és cabdal dins dels esdeveniments posteriors de moltes nacions europees. Carlemany es troba en accedir al seu tron com a únic i legítim rei franc. Això li permet estalviar les habituals inestabilitats del Regne franc per la tradició franca. Aquesta estipula que els fills successors s'han de repartir obligatòriament el regne heretat a parts iguals. Per tant, quan Carlemany accedeix al tron, es troba sota les seves mans un únic territori que no ha de repartir. Aprofitant la situació, decideix d'una política expansionista que vol fer-se amb el territori d'altres pobles germànics, a més de recuperar la península d'al-Àndalus. En l'acte aconsegueix teixir un regne immens que és confirmat pel papat en coronar-lo emperador d'Occident abans de la seva mort. El Regne carolingi abraça llavors els comtats catalans, la frontera danesa, fins a l'actual Croàcia.
A la seva mort, però, tornen les baralles per l'herència. Abans de morir, designa un únic descendent, Lotari I, per trencar així amb la tradició. Tanmateix, la resta de fills, Lluís i Carles, no comparteixen la decisió i a la seva mort entren en confrontació amb l'hereu designat. És a partir d'aquest moment que la situació carolíngia pren rellevància per a la història catalana, andorrana, suïssa i luxemburguesa. Lluís i Carles signen un pacte de solemnitat amb el qual juren donar-se suport mútuament fins que el germà cedeixi i divideixi el regne a parts iguals. Són els Juraments d'Estrasburg, primer document polític escrit en llengua vernacla, en aquest cas en francès i alemany. La pau s'aconsegueix finalment l'any 843 amb el tractat de Verdun. El regne queda dividit en tres: Frància occidental, Lotaríngia i Frància oriental. La primera és possessió de Carles el Calb. La segona de Lotari, d'aquí el nom. La tercera queda a mans de Lluís, el germànic, d'on naixerà el Sacre Imperi romà. Per la seva situació geogràfica, Luxemburg i Suïssa en queden al centre, és a dir, en l'anomenada Francie centrale o Lotaríngia dirigida per Lotari I. Concretament, la Borgonya suïssa que havia estat annexionada pels francs queda repartida entre la França occidental i la central (o mitjana). Del Roine fins a Ginebra, el territori és propietat de Lotari I. La resta és propietat de Carles el Calb. Finalment, la part oriental constitueix l'Alemània que havia estat primerament incorporada a l'Imperi carolingi tot just uns anys abans que ho fos Borgonya.
A la mort de Lotari I, Lotaríngia és l'objecte de noves disputes entre dos oncles de Lotari II. França i Germània rivalitzen per la possessió del nord de Lotaríngia. Les fronteres són novament redefinides per nous tractats de partició. Luxemburg passa a territori francès sota el carolingi Carles el Calb. El sud veu néixer un nou regne: el de Provença (en llengua originària) o Regne de la Baixa Borgonya; també Regne d'Arel·lat o Segon Regne de Borgonya, segons les llengües en historiografia. L'afebliment del poder carolingi, l'arribada dels vikings al nord-oest i la dels hongaresos a l'est propicien les condicions idònies perquè els comtes locals es vagin afirmant cap al segle x. És a dir, la divisió posterior a la mort de Carlemany és fruit de les baralles fratricides entre germans carolingis, per les invasions vikingues i les magiars. Això debilita el poder central i malgrat el tractat de Verdun, el que fou l'Imperi carolingi continua fragmentant-se. Naixen els comtats catalans, el Regne de Provença, Luxemburg és repartit altra volta, etc.
Altres territoris com ara Frísia tornen a ser objecte de noves recol·locacions. La fragmentació progressiva deriva en el Luxemburg, els Països Baixos, el nord italià i l'alemanya actual, dins d'una sèrie d'estats amb estatuts diferents sota el Sacre Imperi germànic. El feudalisme s'estableix a la fi del segle ix quan diverses grans famílies intenten assentar la seva autoritat sobre diferents parts del territori: els comtes de Savoia sobre Vaud, Ginebra (de la qual desposseeixen els comtes de Ginebra) i el Valais, els comtes de Gruyère sobre el rerepaís friburgès, els Zähringen, que funden nombroses ciutats, entre les quals Friburg i Berna, els Kyburg, que s'instal·len sobre l'altiplà suís, els Hohenstaufen i els Habsburg a la regió de Zuric i fins al Pas del Sant Gotard.
El successor de Lotari II, Carles el Calb, no aconsegueix mantenir sota el seu control l'herència. Rodolf I, que no és carolingi, aprofita l'ocasió per tal de proclamar-se sobirà del Regne de Provença l'any 888 a l'abadia de Saint-Maurice. Regna així, doncs, en la part occidental de la Suïssa actual, la que correspon lingüísticament parlant a la llengua francesa. L'any 894 el rei de l'herència Frància Oriental, és a dir, l'Alemània, reconeix la independència del seu homòleg provençal, sense reconèixer el dret de Provença d'incloure Lorena (avui França). La insistència de Rodolf I sobre aquest territori és el que empeny l'ocupació sobre el Vaud. A la seva mort, el successor de Rodolf, Rodolf II ha de fer front a les invasions hongareses. Invocant drets de successió, intenta anys més tard de fer-se amb el territori que va més enllà del seu regne, cap al llac de Constança (avui frontera entre Àustria, Suïssa i Alemanya). Les ambicions s'aturen, però, després de la desfeta contra Germània. Llavors, les ambicions tornen amb el seu successor, Rodolf III, que aconsegueix tenir el títol de rei d'Itàlia amb la revolta consegüent per part dels locals. La retirada se'n fa per un contratemps que empeny el burgundi a tornar al territori inicial.

## Plena edat mitjana

### La unificació amb el Sacre Imperi romà
Així com la part occidental, el Regne franc oriental patí inestabilitats després de la primera partició de l'herència carolíngia. A França una nova dinastia pren el poder amb la intenció declarada de recuperar el territori d'antuvi. A Alemanya hi succeeix la mateixa cosa. La nova dinastia (ottona) s'annexiona les parts accessibles de la fragmentació lotaríngia. Però, contràriament a la part occidental, l'oriental acaba formant-se progressivament en un conjunt d'estats feudals amb independència pròpia, però reconeixedors d'una autoritat central, personificada en l'emperador del Sacre Imperi romà. Després d'haver guanyat la guerra contra els hongaresos, la nova dinastia és coronada per l'Església catòlica com a "emperador d'Occident", tot emulant d'aquesta manera la fita abans aconseguida per Carlemany.
Dins d'aquest context, Rodolf III de Provença esdevé l'últim rei legítim i sense successió vers el 1032. Les aliances anteriors a la coronació de la dinastia provençal fan que a la seva mort no hi hagi successió i, per tant, aquesta sigui assumida pel Sacre Imperi romà. El Regne de Provença és, doncs, unificat al Sacre Imperi romà. Durant aquest període els historiadors parlen d'una unificació política entre Suïssa i Alemanya al mateix temps que comença a haver-hi un procés d'assimilació al nou imperi de forma pacífica pels contactes comercials. La unificació se'n fa sense incidències majors i sense vessar sang. En aquest procés, dues famílies nobles prenen rellevància dins de la història alemanya i suïssa: els Hohenstaufen i els Zähringen. Ducs de dos ducats del sud-oest d'Alemanya actual, els primers prenen una rellevància cabdal quan aconsegueixen destronar la dinastia ottona i prendre el poder central del Sacre Imperi romà, establint així la seva dinastia.
L'any 1218 la investidura queda consolidada sota Frederic II alhora que s'extingeix la casa dels Zähringen. Això permet a Frederic II de fer-se'n amb les possessions i els feus de Zuric i Berna, que esdevenen ciutats imperials. Des de llavors, la casa dels Hohenstaufen fa mans i mànigues per mantenir sota control el territori suís actual. La recerca realitzada en aquest camp permet confirmar que les ambicions dels reis germànics sobre Suïssa tenen a veure amb estratègies de guerra territorial. L'Imperi sacrogermànic tenia pretensions sobre Itàlia i va veure en el territori suís un bon territori estratègic des d'on preparar les rereguardes i alhora garantir-se una certa zona de tampó. Per això mateix mentre la dinastia segueixi dempeus, l'antic Regne de Provença queda sota el domini germànic.

#### La Dieta confederada
Amb el temps i sobretot entrant en l'edat moderna, els estats confederats suïssos es pronuncien de forma unitària a través de la Dieta. La Dieta és una herència del Sacre Imperi romà que justament en té una. Es tracta en realitat d'un consell que reuneix en el cas suís tots els cantons representats per un noble local. Els representants hi són per defensar els interessos del seu cantó. Això vol dir que la Dieta pren virtut d'aplicar-se a tot el territori suís però amb el condicionant que no escull un personatge sobirà central, sinó que es fa servir per prendre decisions col·lectives.

### La lluita de les investidures
Des que l'Església catòlica procura mantenir-se com a autoritat a Europa després de la caiguda de l'Imperi romà, que existeix un pacte entre els reis bàrbars i el papat. El papat concedeix títols, dona suport a les ambicions territorials i legitimitat al tron dels reis bàrbars a canvi que aquests puguin nomenar els càrrecs eclesiàstics. Tanmateix, la necessitat de reformar l'Església catòlica, cada vegada més contestada, porta a l'abadia de Cluny a començar una sèrie de reformes, entre les quals la separació entre Església i poder reial de forma que els monarques ja no puguin escollir els càrrecs eclesiàstics. La qüestió era eliminar tota mena d'influència de càrrecs.
Així a partir del 1075 neix una lluita entre l'Església i els reis germànics per la legitimitat de tria de les investidures eclesiàstiques. En causa hi tenim la pràctica habitual després que s'instal·lés la dinastia ottona de rebre l'aval papal a la investidura a canvi de poder introduir-se en els càrrecs eclesiàstics, fins i tot dels Estats papals. Quan Gregori VII pren la decisió de desfer-se d'aquest privilegi, prohibint a l'emperador sàlic Enric IV de nomenar bisbes, comença llavors una guerra oberta entre les dues institucions. El rei germànic apel·la a la destitució del papa i en fa cas omís.
Lluny de ser passatgera, la querella dura fins a l'any 1122 i pren de la dinastia dels Hohenstaufen els grans protagonistes. A Suïssa la querella afecta completament el territori. Les autoritats eclesiàstiques locals es troben dividides entre el papat i l'emperador. Els anomenats gibelins donen suport a l'emperador mentre que els güelfs ho fan pel papat. Els dos camps troben igualment ocasió de vessar sang i és d'aquesta manera que diferents ciutats rivals decideixen fer-se la guerra. La greu crisi només pren punt final definitiu a Suïssa amb la mort de Frederic II l'any 1250. Llavors, els Hohenstaufen entren en una crisi sense precedents que els porta a ser destituïts i reemplaçats per una altra dinastia, aquesta vegada liderada per Rodolf I d'Habsburg.

### La formació de la confederació
L'omnipresència i la llarga mà dels Habsburg, junt amb la seva voluntat d'estendre el seu domini i apoderar-se de les riqueses dels petits ducats i comtats suïssos, inquieten la petita noblesa local que no té prou força per oposar-se al seu poder, i no té altra opció que servir aquests «estrangers» per viure. Per la seva banda, els pagesos pobres suporten cada vegada més malament els pesats cànons que han de pagar per a l'únic benefici d'una aristocràcia estrangera que els imposa lleis sense tenir en compte els antics costums. Els Waldstätte, que és el nom que rep la primera aliança de tres cantons, procedents de les altes valls del llac dels Quatre Cantons, proven d'oposar-se (1240) amb una revolta a aquesta amenaça, però fracassen i són durament reprimits, així com les ciutats de Berna, i sobretot Zúric, que es veu gairebé arruïnada. Tanmateix, de la primera unió de cantons amb la intenció d'afrontar l'autoritat dels Habsburg neix el sistema confederat per primera vegada a Europa.
La confederació no s'ha de confondre amb la federació. Un estat federat concep diversos estats amb les seves pròpies lleis, però sotmesos a un estat central que els dona, això no obstant, lliure tria per gestionar-se de forma independent. L'estat confederat és una unitat d'estats independents, amb govern propi i lleis pròpies que s'uneixen per atendre uns objectius comuns que normalment són de caràcter econòmic. La confederació no està subjecta a cap autoritat central. No existeix cap estat central sota el qual hi ha la sobirania de la resta d'estats. Cada estat actua lliurement com a estat independent, tot i que a l'exterior pot decidir si representar-se de forma autònoma o bé sota la confederació. Altres experiències confederades a Europa és la corona catalanoaragonesa, que incloïa el Principat de Catalunya, el Regne de València i el Regne d'Aragó. Cadascun d'aquests estats actuaven de forma autònoma i amb independència malgrat que compartien uns interessos comuns que els portaren a fer-se representar a l'exterior per una única figura. Cap dels estats estava subjecte a cap altre estat. La confederació suïssa és l'únic model organitzacional de l'estat suís que s'hagi conegut fins avui. Malgrat que al llarg de la història el país ha anat canviant de règim (monarquia a democràcia), la confederació ha quedat en peus fins avui. En l'actualitat cada estat confederat (anomenat en llenguatge tècnic suís "cantó") té la seva pròpia Constitució que regeix l'estat al gust de la seva població. Per sobre una Constitució confederal organitza les institucions de la federació.

#### Sobre el pacte de l'antiga confederació

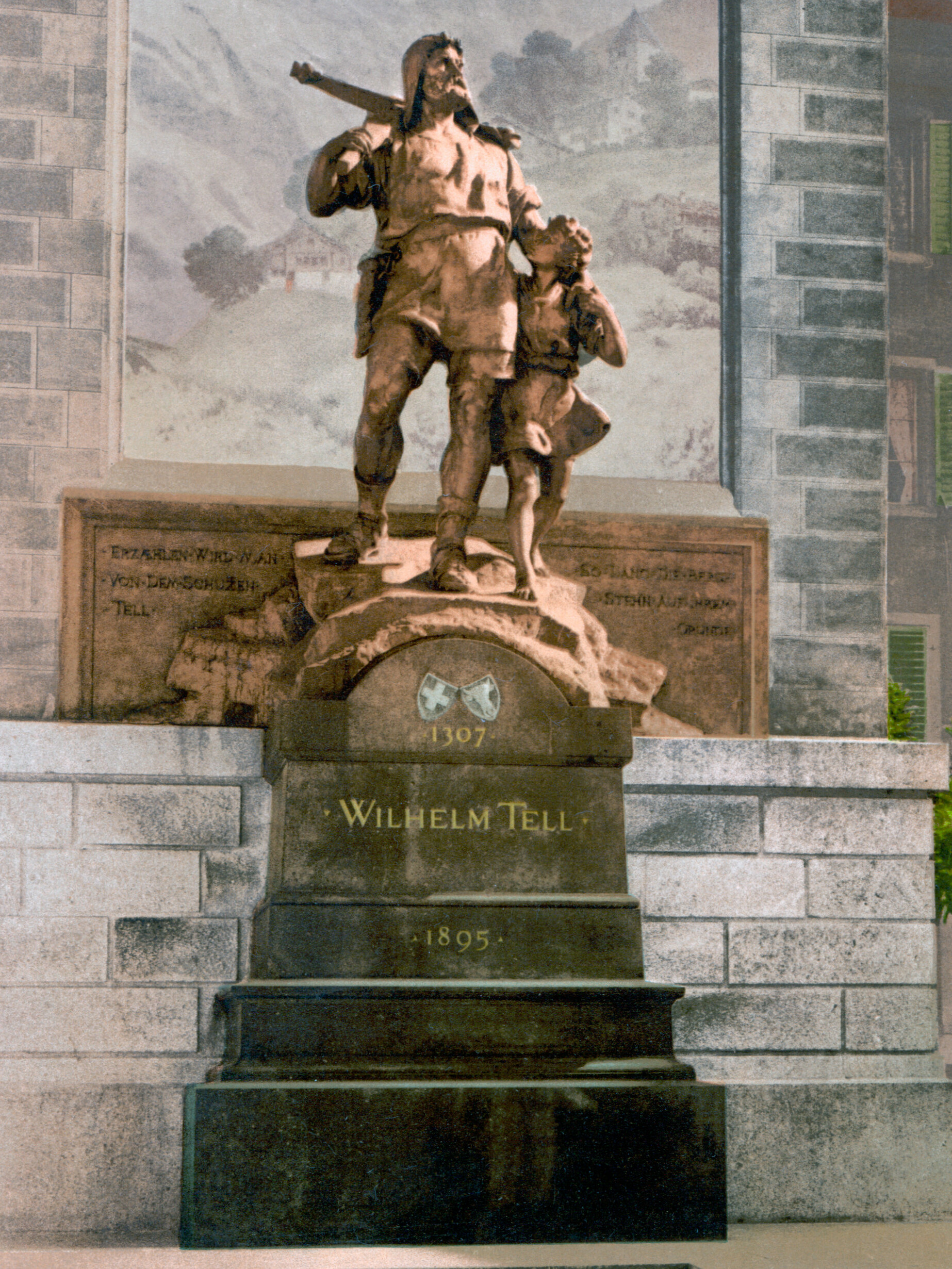
Estàtua de Guillem Tell i el seu fill a Altdorf (Richard Kissling, 1895)

S'ha de tenir present que malgrat que sigui necessari descriure en què consisteix el règim confederat, en el moment en què els tres primers cantons pacten l'aliança amb què creen la primera confederació, en cap moment s'ha donat la independència i s'ha creat un estat suís a part. Suïssa no és un estat, encara menys independent en aquesta època. Es parla d'estats per designar els cantons perquè som davant d'un sistema confederat. Però en cap moment n'hi ha independència, tot i que la confederació ja és una realitat. Els Waldstätten són dins del Sacre Imperi romà. Aquest imperi és en realitat un conjunt d'estats, principats, comtats, ducats, entre d'altres, de relativa independència, que reconeixen l'autoritat d'un monarca central, escollit per cada estat en una assemblea estamental de caràcter feudal anomenada Dieta. Per tant, dins d'aquest sistema, podem concebre els cantons suïssos com a entitats independents però fins que es mantinguin dins d'aquest conglomerat, no podem dir que fossin independents, tot i manifestar justament voluntat de deslligar-se del Sacre Imperi romà. Alhora, cal entendre que els conceptes de democràcia liberal, Constitució com a base d'organització estatal, independència, autodeterminació i estat nació, són termes contemporanis que no es poden aplicar al context de l'època. El pacte que segella l'aliança dels tres cantons no necessita que s'hagi creat cap subjecte polític en forma de nació que reconeix diversos estats confederats.

#### Guillem Tell, la llegenda de la independència
El nom de Guillem Tell ressona amb força en tot moment en què hom pretén parlar de la independència de Suïssa. Una sèrie de llegendes i relats amb certa versemblança han creat un personatge llegendari que hauria estat el salvador de la pàtria, en haver contribuït a donar la independència a Suïssa. La llegenda de Guillem Tell surt referenciada al Llibre blanc de Sarnen, datat del segle xv, i que ha estat font d'inspiració al segle xix, moment de nacionalisme romàntic. De resultes, al segle xix la seva història ha estat escenificada per a l'Òpera de París. Segle romàntic, és en aquesta època que sovintegen els relats heroics de personatges extraordinaris que donen la independència a alguna nació europea. D'ací surten relats exagerats una mica per tot Europa, així com herois bàrbars que s'enfronten al poder romà. És el cas de Viriat a Portugal, Carlemany a Andorra, Vercengentòrix a França, etc.

## Baixa edat mitjana

### Confederació dels tres cantons

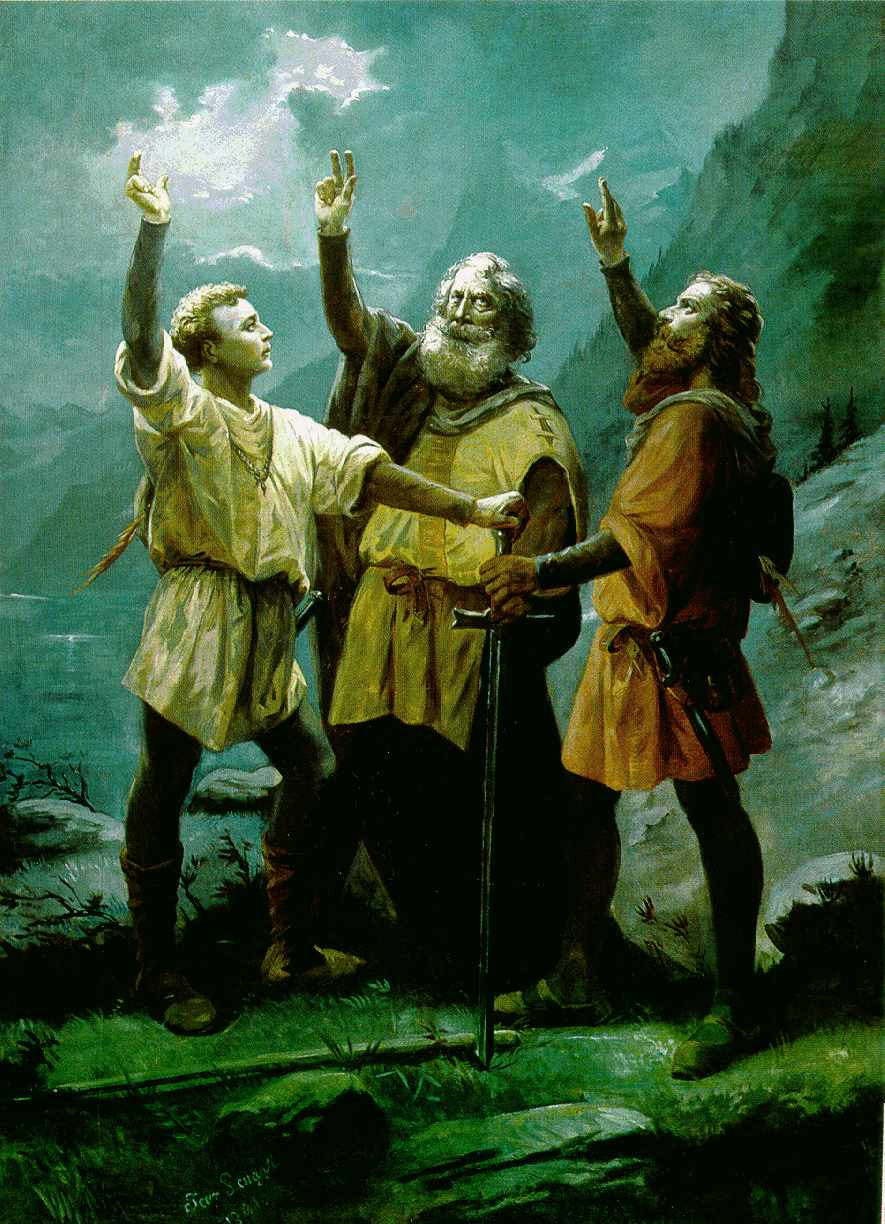
Al·legoria del jurament del Grütli d'en Jean Renggli (1891; pintura a l'oli)

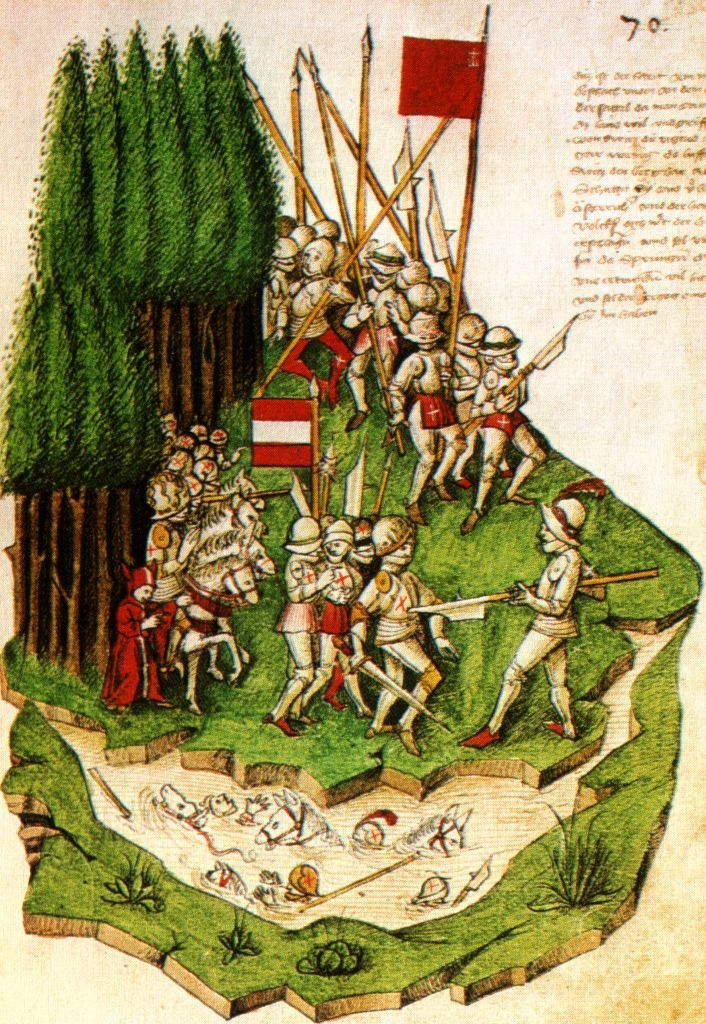
Representació de la batalla de Morgarten en una il·lustració de la crònica Tschachtlanchronik (1470)

L'arranjament del Pas del Sant Gotard amb l'ajuda dels walsers recentment immigrats i experts en construcció de canals d'irrigació, al començament del segle xiii, té conseqüències importants: el coll del Gran Sant Bernat a Valais perd la seva importància en el trànsit internacional i amb això una crisi econòmica de dos segles s'abat a la vall de l'Alt Roine. En recompensa, Uri obté pels «serveis retuts a l'emperador», la immediatesa imperial que l'allibera de la dependència dels Habsburg i li permet d'enriquir-se amb els peatges i la venda dels serveis (guies i hostals), la qual cosa atia evidentment les cobdícies dels Habsburg.

Uri
SZ
NW.[a]
OW[a]

Membres de la Confederació dels tres cantons
L'abril del 1291, Rodolf I d'Alemanya, primer membre de la família que esdevé emperador, redimeix els drets sobre Lucerna, a l'extrem del llac dels Quatre Cantons, amb l'objectiu de restablir l'autoritat de la seva família a la regió. Després de la seva mort sobrevinguda el 15 de juliol de 1291 i en previsió d'eventuals conflictes de successió, els individus lliures de les valls d'Uri, Schwyz i Nidwalden, renoven a principis del mes d'agost un pacte d'aliança jurídica i defensiva eterna.

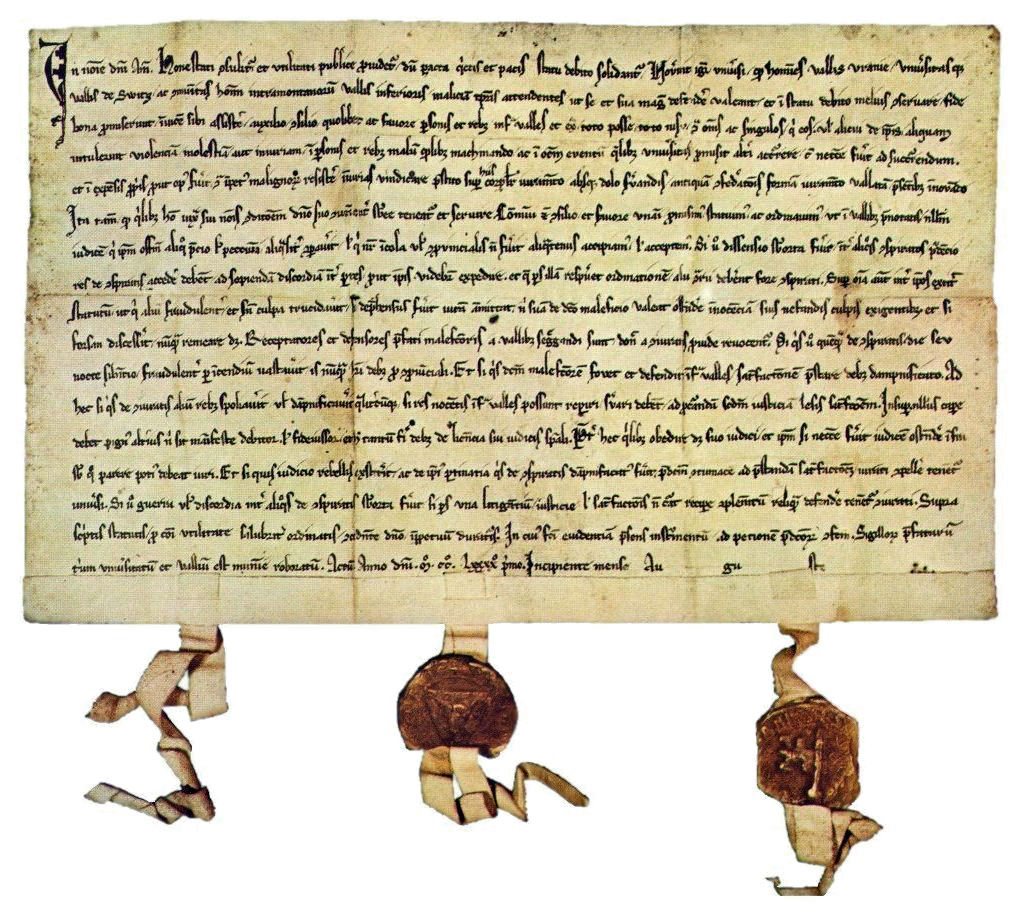
Pacte federal de 1291 fet l'any 1976 i en domini públic als Estats Units

El pacte restà molt de temps en oblit i no fou descobert fins al segle xviii i publicat en la seua versió llatina original el 1760 per Johann Heinrich Gleser. No serà escollit com a pacte federal més que a la fi del segle xix a iniciativa del Consell federal i commemorat per primera vegada en ocasió del seu sisè centenari, el 1891. A partir de 1899, la festa nacional suïssa és celebrada anualment l'1 d'agost; abans d'aquesta data, la fundació de la Confederació es col·locava el 8 de novembre del 1307, data del llegendari Jurament del Grütli segons Aegidius Tschudi. Els esdeveniments mítics descrits per la llegenda de Guillem Tell tenen també lloc a la mateixa època (començament del segle XIV).
La situació es deteriora entre els Waldstätten i els Habsburg durant l'interregne que segueix a la defunció d'Enric VII de Luxemburg el 1313. En resposta a l'atac de Schwytz contra el convent d'Einsiedeln sobrevingut el 6 de gener del 1314, el mercat de Lucerna és prohibit als Waldstätten que prenen partit per Lluís de Baviera contra l'Habsburg Frederic el Bell després de la doble elecció del Wittelsbach (25 de novembre del 1314).
El 1315, el duc d'Àustria Leopold, germà segon de Frederic, llança un doble atac contra 1.500 muntanyencs que prenen per assalt la primera columna composta de 3.000 a 5.000 soldats en la batalla de Morgarten. El 15 de novembre, els austríacs pateixen una veritable derrota. La segona columna, que es dirigia cap a Unterwalden, es retira llavors sense combatre.
Després d'aquesta victòria, els confederats renoven la seva aliança amb el pacte de Brunnen del 9 de desembre de 1315. Redactat en alemany, aquest text és el primer en què s'utilitza el terme Eidgenossen ('confederat', literalment 'companys lligats per un jurament'), mot del qual deriva Eidgenossenschaft (confederació). Detalla igualment la prohibició feta als signataris d'unir-se amb potències estrangeres. Aquesta última clàusula no serà abrogada més que amb la fundació de la República Helvètica el 1798.

#### Les conseqüències de la Guerra de Cent anys
La fragmentació de l'Imperi franc porta la nova dinastia que destronà els carolingis a mirar de recuperar l'abast de l'herència de Carlemany. Efectivament, quan els Capets pugen al tron, no governen més que a la regió de l'Illa de França actual. La resta de territori franc ha quedat fragmentat pels successors, les rebel·lions locals i la manca d'autoritat del poder central, que no pot arribar a tot arreu. Els segles posteriors estan, doncs, marcats per una política d'expansió que topa amb el Regne d'Anglaterra.
Durant prop de cent anys el Regne de França i el d'Anglaterra es barallen per la possessió del territori francès. Problemes de successió permeten argumentar al tron anglès que França li correspon. Però la dinastia regnant a França no accepta aquestes pretensions. Les discrepàncies són insalvables i ben aviat els dos regnes entren en guerra.
Suïssa queda afectada per aquesta baralla per la seva situació geogràfica. La guerra va generar una allau de delinqüència al territori suís causada per la migració de guglers, eren mercenaris que s'havien quedat sense feina durant la guerra per la treva que les dues parts bel·licoses havien pactat. Es té constància que la seva presència no agradà als locals. Segons els relats d'època, violaven, robaven i mataven sense miraments. Per això mateix durant el Nadal del 1375, segons les fonts de què disposem, hi hagué un sollevament a Suïssa contra aquest grup la nit mateixa de Nadal.

### Confederació dels vuit cantons
En la imatgeria popular, el cercle originari dels tres membres fundadors s'estén progressivament per acollir-ne de nous. En la realitat, les tres entitats conclouran, o bé globalment o bé individualment, una verdadera xarxa d'aliances defensives en l'espai de quaranta anys primer de tot amb Lucerna el 1332 i Zuric el 1351.

LU
ZH
GL
ZG
BE

Nous membres de la Confederació dels vuit cantons

Mapa de Suïssa el 1474, poc abans del començament de les guerres de Borgonya

La ciutat de Zug i després la vall de Glarus conclouen al seu torn una aliança el 1352, encara que aquesta última no tindrà un estatut d'igualtat amb els altres membres. Tanmateix, algunes setmanes després d'haver signat aquests acords, els confederats han de tornar aquests dos territoris als Habsburg. No els recuperen fins al 1365 per a Zug i el 1388 per a Glarus. El 1353, li toca a Berna de signar una aliança que té igualment per objectiu d'impedir tota reivindicació obwaldiana sobre l'Oberland bernès, rerepaís rural i subjecte de la ciutat.
Mentre que els vuit petits estats, enllaçats per aquesta xarxa d'aliances, s'agrupen sota el nom genèric de «Confederació dels vuit cantons», és al 1359 quan apareixen per primera vegada les dues bandes encreuades blanques sobre fons vermell com a signe de reconeixement en els camps de batalla. Força més tard, el 1815, la creu blanca de branques iguals sobre fons vermell serà definida com l'escut d'armes oficial del país. El 1370, un nou pacte, anomenat Pfaffenbrief ('Carta dels sacerdots' en alemany), és signat entre tots els cantons que controlen el pas del Gothard, és a dir, tots els cantons a excepció de Glarus i Berna. Aquest document unifica el dret existent i fa que tothom, noble o plebeu, laic o religiós, sigui igual davant la justícia que és administrada per jutges locals.
Els Habsburg no renuncien tanmateix a les seues pretensions. Per dues vegades, intenten vanament vèncer els cantons: la primera vegada el 1386, en la batalla de Sempach; la segona el 1388, en la batalla de Näfels. En ambdós casos, muntanyencs inferiors en nombre baten soldats experimentats i guanyen així una reputació de guerrers intrèpids però igualment poc respectuosos amb els costums guerrers. Aquesta doble victòria consolida l'aliança de les vuit comunitats que signen el 1393 el primer tractat comú als vuit cantons, anomenat Conveni de Sempach, que definix regles militars de comportament durant i després dels combats així com la manera d'endegar un conflicte, que només pot ser després d'una deliberació comuna.
Els cantons suïssos es van assegurar més o menys llavors la independència enfront dels senyors locals, tot continuant subjectes al Sacre Imperi Romanogermànic. El segle XV coneix una fase d'expansió dels confederats que van conquerir els territoris veïns i van concloure aliances amb nombroses regions de la rodalia (Appenzell, el Valais i Sankt Gallen). El 1415 els confederats planifiquen i executen en comú, a costa dels Habsburg i amb la benedicció de l'emperador, la conquesta de l'Argòvia, una part de la qual és administrada sota la forma d'una batllia comuna. Aquesta expansió no està exempta de topades: a la mort del comte Frederic VII de Toggenburg sense successor, els confederats, particularment Schwytz i Zuric, s'esquinçaran per repartir-se el Toggenburg durant l'Antiga Guerra de Zuric, que dura de 1436 a 1450 i contempla la victòria del cantó de Schwytz. Finalment, Turgòvia és conquerida el 1460 i igualment transformada en batllia comuna.
Inquiets pel poder creixent dels seus veïns occidentals, els estats borgonyons, els confederats, amb Berna al capdavant, s'alien amb el rei Lluís XI de França i declaren, el 1474, la guerra a Carles el Temerari. Els suïssos en surten victoriosos de manera successiva en les batalles de Grandson i de Morat, i després en la batalla de Nancy el 1477 que posa fi a la guerra. Amb gran decepció de Berna, sols la regió d'Aigle li és atribuïda després de la guerra i només en tant que batllia comuna amb Friburg, que s'uneix poc de temps després de la Confederació en companyia de Solothurn en allò que esdevindrà la Confederació dels tretze cantons.
És important notar que progressivament aquesta confederació és reconeguda dins com a fora per la denominació de Lligues suïsses.

#### La pesta negra de 1349
La pesta negra, també coneguda com a mort negra, va ser una pandèmia de pesta que devastà Europa i Àsia a mitjan segle xiv (1347-1351) i provocà la mort d'aproximadament un terç de la població europea, després d'una època d'esplendor. Segons les cròniques de l'època, la pesta devastà igualment el territori suís amb un nombre de morts notable en relació amb el nombre d'habitants de la confederació en plena formació. L'apel·latiu "negra" amb què els coetanis anomenaren la malaltia prové del fet que els afectats presentaven taques fosques a la pell com a conseqüència d'hemorràgies subcutànies.
No és del tot clar l'origen del brot de pesta que afectà l'Europa del segle xiv. S'especula que hauria pogut originar-se al nord de l'Índia, per bé que la teoria més estesa situa els primers casos a les estepes de l'Àsia central, des d'on els exèrcits i els mercaders mongols l'haurien transmès, en direcció est i oest, tot aprofitant la Ruta de la seda. Així, seguint aquesta teoria, en trobem els primers brots a la Xina durant la dècada de 1330, on sabem que la plaga afectà la província xinesa d'Hopei el 1334.
La pesta de 1349 tocà considerablement tots els territoris que mediterranis fins als Alps. Països com Andorra, França, Catalunya, Suïssa o Itàlia quedaren enormement afectats per l'epidèmia. Aquesta fou la responsable d'un retorn pessimista dins la psicologia europea de l'època que es tradueix ràpidament en l'especulació sobre la presència d'éssers malignes dins les comunitats. La caça a la bruixa esdevé particularment més intensa.

## Edat moderna

### L'expansió de les lligues suïsses

#### La Guerra suïssa

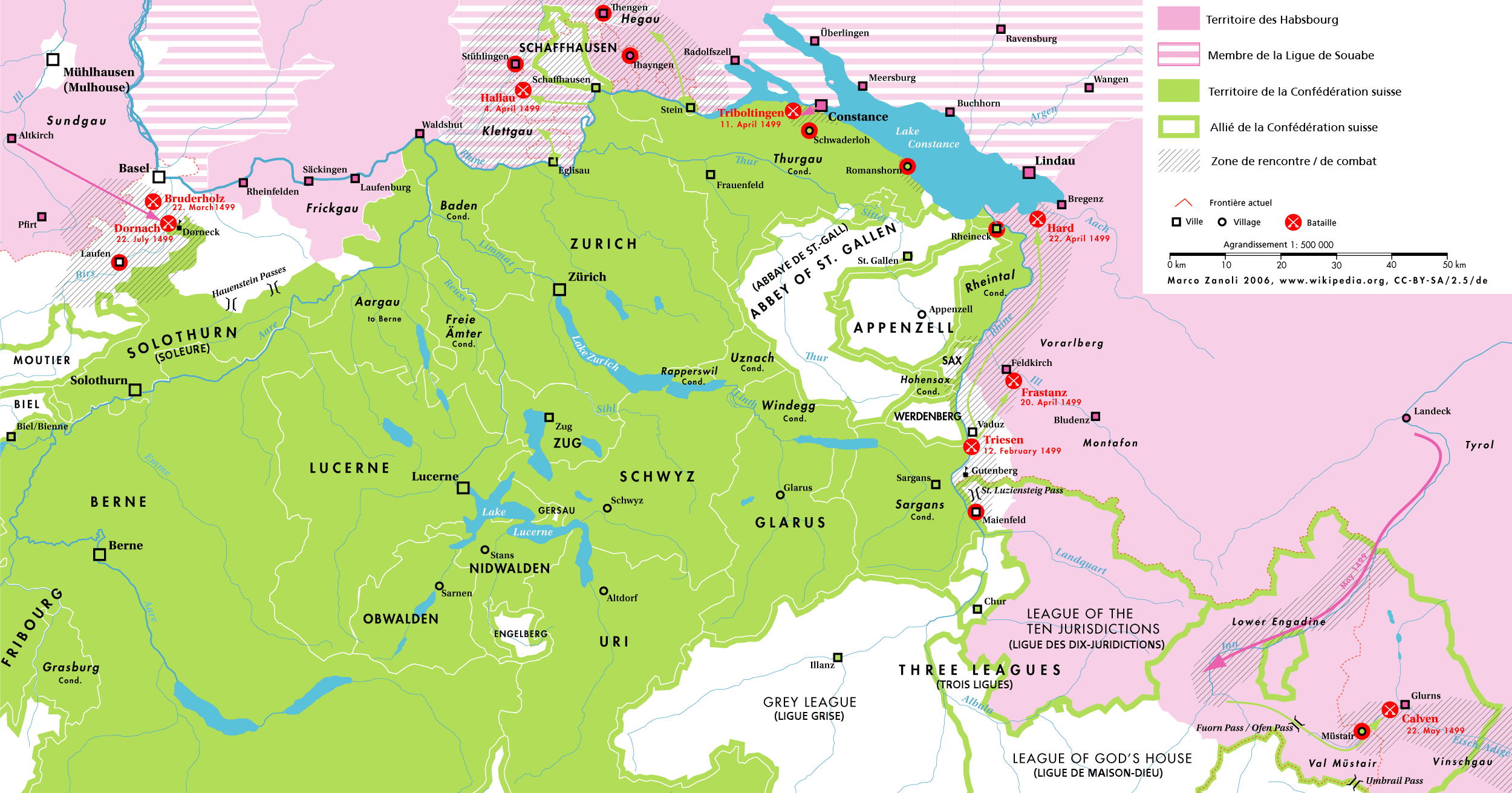
Mapa de la Guerra de Suàbia

Al final de la Guerra de Borgonya, dos nous cantons, Friburg i Solothurn, piquen a la porta de la confederació. Tanmateix, els cantons estan dividits sobre aquestes demandes d'adhesió i l'amenaça de la guerra guerra civil plana sobre els cantons camperols, que temen perdre la seva majoria, i els cantons urbans. És finalment l'ermità Nicolau de Flüe que proposa el 1481 un compromís acceptable, el Conveni de Stans: Friburg i Solothurn són admesos en la confederació.

FR
SO
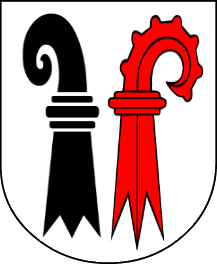
BA[b]
SH
AP[c]

Nous membres de la Confederació dels tretze cantons
Després de la desfeta dels borgonyons, l'emperador Maximilià reorganitza el Sacre Imperi romanogermànic i instaura un tribunal imperial i un nou impost, el cèntim imperial, el 1495. Els confederats es neguen a sotmetre-s'hi. L'emperador entra en guerra amb els confederats en l'anomenada Guerra suïssa per imposar la seva voluntat. Les lligues suïsses vencen les tropes imperials així com una coalició de ciutats del sud de l'actual Alemanya en la Guerra de Suàbia, que s'estén des del desembre de 1498 al setembre de 1499. El tractat de Basilea del 22 de setembre de 1499 marca la independència de facto dels cantons suïssos enfront de l'imperi que renuncia als seus drets. Cal tanmateix esperar el 1648 i als tractats de Westfàlia perquè aquesta independència sigui reconeguda de iure. Les ciutats de Basilea i Schaffhausen, ja aliades, esdevenen cantons el 1501, seguides per Appenzell el 1513. La Confederació dels tretze cantons havia nascut i perdurà fins al 1798.

#### Les guerres d'Itàlia
Els confederats es veuen llavors immersos en la tempesta de les guerres d'Itàlia. França ambiciona fer-se amb la península Itàlica i per aconseguir-ho decideix evocar suposats vincles successoris legítims. Els estats italians s'acaben involucrant llavors en una guerra contra França de manera successiva per tal de garantir-se la independència. Les lligues suïsses, per la seva banda, es troben des d'aquest moment i gràcies als esdeveniments anteriors, més lliures que mai, fins al punt de proposar-se com a força militar al bel·ligerant que més els plagui. És d'aquesta manera com successivament les lligues suïsses entren a les guerres d'Itàlia del costat dels francesos. En l'encontre, apareixen ambicions territorials suïsses i des llavors que la guerra permet a les lligues suïsses sotmetre una part del Ticino abans de conèixer una punyent desfeta en la batalla de Marignano el 1515. La desfeta els obliga a signar llavors la «pau perpètua» amb França, que n'obté el dret de reclutar a voluntat mercenaris suïssos contra el Ticino i una part de la Valtelina. Aquest tractat marca igualment la fi de la política d'expansió dels confederats, que ja no participaran en les grans batalles del continent sinó com a mercenaris.
L'actitud de les lligues suïsses és criticada a l'època per l'historiador italià Guichardin, que veu en aquestes lligues una unió militar eficaç que aconsegueix defensar la seva independència, tot venent-se a altres regnes a canvi de diners. El mateix historiador qualifica la intervenció de les lligues suïsses en els afers aliens a canvi de diners com a "avarícia". Això mostra sobretot la imatge que pot arribar a circular una Suïssa que ben bé ningú sap en què consisteix, llevat dels dits borrosos que arriben d'altres indrets.

### La Reforma protestant

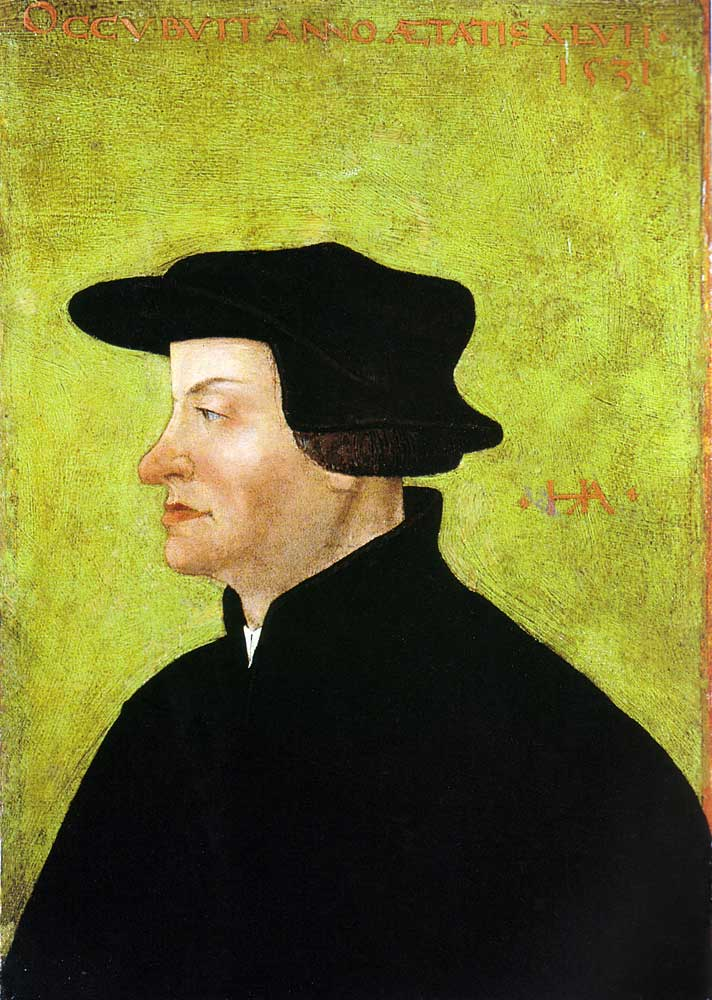
Retrat del reformador Zwingli per Hans Asper (1531, 35 x 24,5 cm; The Winterthur Museum of Art)

El segle xvi és un segle de crisi religiosa a Europa, que deriva en guerra oberta fins al segle xvii. Malgrat que tot començà per motius religiosos, les ambicions de les monarquies europees porten la crisi econòmica a una guerra permanent per motius polítics, disfressats de religiositat. Generalment es considera que la crisi religiosa té la màxima expressió en la persona de Martí Luter, que l'any 1517 protesta a les portes de la capella del castell de Wittenberg. En les seves famoses 95 tesis denuncia la pràctica de les indulgències de l'Església catòlica a Roma. El papat decideix condemnar-lo per no retratar-se en la penjada d'aquest pamflet de crítica. La guerra s'ha encès a Europa pel ressò que han tingut les seves protestes, així com la dels seus predecessors. N'existeixen efectivament una sèrie de precursors, com Jan Hus i John Wycliffe, anteriors a aquest esdeveniment que ja escampen crítiques cap a l'Església catòlica. Tots coincideix que cal una reforma eclesiàstica però l'Església catòlica hi renuncia preferint reprimir qualsevol crítica. Les desavinences entre les dues bandes porta a una nova ruptura del cristianisme i dins d'aquest nou corrent, neixen altres noves ruptures, com el calvinisme, el luteranisme o l'anabaptisme. Suïssa es troba al cor mateix d'aquestes ruptures, desavinences i guerres.

#### La reforma zwinglista
El segle XVI suís veu l'aparició de la Reforma protestant a Zúric en resposta a la predicació i a la influència d'Huldrych Zwingli. Nascut a Suïssa, Zwingli arriba a les mateixes conclusions que Martí Luter amb tota independència i sense cap mena d'influència entre l'un i l'altre. Dos anys abans que Luter, publica justament les reformes que considera que s'han de fer a l'Església catòlica. Guanya aviat una gran part de la confederació que es trenca en quatre guerres de religió: 
- Primera Guerra de Kappel
- Segona Guerra de Kappel
- Primera batalla de Villmergen
- Segona batalla de Villmergen

Les guerres de Kappel se salden amb la mort de Zwingli i la derrota dels protestants. Per això mateix la guerra reprèn amb les batalles de Villmergen. La Dieta federal es troba llavors dividida entre set cantons catòlics, dos de mixtos i quatre de reformats, menys nombrosos però més poblats. Aquesta divisió s'accentua encara més quan la Contrareforma rep la influència particular dels jesuïtes que provoquen, sobretot, la divisió el 1597 del cantó d'Appenzell en dos mig cantons: Appenzell Ausser-Rhoden protestant i Appenzell Inner-Rhoden catòlic.

AR
AI

1597: Divisió del cantó d'Appenzell
La Dieta mateixa es veu afectada per les divisions. A la Dieta tradicional es crea una d'evangèlica i opositora a la catòlica. Si abans de les guerres de religió europees, la Dieta es reunia com a mínim unes 24 vegades l'any, d'ençà les reunions es compten amb els dits d'una única mà. La Dieta tradicional no desapareix però les reunions ja no sovintegen i donen lloc a un protagonisme més important per a l'evangèlica.
Aquesta divisió interna és percebuda progressivament pels cantons mateixos com un problema cabdal per a la protecció de les fronteres. Juntes, les lligues suïsses tenien reputació de ferocitat, virulència i capacitat militar molt bona, una armada internacional al servei de les monarquies. Separades, semblen de cara a l'exterior més dèbils i, per tant, susceptibles de ser envaïdes per altri.
En l'actualitat els historiadors encara debaten sobre per què els estats veïns no aprofitaren la situació per tal d'envair el territori suís. Encara no s'hi ha trobat cap mena de resposta convincent. Es consideren diverses hipòtesis, però no hi ha elements que en permetin una conclusió clara. 
Vista la situació delicada, les lligues decidiren no entrar en la Guerra dels Trenta Anys, i preferiren l'abstenció, és a dir, la neutralitat, tot i les divisions internes que ja havien portat a les guerres entre cantons catòlics i protestants. El territori suís, això no obstant, haurà de ser defensat per la mobilització de 36.000 soldats a les fronteres per garantir-ne així l'anomenada "neutralitat armada". Aquesta neutralitat és la que valgué el reconeixement de la independència al final del conflicte. La neutralitat, certament, però les antigues aliances francosuïsses també. França signa en primer lloc una pau definitiva amb les lligues i, tot seguit, un pacte d'amistat permanent. En virtut de les aliances militars anteriors amb l'estat francès, aquest procura conscientment mantenir Suïssa al marge i afavorir-la en tot cas davant la guerra. Per això, pel pes francès, Suïssa aconsegueix fites en la Guerra dels Trenta anys. En efecte, en el moment de signar la pau a Westfàlia, França fa entrar les seves aliances d'amistat, no perquè tingui pietat de Suïssa -recordem que la monarquia francesa volia fer-se amb territori suís-, sinó per debilitar el seu rival directe, el Sacre Imperi romà. Així, prefereix dividir aquest imperi atorgant la independència a Suïssa, convidada per França a les converses. Aquesta estratègia s'ha d'emmarcar de forma encara més global. França convidà igualment Portugal i Catalunya a les converses. L'objectiu era donar la independència a Portugal per tal d'afeblir l'enemic hispànic i, a l'hora, trobar una solució que permeti fer-se amb Catalunya. És d'aquesta manera que Catalunya és dividida en dos pel tractat de Pirineus.
En aquest context, un teòleg humanista Josias Simmler decideix explicar i divulgar a l'exterior la història de Suïssa. Fill d'un pastor protestant educador en un convent de Kappel, marxa a estudiar teologia l'any 1544 a Zurich al costat del seu avi reformador, Heinrich Bullinger. Després d'això se'n va a la Universitat de Bâle i d'aquesta a Estrasburg. Quan torna a Zurich sent aviat la necessitat de divulgar la història suïssa i en això mateix és on acabà destacant. El seu llibre més conegut, República de les Suïsses, fou traduït a diverses llengües, una de les quals, el francès, tingué molta difusió. A l'obra, el teòleg suís fa especial remarca de la unitat suïssa dins la diversitat. La divulgació a l'exterior d'aquesta unitat dins la diversitat anima a veure Suïssa d'una altra manera, és a dir, sobretot a fer-se acceptar tot i la situació divisòria real que existeix entre cantons per motius religiosos.
A aquests elements, altres se sumen en pro d'una posició neutral i diversa. El mateix pare de la reforma suïssa, Huldrych Zwingli, s'oposà fermament a tota mena de participació de les lligues suïsses a les guerres de religió europees. Traumatitzat per les imatges cruels de la guerra, esdevé un ferm defensor del pacifisme. Aquesta posició li val l'animositat del partit francòfon protestant de la seva mateixa localitat. Per aquest motiu hagué de traslladar-se i en aquest trasllat coneix Erasme de Rotterdam. La seva presència és cabdal a Suïssa perquè les seves posicions prengueren gran rellevància en la població. De fet, és a partir de les seves idees que neix un anabaptisme incipient. En aquesta empenta, el moviment anabaptista no té més avançament per l'oposició del mateix Zwingli. Personatge, d'altra banda, força avançat per a la seva època en haver-se casat d'amagatall amb Ana Reinhart, tot i ser home d'Església. Per la seva visió, el territori suís és víctima d'una sèrie de destruccions del patrimoni catòlic en haver-se fet a la idea que la veneració d'icones és un delicte. No sols: seguint altre cop les seves postures, es tanquen convents i es critica la veneració a sants. L'única font legítima és la lectura de la Bíblia.
El precedent zwinglià provoca vertaders aixecaments entre cantons i per això mateix les lligues decideixen un gran debat resolutiu l'any 1523 a fi d'apaivagar els ànims de les dues bandes i així garantir un acord amistós que no comprometi la unitat de les lligues de cara a l'exterior. El resultat final, però, és una proclamació de l'oficialitat del protestantisme en territori protestant. És d'aquesta decisió que sorgeixen les guerres de Kappel. La mort de Zwingli en aquestes guerres procura una certa pau entre cantons que signen el final de les confrontacions gràcies a la mediació de França.

#### La reforma calvinista

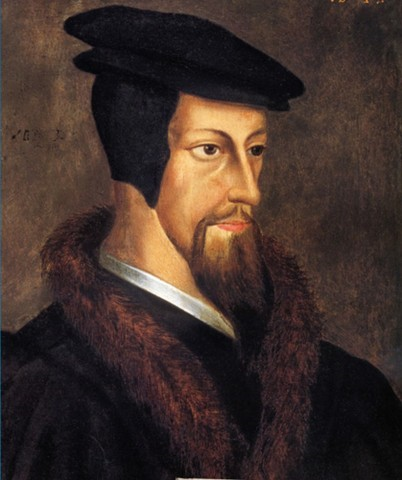
Retrat del reformador Calví

La figura de Joan Calví apareix a la segona part del conflicte entre protestants i catòlics just després de l'excomunicació de Martí Luter. Calví tenia 25 anys quan decideix redactar la primera edició del seu tractat de teologia titulat Institucions de la religió cristiana l'any 1534. Aquest treball pateix un cert nombre d'evolucions després de la seva publicació l'any 1536. Els treballs pastorals posteriors així com aquesta redacció són els que contribuïren a donar encara més empenta a les esglésies reformades. Per culpa d'això mateix es veu exiliat a Ginebra i a Suïssa la seva presència té encara més impacte, sigui en la societat europea de l'època, com en la societat suïssa mateixa. Paradoxalment, si Calví ha de fugir de França i anar-se'n a Suïssa per les seves idees, a Suïssa mateix un altre teòleg, Pierre Viret, ha de marxar de la seva terra per anar-se'n a viure a França. Aquest segon personatge tingué discussions sonades amb Calví per l'aplicació mateixa de la Reforma protestant al cantó on nasqué. Amb Martí Bucer, Heinrich Bullinger, Pierre Martyr Vermigli, Ulrich Zwingli, Theodosi de Bèze, Guillem Farel i John Knox, Calví tingué un paper molt important en l'elaboració de les doctrines de les esglésies reformades. Tanmateix, és finalment ell qui acaba dominant en la Reforma protestant.
Precisament, Guillaume Farel permet la propagació de la Reforma protestant a l'oest del país helvètic. S'assisteix progressivament a la conversió gràcies a la seva predicació del país de Vaud, de Neuchâtel i de Ginebra, abans d'imposar-se també a Lausana en un debat públic amb l'ajuda de Calví i Pierre Viret contra els catòlics. La part alemànica suïssa, per contra, queda encara sota els catòlics per la gran repressió de la Contrareforma. El 1533, el bisbe de Ginebra fuig i la ciutat esdevé una república lliure després, el 1541, una teocràcia sota la influència radical de Calví, que transforma la ciutat en una «Roma protestant». Mentrestant, el ducat de Savoia, que fracassa el 1536 en l'intent d'apoderar-se de Ginebra, és foragitat del país de Vaud pels bernesos, els friburguesos i els valesians. Tanmateix, alguns dels territoris conquerits en aquesta ocasió, com ara el Chablais francès i la riba sud del llac Léman, són posteriorment tornats i es fixen així les fronteres del país.
El segle xviii marca un període de prosperitat científica i econòmica amb l'evolució de l'agricultura i l'aportació dels hugonots francesos. És d'aquest període que data el concepte de nació suïssa, desenvolupat amb la creació de càtedres d'història nacional a les universitats del país, mentre que l'arribada de viatgers estrangers marca els començaments del turisme. Tanmateix, durant aquest període, es produeixen diversos alçaments, entre d'altres els dels pagesos a Berna el 1653 i Lucerna, la «conjuració Henzi» contra el patriciat bernès el 1749, l'«aixecament Livin» contra Uri el 1755 o l'«aixecament Chenoux» el 1781 contra Friburg, o dels «alliberadors» com a la Leventina o al país de Vaud amb el major Abraham Davel el 1755. Aquests aixecaments, tanmateix, no passen de ser fets puntuals per tal d'obtenir o de mantenir drets particulars, i no tenen, a excepció de la temptativa de Davel, caràcter revolucionari.

#### La Contrareforma
A la Reforma protestant l'Església catòlica hi respon finalment amb l'anomenada Contrareforma, que és l'expressió emprada per a designar les accions que va prendre Roma en el concili de Trento l'any 1545 amb vista a apaivagar les crítiques i així aconseguir un retrocés dels reformats. La Contrareforma va ser un esforç integral compost per quatre elements principals:
1. reconfiguració eclesiàstica o estructural,
2. ordes religiosos,
3. moviments espirituals,
4. dimensions polítiques.

A Suïssa, paradoxalment si comparem amb la resta d'Europa, els cantons catòlics no es van apressar a presentar-se al concili de Trento després que el papa mateix els convidés. Els cantons temien que el convit i la seva participació en el concili estiguessin pensats sobretot perquè l'Església catòlica s'introduís en els afers interns de cada cantó, la qual cosa tampoc era errònia perquè la Contrareforma serví com a aparell ideològic que, a més de reformar alguns aspectes doctrinals, havia igualment d'allargar la mà posada sobre la comunitat cristiana per fer-se catòlica a la força. Així, per exemple, el concili de Trento decideix que totes les parròquies han de tenir un registre poblacional de cada poble. I, malgrat tot, la Contrareforma no va escapar a Suïssa. La primera de les novetats que es varen aplicar fou la reorganització mateixa de la configuració eclesiàstica dels cantons catòlics. En aquesta empenta i davant les reticències, l'Església catòlica designa un agent "protector helvetiæ" que es dediqui a controlar l'acció de la Contrareforma i la seva eficàcia en territori suís. És aquest responsable, el cardenal Charles Borromée, arquebisbe de Milà, qui obre el Consell Helvètic, destinat a dotar de borses estudiantils els futurs capellans suïssos.
També és sota les seves ordres que apareixen les missions jesuïtes a Suïssa i de l'orde dels caputxins. En aquest context destacà especialment Jeanne de Jussy, una monja clarissa que, en la seva formació, resol escriure annals sobre la seva comunitat. D'altra banda, ultra les reformes eclesiàstiques com aquestes, els cantons catòlics també s'uniren a campanyes militars promogudes per la jerarquia catòlica a Suïssa contra els cantons protestants. La guerra entre catòlics i protestants aconsegueix fer retrocedir el protestantisme dins de l'àmbit alemànic i alhora amplia encara més el territori suís, de manera que es pot dir que la Contrareforma també ajudà a promoure una política d'expansió suïssa.
Paral·lelament, a França, la nit de Sant Bartomeu del 1572, un conjunt de tensions entre la noblesa catòlica i protestant, a més d'afers polítics entre les cases de Guisa i dels Châtillon-Montmorency, sense parlar de la involucració reial francesa com d'altres territoris, fa que Caterina de Mèdici i el rei Carles IX ordenin una massacre massiva d'Hugonots a París. Aquest episodi xocà notablement als cantons protestants de Suïssa que, veient la virulència de la Contrareforma, temeren un episodi semblant. No sense raó, el territori suís és víctima d'acusacions constants de bruixeria, la més sonada de les quals fou la d'Anna Göldi, condemnada a ser cremada per heretgia juntament amb prop de 5.500 dones més. Per això mateix Berna, Ginebra i Zuric decideixen signar un tractat d'unió de forces. En conseqüència, el camp rival fa exactament el mateix i d'aquesta manera neixen dues lligues religioses a Suïssa: la lliga d'Or i la lliga evangèlica. La coexistència d'aquests dos camps rivals posà altre cop en dubte l'aliança confederada. Aquest episodi d'Escalada només té la seva lleugera aturada amb l'entrada de la Guerra dels Trenta Anys. Els cantons de totes bandes són convidats a lluitar contra catòlics i protestants segons la ideologia de cada cantó. Aquesta crida es posa a debat i finalment la majoria decideix abstenir-se'n i defensar únicament les fronteres suïsses per evitar invasions. Es decideix, doncs, d'una política de neutralitat armada, la qual denota ja una presa de consciència que unes lligues dividides són un bon botí per als estats rivals.
El final de la Guerra dels Trenta anys portà igualment un altre tipus d'efectes col·laterals que no són positius. Per la situació econòmica europea generalitzada per les conseqüències de la guerra, la moneda suïssa, el batz, pateix una disminució important de valor, alhora que s'esdevé una inflació galopant en territori nacional. Per aquesta raó, els cantons tornen a la guerra, aquest cop pel cúmul de crispació agrària davant la crisi econòmica. Les guerres dels pagesos suïssos és només la punta d'un iceberg. En territori del Sacre Imperi romà, a més d'Alsàcia i Lorena, avui a França, la població pagesa s'alça de manera quasi paral·lela a les revoltes suïsses. En aquest episodi, hi destaquen tres líders de la insurrecció suïssa: Niklaus Leuenberger, Hans Emmenegger i Christian Schybi. Fet remarcable, els governs cantonals construeixen una aliança d'ajuda per apaivagar els ànims i atenuar la crisi amb algunes concessions als pagesos, però aquests, insatisfets, s'uneixen en una anomenada "lliga popular". I, tot i el final de la Guerra de Trenta anys, després del conflicte pagès, els suïssos tornen a fer-se la guerra fins al 1712.

### Suïssa cara a l'absolutisme

#### La guerra en contra meva i a favor meu
La pau de Westfàlia, a més de reconèixer la independència suïssa, és també una manera més de renovar les antigues aliances francosuïsses de protecció mútua. L'anomenat Rei Sol, és a dir, Lluís XIV, rei de França, de la dinastia dels Borbons, necessita a partir de l'emplaçament de la seva política absolutista i expansionista, mà militar. Suïssa, ara ja, estat conegut per la seva eficàcia militar, és l'elecció predilecta del rei francès. Aquest proposa, doncs, de renovar l'aliança del 1516. Aquesta ha de permetre al rei francès de disposar de mà militar a canvi de donar favors als suïssos. Aquesta nova aliança permet apaivagar els efectes de la crisi apareguda amb la guerra. En efecte, l'estat absolutista francès concedeix privilegis comercials als suïssos en territori francès. A més, promet costejar l'armada, i això dona aire a la noblesa suïssa. Aquest nou tracte es formalitza oficialment el 1663.
L'acord de renovació esdevé amb el temps paper mullat. Les ambicions expansionistes del Rei Sol el porten a annexionar-se territoris aliats dels suïssos com ara la França-Comtat, avui una regió francesa, o Estrasburg, també francès. Els cantons protestants són els primers a fer sonar l'alarma. Si França decideix annexionar-se Alsàcia, dintre de poc ja només li quedarà l'annexió dels cantons catòlics suïssos, ja que, efectivament, Lluís XIV emprèn l'acció a territoris catòlics i, durant el seu regnat, tindrà una política particularment bel·licosa contra qualsevol confessió cristiana que no sigui catòlica. Per aquesta raó, tot i les reticències inicials, les lligues suïsses acorden permetre als Països Baixos i a Anglaterra d'adquirir mà militar suïssa. D'aquesta manera 23.000 soldats se'n van a fer la guerra al costat dels enemics de França. A aquesta darrera, els suïssos només els concedeixen uns 20.000 soldats, qüestió d'equilibrar la balança. Així, al final de la Guerra dels Trenta anys, i malgrat un acord d'amistat i mútua protecció amb França, Suïssa fa la guerra contra els seus enemics i amics, en contra d'ella i a favor d'ella mateixa. Tot plegat per garantir d'aquesta manera la independència, tant anhel·lada, suïssa.
Una altra de les estratègies volgudes pels cantons fou la de votar de manera parcial a un costat com a l'altre de la frontera quant a les crisis de successió que es duen a terme a Europa. D'aquesta manera la confederació aconsegueix amb vots repartits no ser de cap dels camps rivals, la qual cosa permet esvair les ambicions territorials de francesos i germans.

#### La pau helvètica
Després d'anys interminables de guerra entre cantons, finalment a principis del segle xviii la pau s'imposa i els diferents cantons pacten una unitat que sigui vertaderament perdurable i que es faci en règim de pau, tot mantenint les diversitats: lingüístiques, religioses i polítiques. Aquest procés de pau conclou amb l'anomenada "pax helvètica", que és l'expressió emprada en historiografia per a designar un període en què de forma generalitzada es deixen finalment les discrepàncies religioses a part per assumir que la confederació o les lligues helvètiques són un conjunt d'estats diferents, amb la seva pròpia estructura, les seves pròpies religions, les seves pròpies llengües i la necessitat o la voluntat de viure en pau amb aquesta diversitat.
Els historiadors suïssos consideren que en aquesta nova actitud tenim diferents factors decisoris:
- La mort de Lluís XIV permet a França tornar a un escenari un poc més tolerant, vist que fou el predecessor qui revocà l'edicte de Nantes, el qual permetia la coexistència en territori francès entre protestants i catòlics; en la mesura que Lluís XIV perseguí qualsevol confessió que no fos catòlica, Suïssa en patí les conseqüències perquè, pintades de religiositat, les annexions dels Borbons hagueren de fer canviar les estratègies envers França per assegurar-se la protecció de les fronteres; de fet, el pacte d'amistat conclòs anys abans amb el Rei Sol tenia una clàusula secreta en què s'especificava que el rei francès donaria suport als cantons catòlics en la seva reconversió dels "heretges" i la mort del rei francès permeté evidenciar que aquesta reconversió mai es faria i fa portar una mica de serenor als cantons protestants.
- Neix progressivament un sentiment de consciència col·lectiva que si bé encara no arriba a veure's com a objecte polític, sí que permet un cert debat o reflexió sobre en què consisteix precisament aquesta multitud de cantons diversos en tots els sentits; si en altres conjunts polítics tenim un estat centralitzat amb una religió majoritària, una llengua única i unes institucions úniques, a Suïssa hi ha una disparitat força gran i, dins d'aquesta disparitat, neix un sentiment de voler continuar construint una unió dins la diversitat.
- Un altre factor decisori fou l'entrada en la Il·lustració, atès que els phylosophes promogueren la tolerància i tota una reflexió a l'entorn d'una societat més justa, pròspera i més educada; aquests nous valors penetren al territori suís i amb el temps aconsegueixen desplaçar les prioritats i si en dècades anteriors la religió havia de ser estrella, d'ara endavant es privilegià l'abolició del règim feudal, l'ensenyament, la igualtat davant la llei, els drets humans, la tolerància i el principi de contracte social.

Cal precisar que el pacifisme que s'imposa a Suïssa a partir del segle xviii no vol dir l'entrada a un paradís sense discussions. Efectivament, els estats cantonals suïssos no tornen a agafar les armes físiques fins al 1798, però sí que agafen les retòriques. Diferents esbatussades per motius diversos tornen a fer nàixer discrepàncies entre suïssos però, i d'aquí l'expressió de pau helvètica, cap d'aquestes acaba en un conflicte armat. Tot queda, doncs, dins les paraules i les polèmiques.
Aquesta nova etapa, d'altra banda, es fa gràcies a la presència de mediadors i observadors a les sessions de la Dieta helvètica. Aquesta convida els països aliats a fer d'observadors i, en virtut de les antigues aliances, a França com a mediadora. Per tant, la nova etapa de pau helvètica resol els conflictes en assemblea, és a dir, en la Dieta i amb la presència d'interlocutors intermedis. Seria del tot un error veure-hi ja una etapa democràtica en què hi preval les característiques bàsiques d'un estat liberal contemporani. S'ha de recordar que som davant d'un consell estamental en què seuen nobles representants dels interessos dels estats presents. Cap estat té més rellevància que un altre. Tots són iguals perquè formen una confederació, és a dir, no són ni un estat centralitzat, ni una federació amb diferents graus d'autonomia.
És altra vegada en aquest context que torna a renovar-se l'antiga aliança amb França l'any 1777. Les relacions amb el monarca francès són percebudes des de l'exterior com una sort per alguns i com a enveja per a d'altres. La França de l'absolutisme és un estat que gaudeix d'un prestigi important a tot Europa fins al punt que els estats confederats o fragmentaris dels voltants miren d'imposar un règim centralitzat. És el cas d'Anglaterra, la qual acaba en conflicte armat per aquest intent, o Espanya, que també veu contestació des de la confederació catalanoaragonesa, que no vol veure desaparèixer els estats confederats catalans i aragonès. Si el cas anglès derivà en guerra, l'hispànic també.
La llista de conflictes nous però pacífics, en el sentit que no hi ha ús de violència armada, és molt llarga. A cada nova dècada se succeeixen de mitjana prop de dos a tres conflictes de gran repercussió. Tot seguit n'hi ha una compilació dels més rellevants:
- Morrens Davel mira d'alliberar el país de Vaud de la tutela berna (1723)
- Presa de les armes de Ginebra (1737)
- Péquignat lluita per la defensa dels privilegis franquicis del poble (1740)
- Henzi fomenta un cop d'estat fallit contra els patricis bernis (1749)
- Aixecament de la Lévitine (1755)
- El cas Gaudot o tumult pagès (1767)
- La revolució Chenaux (1781)...

Durant el segle xviii el continent europeu continua, contràriament al territori helvètic, en la dinàmica de guerra. Si als segles anteriors era una "qüestió religiosa", en aquests nou segle és una "qüestió successòria". És a dir, si temps abans els estats europeus es fan la guerra per aconseguir encara més territori i imposar-se sobre la màxima extensió possible, tot argumentant problemes religiosos, en aquesta nova etapa les guerres territorials continuen sota el camuflatge dels problemes successoris. Suïssa mai participa en aquestes guerres internacionals, com la Guerra de Successió espanyola, de forma directa. És a dir, oficialment es manté al marge, neutral, tot i que en paral·lel mercenaris i altres militars convenen treballar pel compte d'una força o una altra. Les lligues helvètiques esdevenen fins i tot una rereguarda des d'on França i altres aliats recarreguen municions i estratègies de guerra.

### L'abolició del feudalisme i l'absolutisme

#### El segle de les Llums helvètic

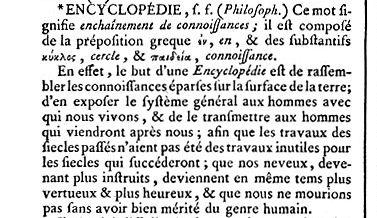
Passatge de lEncyclœpedie dels phylosophes de la Il·lustració. La col·lecció en tingué un suís al capdavant, Denis Diderot. La seva adquisició era força cara però permeté divulgar de forma considerable les tesis dels il·lustrats sobre la necessitat de formar la població

Per bé que la Il·lustració tingué una repercussió mundial gràcies a la penetració i desenvolupament en sol francès i britànic, molts dels famosos phylosophes eren suïssos i alguns dels seus escrits sortiren precisament de les impremtes suïsses. Allò que a l'època portava el nom de "República de les lletres" i que avui identifiquem com a Il·lustració, Iluminismo (PT), Lumières (FR), Illuminismo (IT), Aufklärung (DE), Illuminissem (RU), Ilustración (ES), o Iluminism (RO), i fins i tot Enlightenment (EN), segons la designació per idioma, fou un corrent filosòfic, polític i social europeu, l'arrel del qual esdevingué la base de la construcció de la societat contemporània actual.
Germen de la Revolució Francesa fou idea de Voltaire, francès i ciutadà suís, sobre la tolerància, que permeté redactar la Declaració de drets humans. Fou gràcies a Montesquieu, que publicà la seva obra cabdal a Suïssa mateix, que neix la teoria de la separació de poders en tres: executiu, legislatiu i judicial. És gràcies a l'empenta capdavantera de Denis Diderot, entre d'altres, francès de nacionalitat suïssa, en la redacció de l'Enciclopèdia, que permeté per primera vegada deslligar el coneixement del poder eclesiàstic i nobiliari, traslladant-lo a tota la població que s'alfabetitza gràcies a una política de laïcitat i gratuïtat de l'escola. Suïssa mateix conegué un procés d'alfabetització notable gràcies a la influència del pensament il·lustrat.
És gràcies a Immanuel Kant, filòsof prussià, que progressivament l'actitud envers la religió i les explicacions religioses canvien notablement. Habituat als cercles de Voltaire, permet juntament amb l'empirisme i la consegüent evolució de la revolució copernicana avançar considerablement en matèria científica i augmentar de forma progressiva el nivell de vida de la població que veu un progrés notable de la tecnologia. Ginebra i les grans principals ciutats més poblades de Suïssa, com ara Berna o Zuric, floreixen considerablement gràcies a un progrés científic que marca decididament l'entrada a l'era contemporània. Euler i Bernouilli destaquen en l'àmbit de les matemàtiques; Albert de Haller en medicina; Charles Bonnet i Horaci Bénédict en les ciències naturals, que gaudeixen, d'altra banda, d'una bona reputació a nivell internacional. Bona part dels científics que treballaren en la recent constituïda Acadèmia de Berlín eren suïssos.
És mercès a Jean-Jacques Rousseau, nascut a Suïssa, que desapareixen les idees absolutistes en pro de l'autodeterminació dels pobles pel principi de contracte social. El principi que existeixen nacions amb dret a decidir sobre elles mateixes impregna el segle xix. La Constitució francesa mateixa, que s'inspira en Rousseau i en les precedents corses, parla explícitament ja de "nació", un terme que per bé que ja existeix al segle xviii i circula en l'àmbit il·lustrat i nobiliari, encara no s'ha estès entre la població. Llegit a tot arreu, les obres de Rousseau, del tot revolucionàries per a la seva època, són censurades i cremades en territori suís per l'Antic règim.
És en aquest context que els salons il·lustrats fan néixer les primeres societats maçòniques dites especulatives. La primera lògia maçònica apareix a Suïssa a Lausana l'any 1740, després que les idees maçòniques passessin de l'Anglaterra il·lustrada a la capital ginebrina. I, encara, no es podria acabar aquest apartat dedicat a l'obscurantisme, tal com es designà en aquella època, sense parlar de les dones suïsses il·lustrades: Julie Bondeli, Isabelle de Charrière i Anna Barbara Schulthess.

##### De la fisiocràcia al liberalisme i la industrialització
Gent de l'Antic règim, la fisiocràcia és un corrent de pensament econòmic que neix a França i arrela a Suïssa. Partidaris de la cultura de la terra, les teories dels fisiòcrates són aplicades a Suïssa gràcies a l'Església catòlica o, si més no, al clergat suís que comparteix el mateix llenguatge que aquest corrent econòmic que dona suport a la natalitat. Tanmateix, en aquest període de pau en territori helvètic, com és el segle xviii, l'apaivagament del sentiment religiós, empès per nous valors, el fet que el protestantisme deixi de veure els diners sota l'òptica catòlica i l'aparició del pensament il·lustrat que concorda perfectament amb la teoria liberal del "laissez faire, laissez passer", porten progressivament, d'entrada, a un creixement econòmic beneficiós en tots els sentits i, tot seguit, a la introducció de l'economia de mercat amb els primers signes incipients d'una industrialització.
Suïssa fou dels primers estats a obrir les portes a la industrialització. Aquest fenomen que té lloc fins i tot abans que a França, és signe de canvis notables en l'ambient polític, social i econòmic del país helvètic. Les primeres societats econòmiques i mercantils obren les portes i aprofiten precisament la mà d'obra abundant desproveïda de qualsevol mena de dret per explotar uns negocis cada vegada més lucratius gràcies a productes del tot nous que arriben del "nou món". El tèxtil, com a l'Anglaterra capdavantera en aquest àmbit, domina àmpliament les transaccions mercantils dels suïssos cap a l'exterior. Tot plegat potenciant el mercat negrer i el triangle de l'esclavitud. Algunes societats mercantils suïsses s'endinsen voluntàriament en el mercat negrer entre el continent americà, l'africà i l'europeu. Signe d'aquests temps canviants és la fàbrica Fabrique-Neuve de Cortaillod, que es popularitza aviat.
Altre sector que floreix d'aquesta nova dinàmica pròpia de la contemporaneïtat és la rellotgeria, que propulsa el país helvètic al més alt nivell fins als nostres dies en aquesta indústria. De fet, no és pas l'únic sector que hi perdura fins a l'actualitat. El negoci bancari es desenvolupa sense fre i particularment emprèn molta força fins a portar Suïssa a esdevenir un estat capdavanter en finances i evasió d'imposts. El mateix Jacques Necker, encarregat de les finances franceses, és sol·licitat per la corona francesa per fer front al seu deute que la condueix estrepitosament a la fallida i a la Revolució francesa. Aquest suís nascut a Ginebra és qui mirà de posar fre a les despeses irracionals d'una monarquia que vivia fora de l'òrbita de la realitat. Molts vaixells que marxen a fer expedicions fora d'Europa en aquesta època es nodreixen del finançament que proporcionen els bancs suïssos. Aleshores, les teories de la fisiocràcia són cosa del passat, com l'Antic règim, que aviat també esdevé sinònim de passat llunyà.

#### La Revolució francesa

##### Primer període (1789-1792)

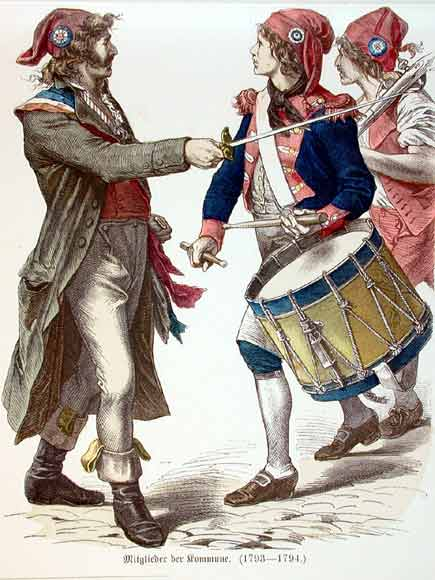
Els Sans-culottes duien pantalons, i no els calçons (culottes) dels nobles; literalment vol dir 'sense calçons'. Van participar en els moviments revolucionaris fins al 1795. Els suïssos immigrants que vivien a França també participaren en la revolució amb precisament la vestimenta dels sans-culottes

El primer període dit revolucionari en què cau la monarquia francesa després d'haver intentat establir una monarquia constitucional no té gaires repercussions al territori suís. Suïssa de forma general és informada sigui per la seva pròpia premsa o per l'estrangera d'allò que està succeint a França. L'aristocràcia helvètica és del tot contrària a aquest nou règim, com ara l'Església catòlica suïssa. Per això mateix alguns articles són censurats per no deixar escampar la idea que els esdeveniments a França estant tenint fruit i que la monarquia es troba en un carreró sense sortida. De fet, el territori suís trigà prop de deu anys abans que es pugui veure algun senyal que efectivament han penetrat les idees de la revolució.
D'entrada, Suïssa protegeix les seves fronteres, prohibint la venda d'armes i de pólvora. Malgrat el control fronterer estricte, en aquest període hi ha una allau de refugiats polítics provinents de França. Es tracta de membres de l'Antic règim que fugen de la violència que es viu als carrers de París, principalment. Davant d'aquesta situació migratòria, els estats cantonals decideixen crear un organisme específic que es dediqui a lliurar permisos de residència per aquells que puguin ser legalitzats a ulls de l'administració helvètica. De fet, a pesar de les intencions de censurar qualsevol element que encengui l'espelma a Suïssa, les impremtes del país es troben d'un dia per l'altre saturades de treball. Els principals diaris francesos que es troben en règim de llibertat de premsa gràcies a la revolució, escullen Suïssa per imprimir els tiratges. Això incomodà l'Antic règim, que prohibí aquesta pràctica, malgrat que de facto no foren poques les impremtes que desviaren la llei per fer negocis amb els principals diaris del país veí.
El clima de repressió que es viu a Suïssa cedeix finalment vers el 1790. A les elits hi ha una vertadera divisió. Els uns voldrien participar en la Revolució francesa i exportar-la a Suïssa. Els altres no la volen i prefereixen reprimir-la. Els primers, sobretot, són majoritàriament suïssos que per algun motiu professional han hagut de marxar de Suïssa i servir la monarquia francesa quan aquesta tenia encara els peus de glòria. És el cas, per exemple, de la filla mateixa de Necker. Entre la voluntat dels uns i la dels altres, comencen a nàixer signes d'alliberament mental. Unes primeres manifestacions segueixen a intents propagandístics a favor de la Revolució francesa. La manifestació més notable de la voluntat de fer canviar igualment el règim estamental suís fou l'anomenada Conjuració dels Garfis o dels Ganxos. A la regió de la Baixa Valais, un escamot a favor de la revolució fa una emboscada per matar 160 magistrats amb el fi de fer caure el règim de privilegis i altres distincions pròpies de l'Antic règim. La intenció i d'aquí neix l'expressió, era matar-los i penjar-los amb garfis.
La presa de la Bastilla és commemorada al país de Vaud. Les regions més properes a la frontera francesa passaren a incubar un sentiment d'empatia amb els revolucionaris fins que durant el 1790 deixen d'amagar-se les amistats i llavors comencen a esclatar de forma regular flaixos de manifestacions a cada afer assolit per la revolució. És clar que l'Antic règim suís no tolerà aquestes expressions massives d'alegria i n'obrí persecucions i expedients contra els organitzadors i els manifestants.

##### Segon període (1792-1797)
Quan esclata finalment la guerra entre la República Francesa i la resta d'estats monàrquics d'Europa, Suïssa decideix una altra vegada tornar a la política de neutralitat. Però, contràriament a altres ocasions, aquesta vegada a més de protegir la frontera, participa com a mediadora entre els bel·ligerants. Proposa Balle com a ciutat per a la negociació d'una pau. De fet, quan Espanya i Prússia signen la pau amb França, ho fan directament en aquesta ciutat. Tanmateix, els suïssos, és a dir, el poble baix, estan dividits entre els qui volen participar obertament en la contrarevolució i els qui prefereixen no participar en cap bàndol per mantenir una postura de neutralitat que a parer seu els és beneficiosa.
L'anunci de la massacre de 800 guàrdies suïssos al Palau de les Teuleries el 10 d'agost del 1792 que s'havien desplaçat per protegir la monarquia francesa fa esclatar oficialment la guerra en territori suís. El mateix any, tropes berneses i zuriqueses són enviades a Ginebra per impedir una invasió francesa d'aquest territori aliat. Tanmateix, algunes setmanes més tard, Ginebra passa a mans dels revolucionaris. Sempre el 1792, França envaeix el bisbat de Basilea, que esdevé breument independent sota el nom de República rauraciana, abans de ser lligat a França amb el nom de departament del Mont-terrible, que comprèn els actuals districtes jurassians de Porrentruy i Delémont, el 23 de març de 1793.
El 1795, Frédéric-César de La Harpe endega una revolta vauduesa contra Berna. Frédéric s'haurà de refugiar a París davant la manca de seguiment de la seva acció. Des de l'exili, empeny el govern francès a enviar tropes a Romandia. És finalment el 1798 quan, prenent com a pretext la mort de dos soldats en missió a Thierrens, les tropes franceses envaeixen el país. La resistència és feble, a excepció de Berna i a la Suïssa central, on Nidwalden lliura tot sol un combat desesperat contra els francesos. Els invasors són relativament ben acollits. Les dues victòries franceses del Grauholz i de Fraubrunnen arrosseguen la capitulació de Berna a la tardor del 1798. Després de la proclamació efímera d'aproximadament quaranta repúbliques en algunes setmanes, és finalment París qui estableix el nou règim de la República Helvètica.

##### Tercer període (1798-1814)

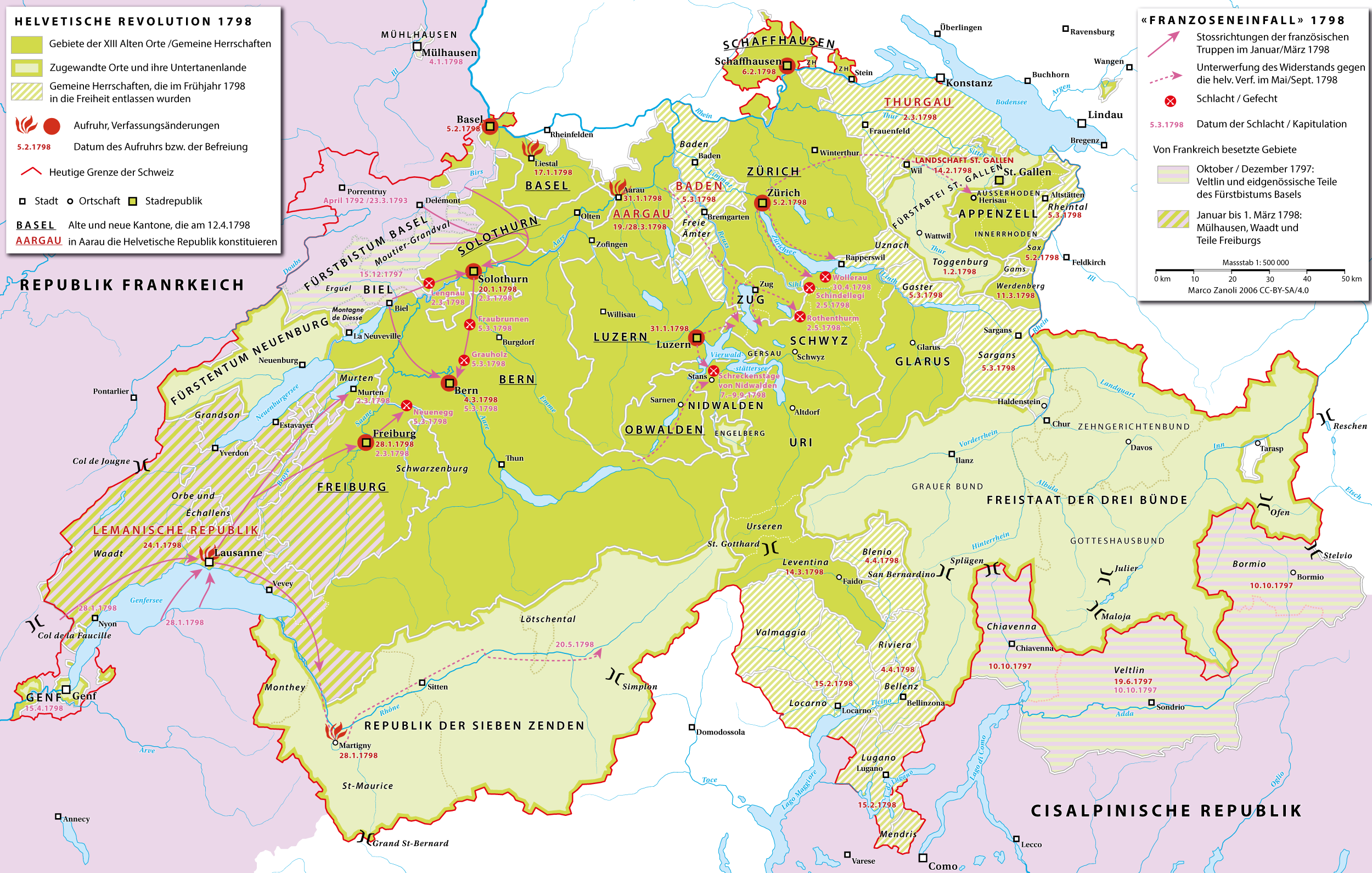
Mapa de la República helvètica

La «República helvètica una i indivisible» segons el seu nom oficial és un estat centralitzat i unitari governat per un directori que anomena els governadors dels cantons, esdevinguts simples divisions administratives, i les fronteres de les quals són àmpliament redibuixades. A més a més dels conflictes europeus, il·lustrats per les batalles de Zuric el 1799, que es desenvolupen en part sobre territori suís, els conflictes entre centralitzadors i federalistes són incessants fins a l'estiu del 1802, quan les tropes franceses es retiren del territori i s'inicia la Stecklikrieg ('Guerra dels bastons' en alemany), una revolta federalista contra la República helvètica, el govern de la qual s'ha de refugiar a Lausana.
El 30 de setembre del 1802, Napoleó Bonaparte intervé i, després haver convocat a París una delegació helvètica formada per 63 representants suïssos i quatre senadors francesos, imposa l'Acta de mediació proclamada el 19 de febrer del 1803, que defineix una nova constitució per al país. Aquesta acta calma les tensions internes, en particular gràcies al restabliment de les fronteres tradicionals de la majoria dels cantons, amb l'excepció notable del cantó de Berna, que es veu definitivament amputat dels nous cantons de Vaud i d'Argòvia. Els cantons de Sankt Gallen, Turgòvia, Ticino i Grisons són igualment creats per l'agrupació de batllies comunes. Per tal de garantir el control dels colls alpins, el Valais deixa Suïssa i es fa independent, però serà annexat per l'Imperi francès el 1810, així com Ginebra, que esdevé chef-lieu del Departament del Léman, i Neuchâtel transformat en principat ofert al mariscal Berthier, que no hi anirà mai.

VD
AG
SG
TG
TI
GR

Nous cantons creats per l'Acta de mediació
Els 19 cantons restants tornen a ser entitats independents, i cadascú disposarà de la seva constitució i impostos. El poder central, exercit per la Dieta federal, és dirigit pel Landammann de Suïssa, única vegada en la història on l'estat és dirigit per una sola persona. La Dieta té el control de l'exèrcit suís, així com del franc suís, que esdevé l'única moneda oficial. Tanmateix, entre 1803 i 1813, Suïssa és un protectorat francès sense gran poder decisori, un poder que es troba en realitat a París. Però el país coneix llavors un període d'estabilitat i de pau, per bé que la seva indústria es veu durament afectada pels efectes del Bloqueig Continental i que ha de proveir quatre regiments a la Grande Armée, és a dir, un total teòric de 16.000 soldats.

## Edat contemporània

### El congrés de Viena
A partir de 1813, diversos exèrcits estrangers, en persecució dels exèrcits francesos, travessen moltes vegades el país alimentant-se sobre el terreny, la qual cosa comporta la fam entre la població sense que ni la Dieta ni l'exèrcit no s'hi pugui interposar, si no és per la incursió durant alguns mesos de 24.000 soldats al país de Gex, cosa que marca l'últim compromís de les tropes suïsses a l'estranger.
Un cop marxen els francesos, diversos cantons, parcialment recolzats per les potències europees, s'afanyen a restaurar l'Antic règim mentre que l'existència dels nous cantons, en particular l'Argòvia que Berna vol recuperar, es veu amenaçada. En efecte, en el context del congrés de Viena, Suïssa retorna després de les guerres napoleòniques a l'Antic règim. El congrés de Viena fou una cita promoguda pels estats guanyadors de les guerres. Havia de servir per a restaurar l'Antic règim a tot Europa, redefinir les fronteres segons els gusts de les potències absolutistes i arranjar mecanismes per evitar qualsevol tipus de nova revolució.
Aquesta nova Europa crea estats tampó al voltant de França per tenir-la molt més controlada en cas que tornés a reprendre el foc de la Revolució francesa. Territorialment, el congrés de Viena serví per reconèixer la independència de petits països com San Marino i allargar les possessions d'altres estats, com Prússia. Quant al llegat revolucionari, els estats participants es varen comprometre a donar-se mutu suport militar i deixar les diferències de banda. Això vol dir que en cas que en algun dels estats absolutistes pactants hi hagués intents d'aixecaments de tipus revolucionari, automàticament la resta d'estats absolutistes veïns es comprometien a imposar-hi silenci. En això va consistir la Santa Aliança, que sent un pacte entre estats que diuen governar en nom de Déu, d'aquí la designació, alia el cristianisme sense fer diferències entre protestants, catòlics i ortodoxos.

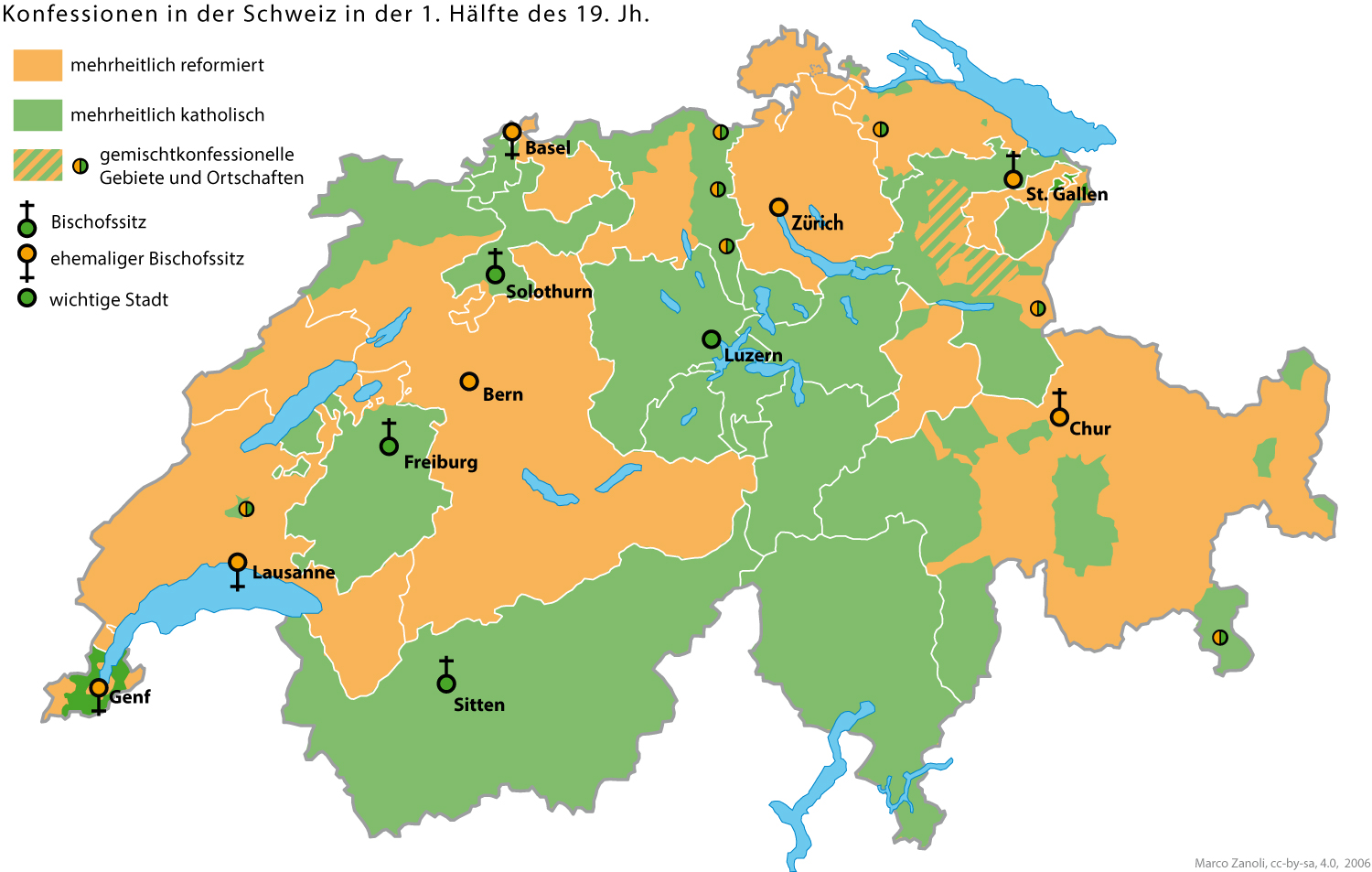
Divisió confessional al començament del segle XIX

Suïssa en aquest context entra a formar part de la Santa Aliança. El seu territori s'amplia incorporant nous cantons. La sobirania passa altre cop als estaments privilegiats i restaurats. Segueix el principi de confederació reafirmat per un nou pacte federal que és la primera Constitució de l'estat. La seva independència queda garantida amb el tractat de París de 1814, Finalment, el nou pacte federal del 7 d'agost del 1815 estableix un estat cantonal regit per Prússia, tot i ser membre de la confederació. En efecte, en el congrés de Viena, les potències europees reconeixen la neutralitat perpètua de Suïssa el 20 de maig del 1815 i li atribueixen tres nous cantons, el Valais, Ginebra -a qui França i el Regne de Sardenya atribueixen alguns territoris per tal d'assegurar-li una continuïtat territorial- i Neuchâtel, que continua sent no obstant això un principat prussià. Es funda així la Confederació dels XXIII cantons.

VS
NE
GE

Els tres nous cantons de 1815

### Revolució industrial

#### L'onada de fam de 1816
La restauració del congrés de Viena després de les guerres napoleòniques és únicament una recomposició diplomàtica i legal dels estats absolutistes. Les guerres contra la França revolucionària varen cultivar un escenari apocalíptic després de la violència. A partir del 1815 les males condicions climàtiques provoquen una crisi econòmica nova en què el sector agrari i tèxtil n'assumeixen els efectes més greus. La població europea viu amb fam de forma generalitzada i les morts per manca d'aliment augmenten i es generalitzen a tot Europa. La restauració absolutista agreuja la situació per la restauració dels tributs feudals i la tornada del sistema estamental anterior, que acumula la riquesa entre una part de la població minsa i gaudeix de la riquesa per herència i no per mèrit.
Suïssa es veu del tot traumatitzada per aquesta situació. El sector agrari no s'aguanta dempeus i el tèxtil sucumbeix. Això provoca una situació epidèmica de fam que assola la població. Per tal d'evitar que aquesta situació sigui motiu de noves revoltes i sollevaments, França, Suïssa i Prússia acudeixen a ajudar el país. Però cap ajuda atenua realment la crisi. L'estat cantonal de Glaris, un dels més industrialitzats de l'època, pateix doblement la crisi econòmica. Per les pèrdues del tèxtil, aquest cantó no sobreviu a l'epidèmia de fam. Els periòdics de l'època fam menció d'una situació catastròfica en què les vies públiques són plenes d'esquelets de gent morta per manca de proveïment. La salubritat pròpia d'aquesta època s'agreuja, doncs, per la conseqüència de la crisi de fam provocada per la guerra que afegeix a tot plegat destrosses importants.
De fet, el retorn a l'Antic règim es fa fer realment en tots els àmbits. Les polítiques econòmiques dels estats tornaren a l'Antic règim i, per tant, hi hagué una promoció general del proteccionisme econòmic, que agreujà encara més la situació econòmica fins al punt de portar la població suïssa a marxar en massa cap a l'estranger. Brasil fou el lloc de destinació predilecte fins al punt que els suïssos hi fundaren una nova ciutat: Nova Friburgo. La situació és encara més greu en la confederació en virtut del seu règim polític mateix. En ser una confederació d'estats sobirans, cadascú pot triar les seves polítiques econòmiques i, aleshores, cap estat en coherència amb l'Antic règim està en la labor de promoure el liberalisme i, per tant, la lliure circulació de mercaderies entre estats confederats. S'imposa així, doncs, un doble proteccionisme a Suïssa: el provinent de l'exterior i el de l'interior mateix. El retorn a la moneda suïssa després de la imposició del franc francès fa perillar encara més la situació econòmica perquè hi apareix un desordre monetari important.

#### La recuperació econòmica

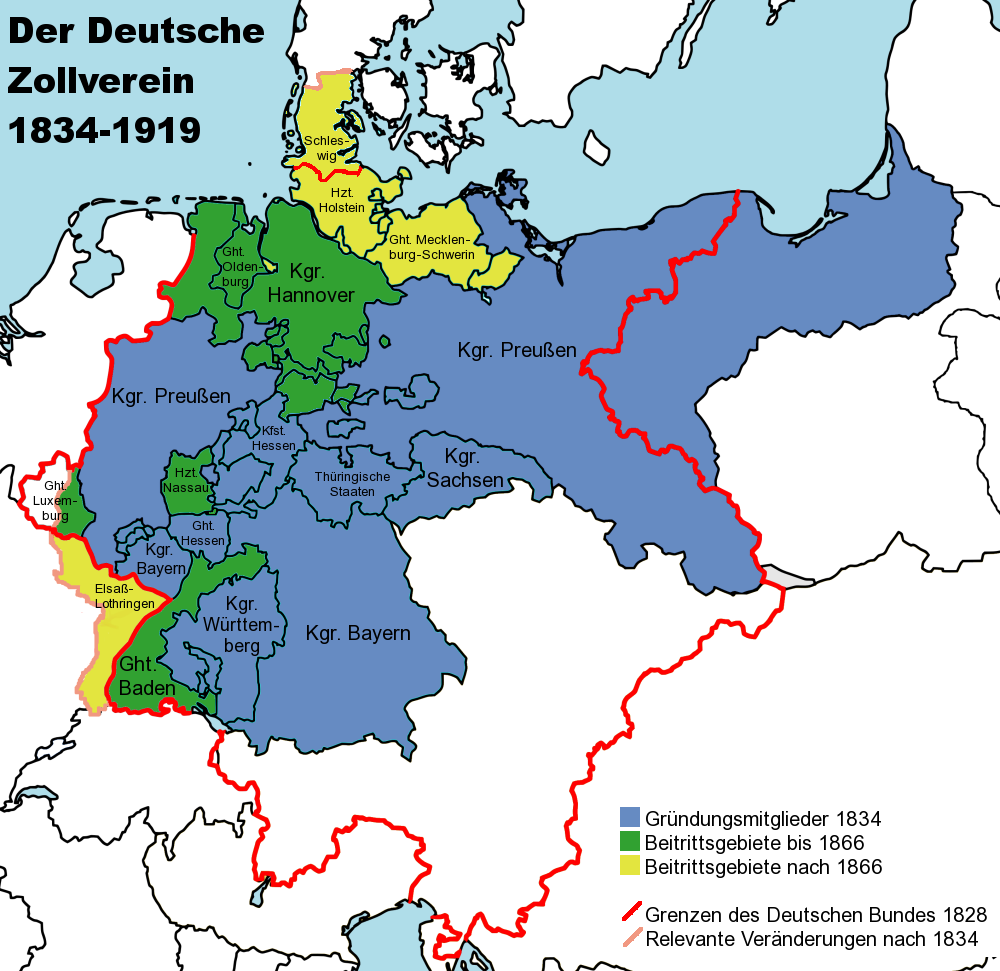
El projecte de Zollverein és una peça base per començar la unificació alemanya. L'estat alemany naixent pressionà Suïssa perquè s'adherís a la confederació germànica, la qual cosa posa de relleu les polítiques pangermàniques de Prússia

La crisi econòmica que patí el territori suís fou l'origen de l'entrada de la industrialització. El sector agrícola s'apropa a poc a poc a la revolució del maquinisme i progressivament adopta una dinàmica força diferent a l'anterior. Neixen alhora nous sectors com la indústria i els serveis. Obren les primeres fàbriques de químics, les primeres fàbriques modernes de confecció de xocolata en sèrie, obren caixes d'estalvi, el tèxtil pateix una vertadera revolució amb l'entrada del maquinisme, el tren de vapor troba altres competències en el transport, com el metro; la indústria del rellotge abandona la manufactura i s'adapta a les màquines, el ciment substitueix progressivament les antigues vies rurals; neixen les cases de joc, es multipliquen els bancs, etc.
Es registra igualment una entrada important de la indústria metal·lúrgica, després li acompanya la siderúrgia i tot seguit l'electricitat. Tot això dona peu a canvis importants en la societat. La demografia puja, s'instal·la la burgesia, el modus vivendi es transforma i les famílies ja comencen a viure en unitats familiars diferents als avantpassats. També es construeixen ciutats enormes en què el treballador és explotat per l'amo que, a manca de regulació del capitalisme, es permet fer treballar nens i abusar del seu personal. La manca de salubritat a les ciutats i de respecte dels drets humans, en més d'un estat que institucionalment no ha abandonat del tot l'era feudal, provoca les primeres manifestacions proletàries de Suïssa.
Per això mateix el territori suís és el primer a posar normes quant al treball infantil. Per primera vegada es prohibia el treball de menors de 10 anys; se'n limitava les hores de treball i se'ls donava dies de descans. El treball de nit queda del tot regulat per tal de prevenir incendis. Els mateixos obrers decideixen adherir-se a caixes d'assegurança. Tanmateix, en la primerenca societat industrial que evoluciona fins a incorporar els automòbils, el petroli i el plàstic, un treballador suís havia de fer jornades de 14 a 15 hores al dia. Tot plegat per tan sols uns cèntims, malgrat que cal dir que els salaris podien variar d'un sector a l'altre.
En aquest context, tenim una societat que evoluciona progressivament mentre que el poder polític s'estanca almenys durant les primeres dècades del segle xix. En coherència amb el congrés de Viena, es popularitza l'escola, però per motius més aviat ideològics. Les escoles suïsses esdevenen una eina per adoctrinar l'alumnat i fer-lo estimar l'Antic règim. El monarca i el seu valor diví, el clergat i la noblesa, i les seves suposades meritòries herències, etc. Són tots aquests els temes abordats a l'aula, en una òptica, evidentment, d'ennoblir encara més l'aristocràcia, donant sempre una imatge impol·luta dels estats cantonals dirigits per aquesta societat privilegiada. Tot plegat deriva en un enfrontament entre pedagogs. Els uns són del tot partidaris de continuar amb aquesta línia mentre que d'altres voldrien escoles liberals en què es deixés d'adoctrinar els alumnes.
En l'afer escolar cal aturar-se en especial. Quan Suïssa aconsegueix finalment tenir un estat liberal, els debats que començaren a la dècada dels 1920 sobre l'ensenyament de les llengües s'intensifica. A Europa la introducció de l'escola dita prussiana es fa moltes vegades amb intencions ideològiques al darrere. L'objectiu n'és fer dels alumnes ciutadans de la "nació" i per aquest motiu les assignatures són moltes vegades nodrides d'un contingut altament nacionalista. És més, en aquesta òptica, els estats decideixen imposar a la població unes pràctiques lingüístiques determinades. França torna a ser el model en aquest sentit per les seves polítiques centralistes que hereta de la monarquia absolutista. En aquest àmbit l'estat francès decideix prohibir tota mena de llengua que no sigui la francesa. Si, amb anterioritat, la monarquia ja perseguia llengües com el català, el bretó, el basc el cors o l'occità, ara la persecució esdevé molt més metòdica i organitzada. El seu veí alemany amb vista a construir un estat dit "nacional" procedeix a les mateixes pràctiques i l'alemany és substituït per altres llengües com pot ser el llatí o el grec. A Itàlia amb vista a la construcció d'una "unitat nacional" també es procedeix a imposar un tipus concret de dialecte italià (toscà) en contra moltes vegades de llengües pròpies de les illes que són italianes.
Aquest ambient repercuteix a Suïssa. Per influència certament dels seus tres veïns, a Suïssa neix un debat a l'entorn de les llengües de l'estat. Efectivament el territori suís parla romanx, francès, italià i alemany. Però, contràriament als seus veïns, no s'hi pot imposar només una llengua, vista l'estructura política volguda, el tarannà suís i, també, la varietat lingüística del país. Tanmateix, els debats exteriors poden i la societat suïssa comença a plantejar-se si no és millor aprendre "llengües vives". Aquesta expressió de "llengua viva" prové de les pràctiques discriminatòries de l'estat francès. Segons aquest, existeixen llengües que són vives i que s'utilitzen de forma habitual, raó que explica que les anomeni així. Seria una llengua viva el castellà, el francès, l'alemany o l'anglès. En canvi, existeixen llengües mortes, que segons l'estat ja no es practiquen i, per tant, poden classificar-se de mortes. Seria el cas del grec o del llatí. És a dir, es tractava d'inculcar la noció de "llengües útils" i "llengües inútils".

Això repercuteix en l'ensenyament de l'única llengua, i no dialecte, originària del territori suís. Aquesta llengua, i no patuès, comença a perdre parlants i fins avui és objecte constant de discriminació conscient. Són pocs els mitjans de comunicació en aquesta llengua, així com els moments de poder gaudir d'una vida completament en romanx. No tot és pèrdua; amb el temps el romanx ha obtingut el dret a ser a l'escola i en l'actualitat els alumnes suïssos han de ser obligatòriament competents en almenys tres llengües de l'estat. Això fa que l'alemany i el francès convisquin a l'escola malgrat que històricament els nacionalismes de les dues bandes nodriren relats odiosos contra el veí. Suïssa és dins de l'àmbit europeu, dels pocs estats a respectar la diversitat lingüística i fer-ne fins i tot un orgull nacional.

### Revolucions de 1930
Dos fets majors fan caure el règim anterior i n'inauguren un de liberal en territori suís. Són esdeveniments que no tenen Suïssa com a escenari però que pel seu caràcter internacional, feren moure moltes pàgines i veus a Suïssa mateix. En primer lloc tenim la Guerra d'Independència de Grècia. La teoria voldria que tots els pobles, per tant, nacions que es creguin amb capacitat de gestionar-se, s'autodeterminin. Això en la teoria vist que la pràctica n'és una altra. En l'Europa de les colonitzacions, on no pot existir-hi altra "civilització" que la francesa, l'alemanya o la britànica, és a dir, on no pot haver-hi més nacions a Àfrica, llevat dels colons, de cop hi volta es trenca la Santa Aliança per donar suport a l'autodeterminació de la nació grega. Tot plegat era paper mullat. Rússia reconverteix les seves ambicions territorials en un pannacionalisme que pretén fer-se amb Grècia passant pels Balcans i tot el Bàltic, Polònia inclosa. És més, Polònia ja no té estat propi. El Regne Unit, que amb el seu nom ja dona per al·ludit el règim sota el qual es constitueix, pretén esdevenir una potència marítima. Per tant, no pot deixar que Rússia s'apropi a Grècia. A banda, cal entendre que la Santa Aliança era un pacte entre cristians i malgrat que hi hagués el sultà otomà, la seva presència no podia ser més que per cordialitat. Llavors, tot veient que hi havia manera de destruir l'Imperi otomà mitjançant les reivindicacions gregues, la conjuntura esdevé ideal i el Regne Unit juntament amb Rússia trenquen la Santa Aliança per fer-li la guerra a l'enemic de Déu: l'Imperi otomà. La festa no seria completa sense França i aquesta s'hi uneix després que el Regne Unit declari la guerra.
Paral·lelament, a França hi ha la Revolució de Juliol. Les dues "revolucions" influeixen en territori suís. Per les idees igualitàries propagades per França, una meitat dels cantons democratitzen progressivament les seves constitucions generalitzant el sufragi. El 1832, esclata una guerra civil entre la ciutat de Basilea i el seu camp que obliga l'exèrcit a intervenir, provocant la separació del cantó en dos mitjos cantons, Basilea-Ciutat i Basilea-Camp. El mateix any, es refusa una revisió del pacte federal que introduïa més llibertats individuals.
En els anys següents, el Partir Radical Democràtic coneix un fort creixement en diversos cantons urbans i protestants. Els seus membres, partidaris d'un sistema més centralitzat, esdevenen progressivament majoritaris al parlament, en què adopten diverses mesures anticatòliques i anticonstitucionals com el tancament dels convents argovians el 1841. El 1845, el cantó de Lucerna, catòlic, crida els jesuïtes al seu territori i els confia l'ensenyament superior, cosa que escandalitza els radicals entre els quals no falten algunes veus que fan vots per l'expulsió dels jesuïtes. Sentint-se amenaçats, els set cantons catòlics de Lucerna, d'Uri, d'Schwytz, d'Unterwalden, del Valais, de Friburg i de Zug conclouen el 1845 una aliança secreta, la Sonderbund (literalment 'Aliança particular' en alemany), que es dona a conèixer de manera destacada quan intenta aliar-se amb Àustria, acte contrari a la constitució. El 1847, el parlament ordena la dissolució de la Sonderbund i, davant el rebuig dels set cantons, esclata la guerra civil. El conflicte, conduït pel general Guillaume-Henri Dufour del costat confederat, és breu i poc sagnant i veu la derrota dels cantons catòlics seguida per l'adopció d'una nova constitució el 1848, que ja no serà revisada de manera radical fins al 1874.

#### Fermentació del socialisme
La industrialització d'Europa és vertiginosa en tots els àmbits. El progrés és important. El temps s'ha reduït gràcies al transport. La fam ja no és la causa de mort principal. La ciència ha aportat novetats del tot importants. El maquinisme ha facilitat el treball. Nous sectors naixen i permeten fer créixer l'economia. Per primera vegada queda abandonat el model agrari. No debades, les ciutats creixen com xampinyons en un desordre del tot caòtic i negatiu. El carbó embruteix notablement les ciutats. La pèrdua de propietats col·lectivistes davant l'entrada de la propietat privada i el fenomen britànic de les Enclosures canvia el modus vivendi i les mentalitats. Aquests canvis són del profit, sobretot, de la burgesia, que acumula endemés el poder polític. L'estat no exerceix de pal·liador. Això vol dir que ningú neteja els carrers, tampoc hi ha lleis de protecció laboral, sanitària, etc. L'estat no assegura la protecció dels ciutadans. Es dedica a inventar-se guerres per fer créixer el seu poder tou i dur. Les colònies són tractades com magatzems de mercaderies que després van a Europa a nodrir la "civilització". Aquesta "superioritat civilitzadora" porta la població negra a un segon episodi d'humiliació en què s'utilitzen persones humanes per al treball incessant, venudes sense cap mena de pietat com a mercaderies. A les ciutats, els obrers, desproveïts de propietats, es veuen en l'obligació de treballar pel compte d'un cap que els explota. És la majoria de la població qui es troba d'un dia cap a l'altre treballant pel compte d'un capitalista.
Tot plegat provoca un enuig greu. D'aquest enuig neix el socialisme, que després deriva en diferents corrents, com el comunisme, de caràcter bolxevic. Suïssa no restà al marge d'aquestes realitats. Els escrits de l'utòpic Pierre-Joseph Proudhon, de nacionalitat francesa, circulen a Suïssa ben aviat. Pierre Leroux i en Philippe Buchez també són altres activistes, polítics, pensadors, etc., que tingueren repercussió a Suïssa. L'anarquisme, com a Catalunya, tindrà una empenta enorme a Suïssa. Hegel, així com Wilhelm Weitling, donen esperança a la població, empenyent-la a revoltar-se contra l'opressió, a favor d'un ideal que encara no saben, però que condueix a la dictadura econòmica, política i social. Prohibició de tota mena d'expressió en contra del partit, economia clarament deficient, prohibició de qualsevol tipus de cultura no soviètica en ser pròpia de la "burgesia opressora", el comunisme s'implanta progressivament a l'est d'Europa.
A Suïssa les ciutats poblades viuen en aquest pensament un bri d'esperança mentre que els estaments, hereus de la monarquia i el pensament imperial, nostàlgics de l'"ordre", partidaris de les teories racistes, dibuixen un espectre del tot contrari a aquestes "manifestacions" que els obrers suïssos consideren "alliberadores".

### La Regeneració (2a Restauració)

#### En ruta cap a l'estat federal
La dècada dels 1930 torna a ser una dècada de retorn a les monarquies, una mica més diferents de les anteriors. De manera generalitzada s'han implantat monarquies constitucionalistes. Però, lluny de ser democràcies, segueixen havent-hi tics propis de l'Antic règim que tornen a provocar nous sollevaments a Europa, els quals deriven altre cop en repressió per part dels estats constitucionalistes. El mapa, però, ja no és totalment igual. Hi ha estats nous, com el belga. Prússia i Itàlia posen en marxa el seu cabal per construir una "nació unificada". A l'est la repressió en contra de les minories nacionals escalfa de manera cada vegada més preocupant els Balcans.
Si a Europa cal parlar de Restauració, a Suïssa cal parlar de Regeneració, perquè no s'hi contempla una tornada a l'Antic règim, sinó una rentada de les institucions per acostar-les més a les exigències de tothom. Si fa no fa, s'hi debat precisament el model d'estat que es vol. En consonància amb l'Europa d'aquesta època, cal renovar la Constitució que de llavors ençà esdevé el pilar de la fundació dels nous estats liberals. La qüestió segueix sent la mateixa: federació o confederació, centralitat o federació? L'any 1833 el projecte de Constitució o Acte federal no passa l'aprovació final i acaba sent un desastre després de tots els debats i les polèmiques hagudes. Cal repensar de dalt a baix el model suís.

En aquest context es proposa uns Estats Units suïssos. Se'n torna a fer concessions l'any següent però res resol la situació. Durant la dècada dels 1930, Suïssa es troba en esborrany. Hi apareixen els primers mítings que són qualificats d'espectaculars pels historiadors. En consonància amb els veïns, es proposa la creació d'un Senat. El Senat és un òrgan que neix de la necessitat dels monarques de continuar fent veure que són democràtics però sense ser-ho realment. La Cambra del Senat neix com a compensació de l'Assemblea Nacional. Aquesta darrera l'escull el poble. El monarca, que se sent del tot apartat en un règim de monarquia constitucional, decideix amb l'acord dels signants crear-ne una assemblea paral·lela, el Senat, escollida exclusivament pel mateix rei. Aquest model s'intenta implantar a Suïssa. Un Senat i una Dieta. Però aquesta proposició no agrada.
En l'actualitat segueixen existint els senats fins i tot en repúbliques. El senat en el model actual serveix de contrapoder en teoria. Pot fer tombar una llei o reescriure-la, però la decisió final la torna a tenir l'Assemblea Nacional. Si en el passat eren escollits pel rei, els senadors ara són escollits de manera indirecta per sufragi. El senat pot ser utilitzat com a representació territorial.

El desacord entre cantons sobre com ha de ser el proper estat xoca amb els projectes pangermànics. L'esdevinguda Alemanya procura unir tots els territoris de parla alemanya. Suïssa n'és un precisament. Aleshores calia decidir-se sobre l'extensió d'aquest territori unificat nacional atès que la unificació de tots els territoris de parla alemanya no era totalment desitjada. Àustria, Liechtenstein i Suïssa han de valorar si volen formar part de la "gran pàtria" o prefereixen independitzar-se'n. Alhora Alemanya ha de saber si vol una "gran pàtria" o una "petita pàtria". El projecte d'unificació de les fronteres a nivell comercial és un tast de la realitat política que el règim prussià vol construir. Precisament demana a Suïssa de decidir-se sobre si vol entrar o no en aquesta unificació de fronteres comercials. Suïssa, que es troba en debat sobre l'esborrany del que hauria de ser l'estat, no aconsegueix donar-hi cap mena de resposta i això contribueix a donar una mala imatge al nacionalisme alemany.

Amb el temps Àustria es deslliga d'Alemanya i Liechtenstein també. Aquest segon territori decideix pactar acords duaners amb Suïssa. Això mateix és el que permeté el petit estat europeu mantenir-se al marge del pannacionalisme alemany per bé que el territori tenia una part important de la població que donava el seu vistiplau a la versió romàntica del nacionalisme alemany. Com el cas suís, la "neutralitat" liechtensteinesa és del tot contestable.
Gent de la seva època, molts suïssos s'adhereixen a les societats carbonàries. La societat secreta coneix una certa puixança en aquell moment a Europa. La primera en fou fundada a Itàlia. El seu objectiu era la unificació italiana i estendre el projecte pannacionalista a la península Itàlica. Per això es diu que fomentava o s'adheria als valors "patriòtics". S'estén i s'adapta als territoris europeus segons els projectes esbossats de cada territori, per bé que a Espanya pretén la construcció d'un estat centralitzat impossible per l'existència de diverses nacions.

#### L'estat federal finalment projectat

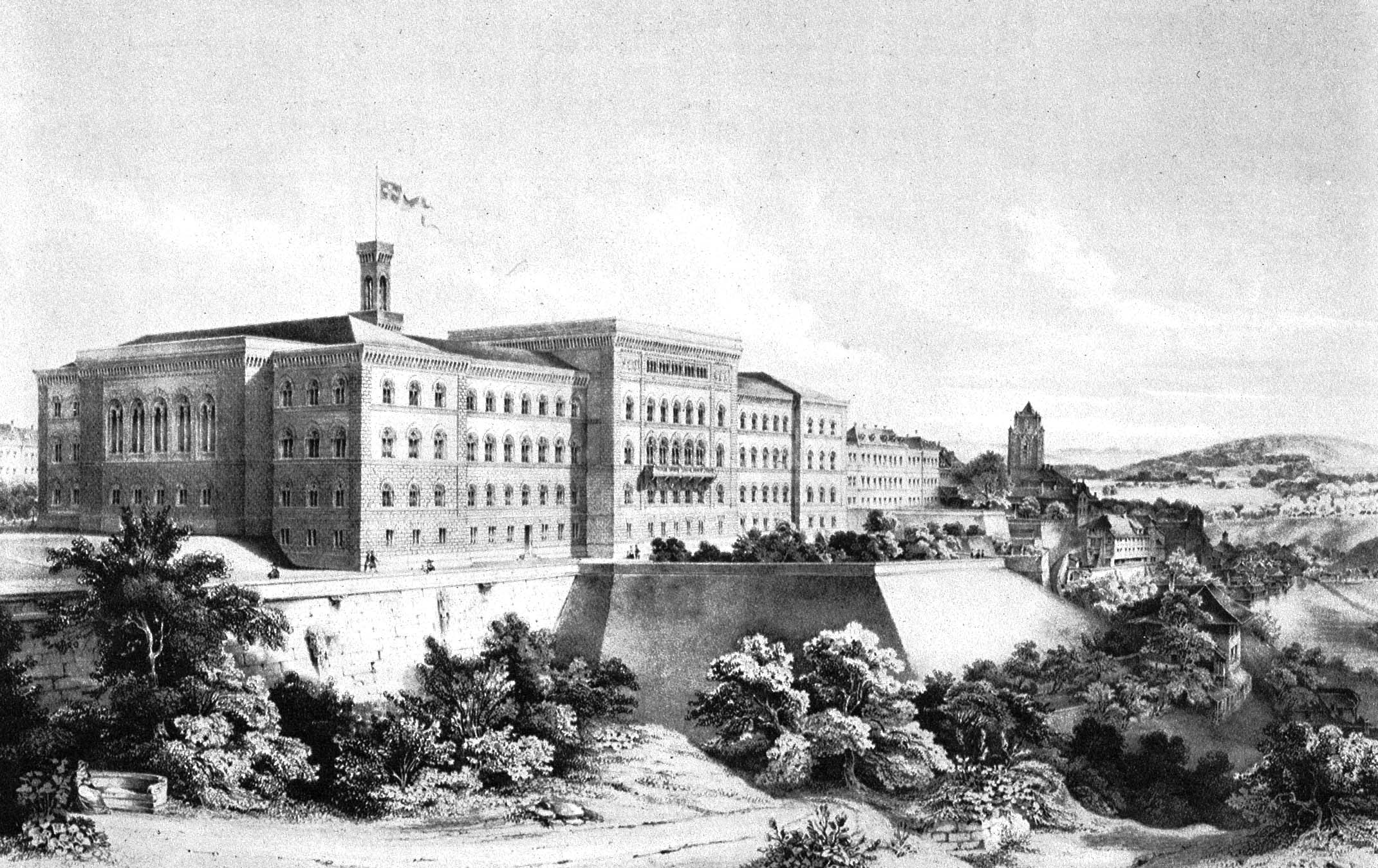
Vista del palau Federal el 1857

Abans que s'assoleixi una Constitució definitiva i un model d'estat que no sigui contestat per ningú, Suïssa passa uns quants anys de guerra civil, l'anomenada Guerra de Sonderbund. Liberals i nostàlgics de l'Antic règim no són del tot d'acord que només uns cantons siguin liberals i la resta no perquè a l'hora d'aplicar lleis apareixen incongruències: com es pot aplicar una llei a tot un país quan resulta que entre un cantó i l'altre hi ha dos règims diametralment oposats? Aquesta guerra de caràcter secessionista pretén dividir el país en dos i crear un estat paral·lel. Els historiadors parlen d'una guerra entre la Suïssa moderna i la vella. L'Antic règim contra el Nou règim i viceversa. Aquesta confrontació tindrà endemés un rerefons religiós perquè tot plegat s'inicia després que calgués sancionar els responsables de la clausura d'uns convents. La Constitució mateixa en permet l'existència, però l'arbitratge final no dona raó al text i d'aquí surt una querella religiosa que afronta directament les dues mentalitats. Per als uns no és constitucional perquè no és laic i per als altres, és constitucional perquè és llibertat d'acció i moviment.
La premsa internacional es fa ressò de la guerra civil que sacseja el territori helvètic. Per aquest motiu hi haurà estats que proposaren intervenir militarment el país per tal d'ajudar un dels bàndols en guerra. Des de fora la guerra és percebuda com a religiosa per aquest rerefons. Això porta alguns estats a voler restaurar l'"ordre" i imposar un règim més aviat restrictiu. La diplomàcia suïssa ha de mirar de convèncer que no hi cal cap mena d'intervenció.
La nova constitució federal és votada el 12 de setembre de 1848 amb una majoria de quinze cantons i mig contra sis i mig. Defineix un nou estat federal i centralitzat que segueix tanmateix portant el nom de «confederació», en què els cantons no són més independents però sí «sobirans» i cedeixen alguns dels seus privilegis a l'estat federal. Es constitueix un estat liberal que enderroca definitivament l'Antic règim. La constitució defineix, doncs, les noves institucions polítiques, el Consell Federal de Suïssa esdevé el govern de la nació, el Tribunal Federal un òrgan a part que s'ocupa de la justícia i la Cambra dels Cantons juntament amb la Cambra del Poble constitueixen el cos legislatiu que es reuneix a Berna, nova capital on es construeix el palau Federal. Els estats federals tenen al seu torn dret de tenir parlament propi. S'instaura una unió duanera i monetària, s'aboleixen les duanes, les fronteres i les monedes cantonals i regionals. La llei federal sobre la moneda del 7 de maig del 1850 instaura el franc suís que circula des de 1852 i s'instaura un sistema monetari similar al de França, la qual cosa permet a Suïssa de formar part de la Unió Monetària Llatina des de la seva creació el 1865 fins a la dissolució el 1926. El 1854 és fundat el Polytechnikum de Zuric mentre que els ferrocarrils privats comencen a veure la llum del dia sobre tot l'altiplà suís.

Tanmateix, les divisions entre els cantons centrals i catòlics i els protestants de l'altiplà estan sempre presents. El deute de guerra que han de pagar els perdedors de la Guerra de Sonderbund fins al 1852, el sistema majoritari utilitzat per a les eleccions federals que elimina pràcticament l'oposició conservadora i la separació constitucional entre l'Església i l'estat són també motius de tensió que seran progressivament apavaigats, en particular quan els conservadors catòlics obtenen un seient al Consell federal el 1891. 
L'establiment d'un estat liberal dona per primera vegada llibertat a la premsa. Aquesta té de forma general a tot Europa una crescuda important. A Suïssa aquest creixement és ben visible i s'accelera a partir del moment en què es dona llibertat de publicació i de pensament als periòdics suïssos. La premsa neix d'escrits d'opinió política a França. Aquesta tendència continua fins que el món anglosaxó posa en circulació una premsa molt més dinàmica amb notícies tal com les concebem avui. Això s'acaba adoptant al món sencer i contribueix a fer créixer la circulació de diaris.

### La Guerra francoprussiana
El règim de repressió constituït a Viena continuà fins al 1848 malgrat que la independència de Grècia trenqués la Santa Aliança. L'opressió contra les manifestacions que volen més democràcia, en contra del principi que els pobles tenen dret a autodeterminar-se, en contra de la constitució de repúbliques, en contra de les reivindicacions socialistes, en contra del dret a sufragi universal, etc., finalment esclata a tot Europa en una onada generalitzada que va des de França fins a Polònia passant pels Balcans.
La implantació d'un estat federal amb una dinàmica confederada que inclou una vertadera democràcia esdevé en poc de temps una perla a Europa. Quan França cau a mans de Napoleó III, s'hi abandona la República i el país torna a l'imperi. Suïssa esdevé llavors una illa en un mar en què hi dominen les monarquies i els imperis. Aquesta situació particular és procliua vist que la llibertat d'expressió i el tarannà més obert fa néixer moviments que són del tot capdavanters a Europa. És el cas del feminisme suís. La seva cara més visible fou na Marie Goegg-Pouchoulin. Nascuda a Ginebra, filla de refugiats hugonots i d'una família de rellotgers, troba que la societat de l'època és masclista i, amb raó, es manifesta en contra del model patriarcal que imposa una societat que tot just acaba de sortir de l'Antic règim i que es troba en un segle de transició. Els seus viatges a Alemanya o Anglaterra la convencen encara més que cal lluitar encara que de llavors ençà hagi de conviure amb un fill i un marit.
A Suïssa aquesta Primavera de les Nacions pren forma d'afer Neuchâtel. Neuchâtel era un bastió reialista contrari a tota directiva dita liberal. Tot aprofitant els aldarulls europeus, la nit del 2 al 3 de setembre del 1856, un grup de reialistes assalta el castell de Neuchâtel, que era la seu del govern, per empresonar el Consell d'Estat. Un grup de republicans s'afanyen a preparar una contraofensiva; els aturen i els empresonen. Prop de 500 reialistes són detinguts per l'assalt.
El Consell Federal decideix llavors de donar tots els honors als republicans per la seva acció. A Europa, paral·lelament, les revoltes que contagiaren el 1848 foren reprimides i només Suïssa i França aconseguiren mantenir dempeus la República. L'afer de Neuchâtel no podia, per tant, acabar sense que allò comportés reacció per part dels estats contraris a la democràcia. Fou el cas de Prússia.
El rei prussià exigí l'alliberament dels presos. El Consell Federal cedí a canvi que Neuchâtel esdevingués independent, però això Prússia tampoc ho acceptà. I és que darrere de les exigències d'alliberament dels presos, hi ha un rerefons que pot generar fàcilment una altra guerra. A mitjan segle xix el canceller prussià declarà que la unificació d'Alemanya es faria amb "sang i ferro". A Europa la construcció d'estats nació topa amb pannacionalismes romàntics discordants. En el moment en què dos nacionalismes d'aquest tipus es troben, la cosa generà tensions que acabaven en la majoria dels casos en guerra. El pannacionalisme rus havia de fer-se amb tot l'est, l'hel·lènic procurava recrear un nou Imperi Romà hel·lenòfon, el serbi havia de construir un "país d'eslaus", etc. En aquest context el pannacionalisme alemany topa amb el francès i el danès. Prússia veia en la frontera danesa territori alemany. Dinamarca, contràriament a Alemanya, no hi feu territori alemany, sinó danès. Aquesta mateixa situació es reprodueix contra França. La confrontació entre alemanys i francesos porta amb el temps a la Segona Guerra mundial. Alemanya considera que Alsàcia i Lorena són regions alemanyes perquè parlen alemany. França les considera franceses. Neix d'aquesta manera dues visions del que és una nació. Per a Alemanya, la nació la constitueix la llengua, si resumim; per a França, la constitueix la voluntat popular de ser. El primer és un nacionalisme dit romàntic, el segon dit liberal.
Les tensions entre els dos estats deriven en guerra. La Guerra francoprussiana és una victòria d'Alemanya. França no l'accepta i la conjuntura internacional deriva en la Primera Guerra mundial que, en essència, és la plasmació de disputes europees per raons pannacionals i colonials. La victòria de França en la Primera Guerra mundial porta directament a la Segona Guerra mundial.
En la pràctica els dos nacionalismes són romàntics. Alsàcia és efectivament una regió de parla alemanya que havia sigut annexionada per Lluís XIV, però de llavors ençà l'estat francès la considera seva. La realitat és que al segle xix encara s'hi parlava alemany. Les polítiques en contra de les llengües de l'estat francès que no són el francès és el que permet dir precisament que el nacionalisme francès per molt que es vanti de ser liberal és en la pràctica romàntic. Si fos liberal, no hi hauria problemes a acceptar que al seu territori s'hi parli diferents llengües, però l'estat francès decideix perseguir les altres llengües perquè concep la nació francesa com una única voluntat de gent que només parla francès. Tant és així que per a obtenir el passaport francès com a naturalitzat cal passar les proves en llengua francesa i certificar que se sap parlar aquesta llengua.
La Guerra francoprussiana és molt important per a la història de Suïssa. No escapa a l'ull de ningú que després de la victòria contra França, el següent territori pot ser Suïssa atès que s'hi parla alemany. En aquell moment l'opinió dels suïssos semblaria estar del tot dividida entre les aspiracions alemanyes i les franceses. La causa, la trobarien perfectament representada en l'extensió de les dues llengües. L'est suís parla majoritàriament alemany i és ben probable que sigui aquesta porció qui defensi les aspiracions alemanyes. L'oest està ocupat majoritàriament per població de parla francesa i aquesta és qui degué estar totalment d'acord amb les aspiracions i les contraargumentacions franceses. Durant la guerra, Suïssa mobilitza el seu exèrcit comandat pel general Hans Herzog, però s'arrapa a la seva neutralitat i acull nombrosos refugiats, com ara 85.000 soldats de l'exèrcit francès de l'Est a les ordres del general Charles Denis Bourbaki, que seran els primers beneficiaris de l'ajuda de la Creu Roja recentment creada per Jean Henri Dunant.
És que, en el fons, Suïssa també ha d'escollir si vol una gran o petita pàtria. L'afer de Neuchâtel és en realitat una conseqüència del pannacionalisme suís. Aquest voldria conservar Neuchâtel i més endavant, aprofitant que el pannacionalisme francès i italià es desfan de Sardenya, Suïssa entra en negociacions amb França per obtenir igualment una part del pastís. El resultat final és catastròfic per al territori suís vist que no aconsegueix res. Això perquè el territori suís busca com la resta d'estats tenir accés al mar.

#### La Creu Roja

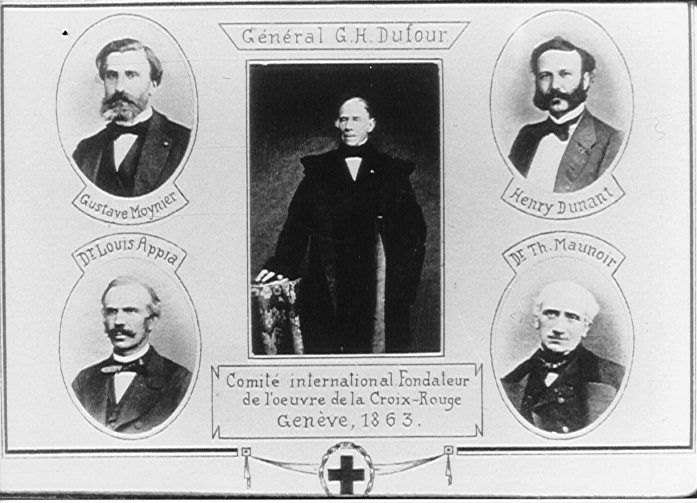
Retrats dels fundadors de la Creu Roja

Les ambicions pannacionals es combinen igualment amb aspiracions imperials. Del costat italià, les guerres envolten el Piemont, un estat tampó que creà el congrés de Viena. Itàlia el vol, França aprofita per a posar-hi peu i Àustria-Hongria vol continuar estenent-se en territori europeu central. Una nova guerra es dibuixa en el moment de partir Sardenya. França decideix ajudar Itàlia en aquesta contesa. És, doncs, durant la guerra entre italians, francesos i l'Imperi austrohongarès que neix la idea de crear la Creu Roja.
Impactat per la batalla de Solferino a Itàlia, l'Henry Dunant, suís i protestant evangèlic, nascut a Ginebra, té la idea de fundar una organització internacional de socors, permanent i neutral, que ajudi els soldats ferits de les guerres que s'estan lliurant a Europa. La seva idea, la posa per escrit el 1862 en Un souvenir de Solférino. La publicació tingué força repercussió i les seves idees es transformaren en projecte. L'any següent es constitueix el Comitè Internacional de Socors que amb el temps es transforma en Creu Roja.
La base del dret internacional actual té com a referència l'obra d'aquest suís. Dues propostes seves són en l'actualitat el centre de la fundació mateixa del dret internacional humanitari.

### ElRisorgimentosuís oRenaixençasuïssa
El segle xix és el període de la història en què els nacionalismes es troben més exacerbats i hi ha igualment una expansió de la ideologia nacionalista a tot Europa i el món. A Europa el nacionalisme es nodreix del romanticisme alemany que exalta la cultura, la història, les tradicions, les religions i les llengües de cada nació. La llengua antigament vulgar esdevé oficial i imposada a les masses de població.
La construcció de les nacions es fa sota criteri essencialment lingüístic. Suïssa dins d'aquest panorama no pot fer altra cosa que acollir-se al romanticisme de totes bandes i formar la seva nació a partir de la concepció liberal del nacionalisme. Així al llarg del segle xix els ciutadans suïssos comencen a prendre consciència que són una única nació, però amb les seves diversitats. La prova més il·lustrativa d'això és la creació de nombroses associacions que es reivindiquen suïsses o nacionals. Els periòdics van plens d'articles d'opinió que debaten que és això de la "nacionalitat". A l'"esperit local", s'hi oposà ràpidament l'"esperit de nacionalitat". És a dir, en un segle en què Suïssa mira d'esbossar quin ha de ser el seu model d'estat, les llengües del país fan prendre consciència de la varietat existent així com de la necessitat de tenir o formar una nació conjunta. Sent així, l'estat no pot quedar-se únicament en les reivindicacions locals, sinó que s'ha de construir un ens que sigui nacional. Per aquest motiu es construeix l'estat federal del 1848.
Alhora, com s'ha dit, Europa viu submergida en la reivindicació del fet nacional gràcies a les llengües de cada poble. La literatura francesa, la música francesa, la llengua francesa, s'exalten en territori francès i així conseqüentment per a cada conjunt lingüístic. Suïssa es troba aleshores a la cruïlla de llengües. S'hi exaltà el francès, l'alemany, l'italià i el romanx. Tots aquests idiomes gaudeixen del resorgiment italià, francès i alemany. Per tant, podríem dir que la Renaixença suïssa és diferent de la resta en tant que es veu en l'exaltació multidireccional alhora que igual en tant que posa èmfasi en les llengües nacionals. Fet particular, la presència del romanx ha de lluitar llavors contra uns nacionalismes veïns agressius contra tota llengua que no sigui la seva i per això el resorgiment romanx trigà a tenir veu pròpia. La Lliga romanx fou un moviment cultural que nasqué tardanament però que volgué posar el valor que necessitava la llengua romanx. Permeté l'establiment d'una primera normativa lingüística, donar visibilitat a aquesta llengua, propagar-la i donar-hi més prestigi.
A nivell europeu sorgeixen diferents lligues que reivindiquen la ideologia nacionalista. N'és el cas de Jove Europa, que sorgeix a Itàlia gràcies a Mazzini, el mateix qui donà fonaments per a la creació de la unitat nacional italiana. Mazzini és en aquella època partidari de la construcció d'una nació suïssa i per això mateix fou el fundador de Jove Suïssa.

### Nasqué la democràcia semidirecta
L'últim tram del segle xix suís és estrictament constituent. La Constitució de 1848 deixa de tenir l'atractiu que tenia. És contestada i no acaba d'agradar. La democràcia progressa lentament però efectiva al continent europeu. Els valors ja no són exactament els mateixos que d'antuvi. Això fa que a partir de la dècada dels 1970 el territori suís torni a posar-se en mans d'un procés constituent que defineix altre cop una nova Constitució. La gran varietat d'esdeveniments que porten a la Constitució fa impossible una crònica i per aquest motiu se'n llisten tot seguit les fites importants:
- Unió Suïssa del Comerç i de la Indústria (1870)
- Unió Suïssa de les Arts i dels Oficis (1879)
- Unió Sindical Suïssa (1880)
- Unió Suïssa de les Cooperatives de Consum (1890)
- Unió Suïssa dels Pagesos (1897)
- Partit Socialista Suís (1888)
- Partit Radical-democràtic Suís (1894)
- Partit Popular Catòlic Suís (1894)
- Margarethe Faas-Hardegger lluita pels drets de la dona
- Un partit socialista aconsegueix entrar per primera vegada al Parlament suís (1890)
- S'oficialitza un dia nacional
- Se celebra el sisè centenari de la confederació
- Les crisis econòmiques de final de segle originen manifestacions rècord
- Entra un conseller federal no radical al govern
- Mort de suïcidi la filla de l'antic president de la confederació

Progressivament s'incorporen canvis que són mínims dins del conjunt de l'antic text constitucional, però que transformen dràsticament el tarannà de l'estat liberal suís. Aquesta nova constitució conté aquestes característiques:
- Estat confederat de caràcter federal
- Estat democràtic de separació de poders montesquians
- Democràcia de tipus semidirecta
- Unificació de l'exèrcit suís
- Escola gratuïta, obligatòria i laica
- L'estat civil esdevé laic
- L'exercici dels cultes és lliure
- Les competències econòmiques són traslladades a la confederació (emissió de bitllets, fronteres, caça, pesca, treball, aigua, etc.)
- Les competències socials són traslladades a la confederació (dret laboral, etc.)
- El Tribunal Federal té seu fixa

De tot aquest entramat de canvis, el més destacat és la instauració d'una democràcia dita semidirecta. Es tracta de la combinació entre una democràcia representativa i d'una de directa. S'entén per democràcia directa aquella que exerceixen els ciutadans reunits en assemblea. Seria el cas de la Grècia clàssica. S'entén per democràcia representativa l'elecció de representants encarregats de decidir sobre la població per un sufragi universal. Suïssa escollí a les darreres dècades del segle xix combinar les dues formes i per això avui parlem de democràcia semidirecta.
Aquest nou tipus de democràcia confereix el poder legislatiu a uns elegits que són objecte de vigilància constant per part de l'electoral. Pel mecanisme del referèndum, qualsevol ciutadà que aconsegueixi aplegar un mínim d'assignatures provinents de l'electorat té dret a proposar una llei, tombar una llei que el parlament hagi aprovat o vulgui aprovar o posar a debat la necessitat d'un canvi constitucional. L'originalitat del sistema suís només es troba a Suïssa atès que a pesar que les democràcies s'han estès a tot Europa fins a arribar a tenir completament -llevat de dues excepcions- un escenari d'estats liberals, només Suïssa treballa amb una democràcia semidirecta. La resta d'estats combina monarquies, repúbliques o altres sistemes en forma de democràcies representatives.

### Les guerres mundials

#### Belle Époque
L'anomenada Belle Époque, que correspon a l'entrada del segle xx, és un període de progrés social, econòmic i tecnològic a Europa. La Revolució industrial finalment sembla que acaba donant els seus fruits. Queda abandonada la crisi econòmica de finals de segle XX i s'augura una entrada grandiosa al nou segle. Quatre dècades de pau que succeeixen a la Guerra francoprussiana permeten fer créixer el nivell de vida global del continent europeu. L'èxode rural continua, la demografia segueix creixent, s'introdueix l'electricitat, el carbó s'abandona pel petroli, les ciutats ja han deixat de semblar petits hàbitats rurals, l'esperança de vida augmenta, la mortalitat baixa i el nivell de vida és més elevat. Per tot això hi ha motius per celebrar l'entrada del nou segle.
Motius de felicitat que no són precisament per a tothom. Les condicions de vida de la classe obrera segueixen sent dolentes. El guany d'un obrer encara no arriba a ser suficient i un nucli familiar no pot dispensar-se de tenir-hi tots els membres treballant. Aquesta bella època té, doncs, matisos. Els corrents socialistes, comunistes i sindicals es fan cada vegada més forts. Per donar-ne només algunes dades rellevants es pot mencionar que l'any 1896, quan se celebrà l'Exposició Universal de Ginebra, al país helvètic esclataren una cinquantena de vagues. A partir del 1900 les vagues augmenten considerablement i arriben a un rècord de 100 per any i localitat. Les vagues suïsses són amb diferència les més nombroses si fem comparacions amb els segles anteriors. El mateix papat en plena set per recuperar els Estats papals, denuncia en una obra la misèria de l'època.
Les vagues obliguen moltes vegades les empreses a demanar la intervenció de l'estat, el qual hi respon traslladant-hi l'armada. L'escenari entre forces armades i manifestants és del tot violenta. Els manifestants per bé que es fan sentir de forma pacífica s'han de veure amb una armada que actua com a tal. La vaga més important i que caldria destacar fou la del 1875, quan la sang vessà després que els miners del túnel de Gothard resolgueren reclamar millors salaris i condicions de treball.

#### Primera Guerra mundial

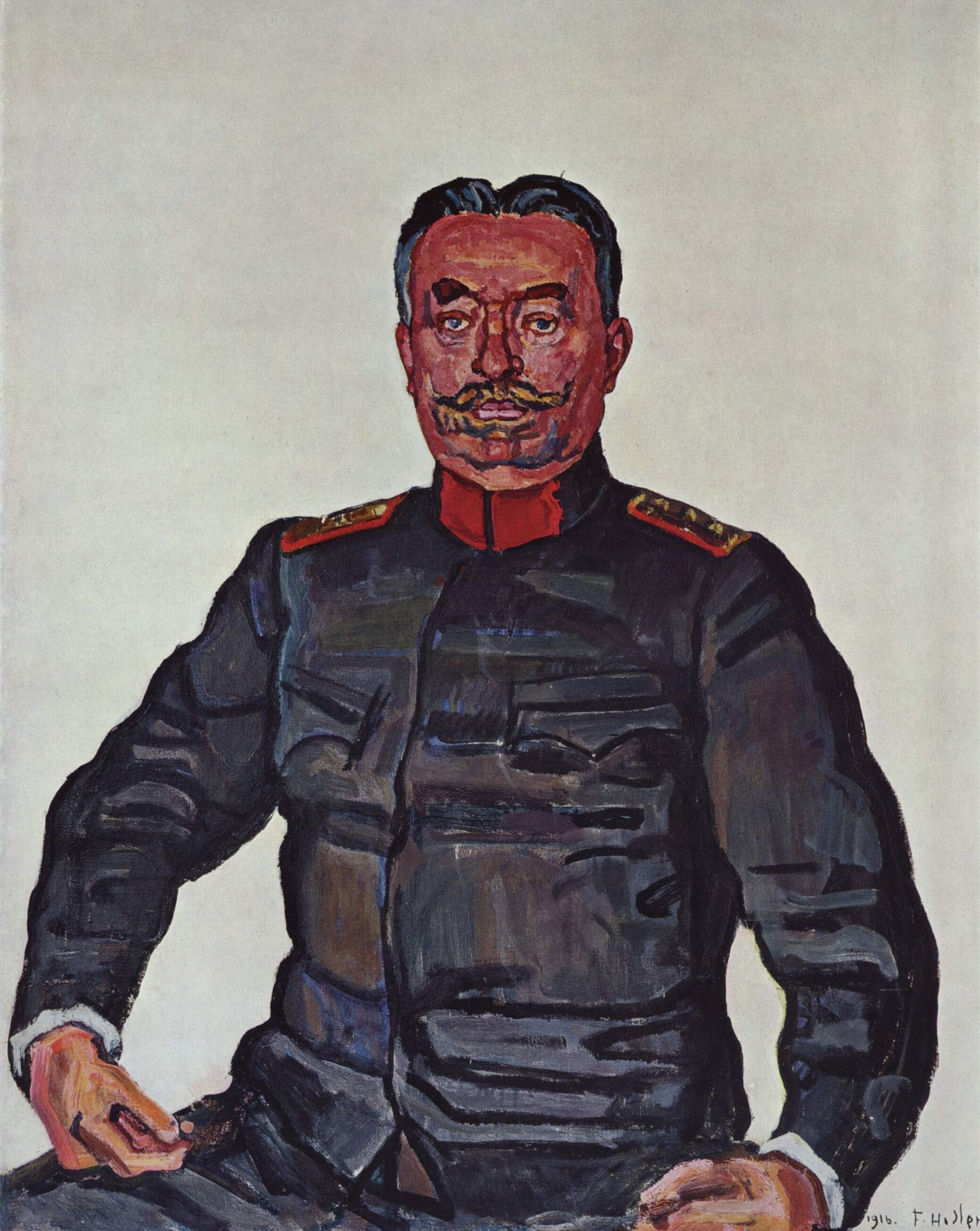
Retrat del general Wille per Ferdinand Hodler

Bèlgica, el Luxemburg i Suïssa formen part dels estats que es declararen neutres durant la Primera Guerra Mundial. L'essència dels esdeveniments que tenen lloc en aquest període a Suïssa recauen en la declaració de neutralitat. El fet que el nacionalisme alemany decidís envair el territori belga i luxemburguès per tal de procedir a la guerra marca totes les alarmes a Suïssa. El territori helvètic sofreix des de llavors per aquesta situació. De por a ser envaïda com la resta, decideix procedir a enviar cartes diplomàtiques a França i a Alemanya per tal de persuadir-los de no utilitzar el territori suís com a passatge, la qual cosa seria fatídica per a la neutralitat suïssa. A l'època la invasió de Bèlgica fou molt polèmica. Mai s'havia fet abans en la història. Un país que s'havia declarat neutre era respectat per les parts bel·ligerants. Aquest precedent feu molta por al Consell Federal. En causa hi tenim les ambicions d'ambdues bandes, principalment l'alemanya, pel seu projecte pannacional.
França garanteix que protegirà la neutralitat suïssa i amb altres termes, no sempre clars, la diplomàcia alemanya procedeix a la mateixa reacció que la francesa. Ara bé, la situació dins de Suïssa és delicada. La part de l'est, que és germanòfona, és favorable a l'ideari alemany mentre que la part de l'oest, majoritàriament francòfona, és partidària dels ideals francesos. A això caldria afegir la porció de població de parla italiana i romanx. Itàlia és en el conflicte un estat que no sembla saber ben bé allò que cal fer. Aquesta situació de l'opinió suïssa s'acabà designant com a "fossa moral" després que la premsa francòfona suïssa utilitzés aquesta expressió vista la constant divisió interna.
Avui molts historiadors discuteixen per què França i Alemanya decidiren no violar la neutralitat de Suïssa. Es pensa que el territori suís no és un territori amè per a les batalles i guerres. Estratègicament, un bàndol com l'altre, no hi surt guanyant. És preferible, doncs, des del punt de vista pràctic donar prioritat el territori belga i luxemburguès, més accessibles. D'altra banda, també es pot evocar les relacions amistoses amb l'estat francès. Suïssa mai s'ha amagat de tenir-hi relacions diplomàtiques que anaven fins al punt de proveir exèrcit a França. Alhora el bàndol alemany ha de mantenir certa cordialitat en haver-hi una voluntat d'aconseguir fer-se amb Suïssa si es produeix la situació idònia. Durant el 1912 hi hagué fins i tot una visita oficial a Suïssa i llavors Alemanya s'adonà de la feblesa de l'exèrcit suís, cosa que feu desestimar qualsevol temptativa d'envair-lo per tal d'utilitzar-lo com a força armada. A més, resulta que amb la visita, el kàiser alemany se n'adona igualment que, més que un territori més, Suïssa pot servir perfectament de barrera contra França sobre l'ala esquerra. És convenient, doncs, per a Alemanya de mantenir neta la integritat de l'estat suís. Un altre factor és el fet que França, que forma part dels Aliats, juntament amb Rússia i el Regne Unit, volgué anys abans, en el reconeixement de la independència de Suïssa, imposar-li l'estatut de país neutral. Violar la neutralitat suïssa era sinònim a violar els mateixos tractats que els Aliats volgueren en el seu moment. En qualsevol cas el que conclouen els historiadors és que Suïssa no fou envaïda per casualitat. Alemanya abans de procedir a la guerra ja havia plantejat fer-se amb el territori suís, però finalment desestimà aquesta opció per la poca força militar suïssa. Alhora, durant el 1915 i 1916, França també decidí que violaria la neutralitat suïssa per estratègicament atacar Alemanya pel sud. Ara bé, la necessitat d'armar Verdun fe desestimar aquesta hipòtesi.
Ara ja de forma més fàctica, la neutralitat suïssa, contràriament a altres guerres, es va mostrar realment en aplicació. El Consell Federal va decretar que els comerciants i els industrials no podien comerciar amb l'exterior, llevat de països neutrals. No podien exportar armes, municions i material bèl·lic. També es va prohibir transitar pel territori suís terrestre o aeri qualsevol mena d'objecte bèl·lic de qualsevol bàndol. S'ha de precisar que la Constitució federal aprovada el 1848 prohibia definitivament tota mena d'activitat mercenària, cosa que permet donar una cara real de neutralitat, fet que no sempre s'havia produït amb anterioritat.
La necessitat de ser neutral fa que al mateix temps hi hagi necessitat de defensar les fronteres interiors amb l'exterior per tal d'evitar que qualsevol estat fronterer s'endinsi en una cursa a la invasió. És amb aquesta intenció que el Consell federal rep els plens poders i l'Assemblea Federal designa com a general de l'exèrcit Ulrich Wille, que està lluny d'aconseguir la unanimitat en ser considerat massa proper a Alemanya. El manteniment d'aquest exèrcit crea problemes. La població suïssa pateix notablement la conseqüència de tenir un exèrcit quan l'economia no es comporta del tot bé per la situació de guerra. Davant els imposts que ha de pagar el ciutadà mitjà, no té realment sentit haver de mantenir un exèrcit en unes fronteres ara amenaçades, ara inviolables. Aquesta sensació es generalitza i el Consell Federal pren la decisió d'acomiadar part de l'exèrcit i mantenir-se únicament amb allò estrictament necessari.
De cara al públic, el territori suís es declara neutral. Per darrere, la diplomàcia suïssa s'afanya a trobar una solució pacífica al conflicte. Per aquest motiu s'adreçà diverses vegades als Estats Units, al mateix Wilson, per fer-li part de la necessitat de trobar-hi una solució que garanteixi la pau a tothom. En època de guerra, la diplomàcia suïssa esdevé particularment activa pel fet que el país no aconsegueix autosuplir-se en cereal. Per això, el Consell Federal es veu en l'obligació de negociar amb els bel·ligerants, malgrat que la neutralitat li ho hauria d'impedir en teoria. El país helvètic és, doncs, demanat per suplir les necessitats de carbó alemanyes alhora que Alemanya havia de suplir Suïssa, en contrapartida, en blat. Aquestes negociacions, sigui de pau com de negoci per nodrir-se, eren secret d'estat i es corria un risc massa elevat de caure en desgràcia per una sanció.
Les dificultats socials engendrades per la guerra porten a la vaga general del 1918 començada l'endemà de l'armistici pel Comitè d'Olten, que durà tres dies. La vaga, encara que trencada per l'amenaça de la intervenció de l'exèrcit, permet tanmateix al Partit Socialdemòcrata de Suïssa d'obtenir guany de causa sobre certes reivindicacions tals com la limitació del temps de treball setmanal a 48 hores al començament dels anys 1920, o l'elecció, des de 1919, del Consell nacional amb l'escrutini proporcional. Aquesta última mesura marca la fi de la majoria radical, que perd el 1919 45 dels 105 escons que tenia al Parlament. El Consell federal és igualment retocat amb l'adjudicació d'un segon seient al Partit Popular Democristià de Suïssa i després, el 1929, d'un seient al Partit dels pagesos, artesans i burgesos (futur Partit Popular Suís). El Partit socialista suís continua estant tanmateix encara apartat de l'executiu per la coalició al poder.

#### Entreguerres

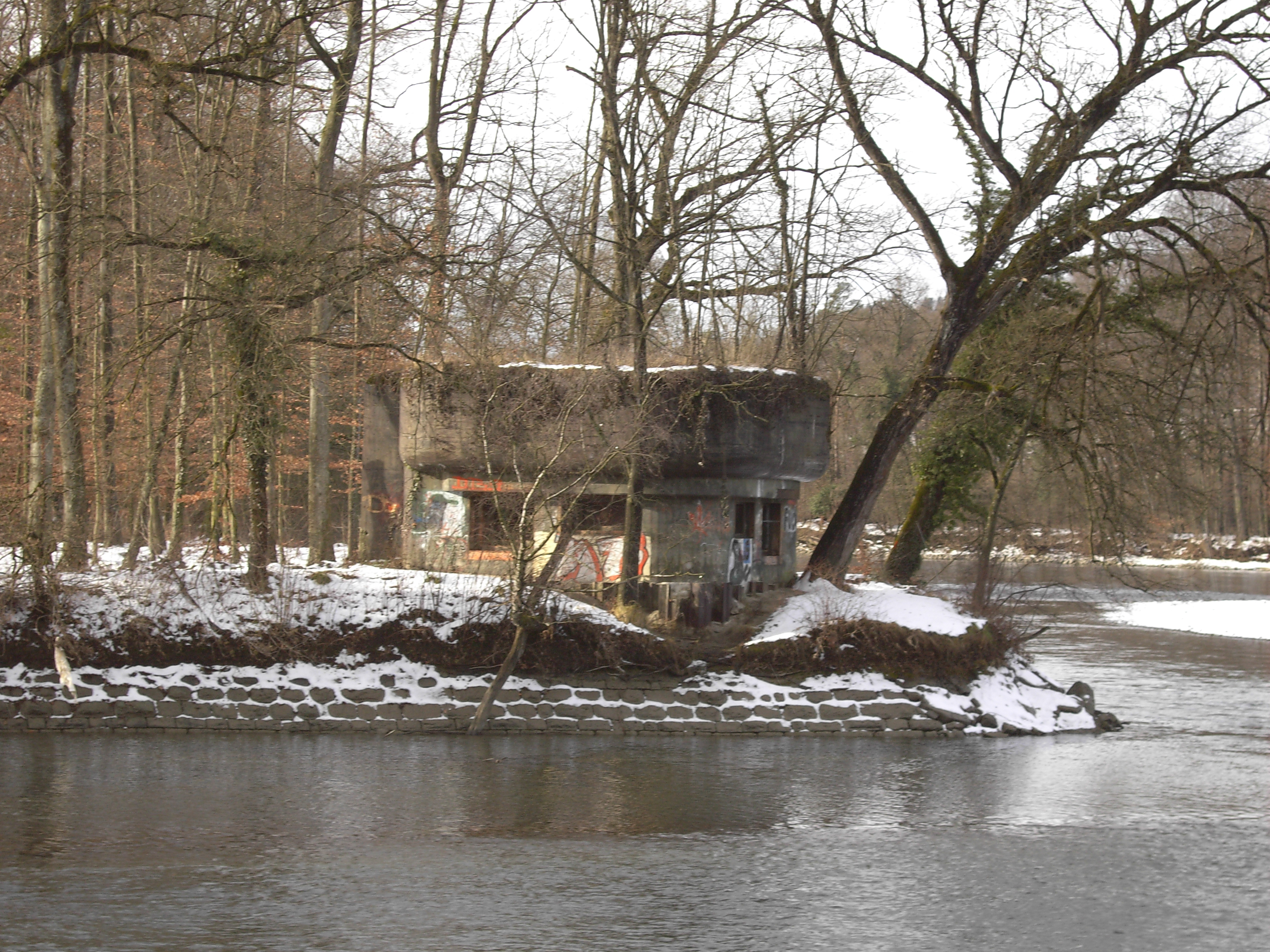
Búnquer de defensa de la Segona Guerra mundial sobre l'Aar

Després de la guerra, políticament parlant i dins l'àmbit internacional, Suïssa aconsegueix ser un membre cabdal per a la pau i l'estructuració de l'escenari següent. El president del Consell Federal accedeix a parlar a la conferència de Pau amb els guanyadors i els proposa precisament l'estat suís com a model de la Societat de Nacions, que és el precedent l'Organització de les Nacions Unides. El seu objectiu era garantir la pau al món amb una assemblea en què tots els estats puguin participar i resoldre'n les diferències pacíficament mitjançant la dialèctica i la presa de decisions en votació. Aquesta forma de fer parteix justament del model confederat suís en haver-hi històricament estats sobirans que decideixen en la Dieta de forma conjunta, a més de resoldre els seus diferents en assemblea. A més d'això, l'SDN havia de servir igualment perquè es reconegués l'autodeterminació de les nacions i això posava una trava a les aspiracions pannacionals de molts estats colonials de l'època, com ara França, Espanya, Portugal, Bèlgica, Sèrbia, Rússia o el Regne Unit.
El convit a les negociacions de pau per part dels guanyadors als estats dits neutrals permeté a Suïssa oferir-se com a seu de l'SDN. Del tractat final, Suïssa, a més a més, surt com a país oficialment de "neutralitat diferencial". L'adhesió a aquest nou òrgan es feu per votació a la seu parlamentària suïssa. De forma molt majoritària Suïssa s'hi afegí i després de forma referendària. En la inauguració de l'SDN, durant els parlaments, Suïssa és la primera a lamentar que no hi siguin els estats vençuts. El conseller federal Motta fou qui feu saber a tota la comunitat internacional que estrenava una nova manera de fer, que la pau no podia aconseguir-se si després d'aquest pas, els vençuts no s'asseien igualment en l'arc parlamentari. De fet, els Estats Units no ratificaren la seva adhesió i per aquest motiu, no hi participaren mai. L'SDN nasqué coixa des d'un bon principi. Allò que havia de servir per a donar dret a autodeterminació i eliminar les guerres, es transformà en paper mullat. I, de fet, amb tot, cal remarcar que el mateix Motta s'oposà a acceptar l'URSS dins l'SDN perquè deia estar convençut que l'estat comunista rus aprofitaria l'ocasió per fer propaganda comunista des de l'hemicicle. Davant les pretensions que tot seguit apareixen per part de la Itàlia feixista de Mussolini, l'SDN no fa res més que aprovar unes sancions mínimes, la qual cosa fou la visibilització d'un gran fracàs.
Igualment castròfica fou l'economia de la postguerra. Europa s'immergí en una crisi d'inflació que a poc a poc es recupera parcialment en alguns estats. Això provocà enfrontaments polítics de dimensions fins llavors mai vistes. En estats agraris com Rússia, el comunisme instaurà un estat soviètic que s'estengué per tot l'Est. És de fet a partir de la Revolució russa durant la Gran Guerra que comença una polarització nociva per un ambient de postguerra feble. En estats amb un fort passat colonial, d'una presència nacionalista molt forta, amb fortes reticències pel passat monàrquic, força conservador en el seu conjunt i d'ambicions pannacionals, a vegades en un ambient igualment rural, com és el cas d'Espanya, Alemany o Itàlia, s'hi instal·la el feixisme, contagiant així altres estats com Portugal o Grècia.
El "revengisme" de la França i el Regne Unit colonials de l'època es transforma en un xovinisme pronunciat contra els perdedors de la guerra i això deriva fàcilment en una misèria d'altura a Alemanya o Itàlia, de forma que l'escenari esdevé procliu a tota mena de populisme, d'esquerra com de dreta, la qual cosa acabà en la implantació del feixisme italià i alemany que no troben millor escenari que el País Basc per assajar la Segona Guerra mundial, sense que els "vencedors" de la postguerra vulguin fer-hi res; recordant que de Txecoslovàquia se'n va parlar sense ella. Aquest escenari contagia igualment el territori suís. Dues iniciatives populars porten a renovar el sistema d'elecció parlamentari i això permet que el Partit Radical perdi de forma estrepitosa a les eleccions de 1919. El Partit Socialista guanya per primera vegada en la història suïssa, fet que confirmà la tendència cap al comunisme de molts estats europeus. Tanmateix, aquesta victòria és agredolça. El Parlament es troba fragmentat i no hi ha manera d'aprovar cap llei sense passar per una aliança estratègica entre partits. És d'aquesta manera que Suïssa entra en un escenari de populisme i tensió pronunciada entre dos blocs: el dels partits dretans, del centre a la dreta més radical, i el bloc de l'esquerra, del centre a la més radical. Els referèndums populars propis d'una semidemocràcia se succeeixen llavors en un rerefons tens.
Els antics partits comunistes suïssos es fusionen en el Partit Comunista Suís que de llavors ençà comença a fer propaganda del model soviètic rus. Se'ls tractà justament de bolxevics i s'adheriren a la Internacional Comunista. Davant d'aquesta situació, el Partit Radical suís decideix promoure una iniciativa popular per aprovar l'anomenada Llei Häberlin, nom del diputat Heinrich Häberlin, proper a les idees hitlerianes. Pretén "posar ordre" reforçant les intervencions policíaques contra tota mena d'opositor que es manifesti al carrer. És la llei dita en aquella època de la "subversió". El referèndum resultant la rebutjà per només 55%, cosa que evidencia que la polarització és visible entre la població mateixa. Però, lluny de ser un episodi efímer, el Partit Radical mira de jugar amb els seients de què disposa per tal d'apartar qualsevol opció d'esquerra i torna a promoure unes iniciatives legislatives d'aquesta manera, totes rebutjades per la població, sempre amb marges molt estrets. El comunisme, per la seva banda, lluny de deixar-se fer, promou una iniciativa popular amb què pretén reformar la Constitució del país helvètic per instaurar-hi el corporativisme. Aquesta com altres iniciatives de caràcter comunista són rebutjades amb majories molt àmplies que arriben del 60% al 70%. I és que el feixisme, com els liberals, promouen iniciatives per incentivar els drets de l'empresariat o per tancar lògies maçòniques.
L'ascens al poder de Mussolini torna a posar l'amenaça de l'annexió per part dels veïns. L'estat feixista italià dins del seu concepte irredemptista que ja no es en té prou amb el territori construït, es transforma clarament en un moviment annexionista i colonial, vist que veu territori italià a Albània, Suïssa i Etiòpia. Davant d'això el Consell Federal decideix prohibir l'ús de la samarreta negra usada pels feixistes suïssos. 

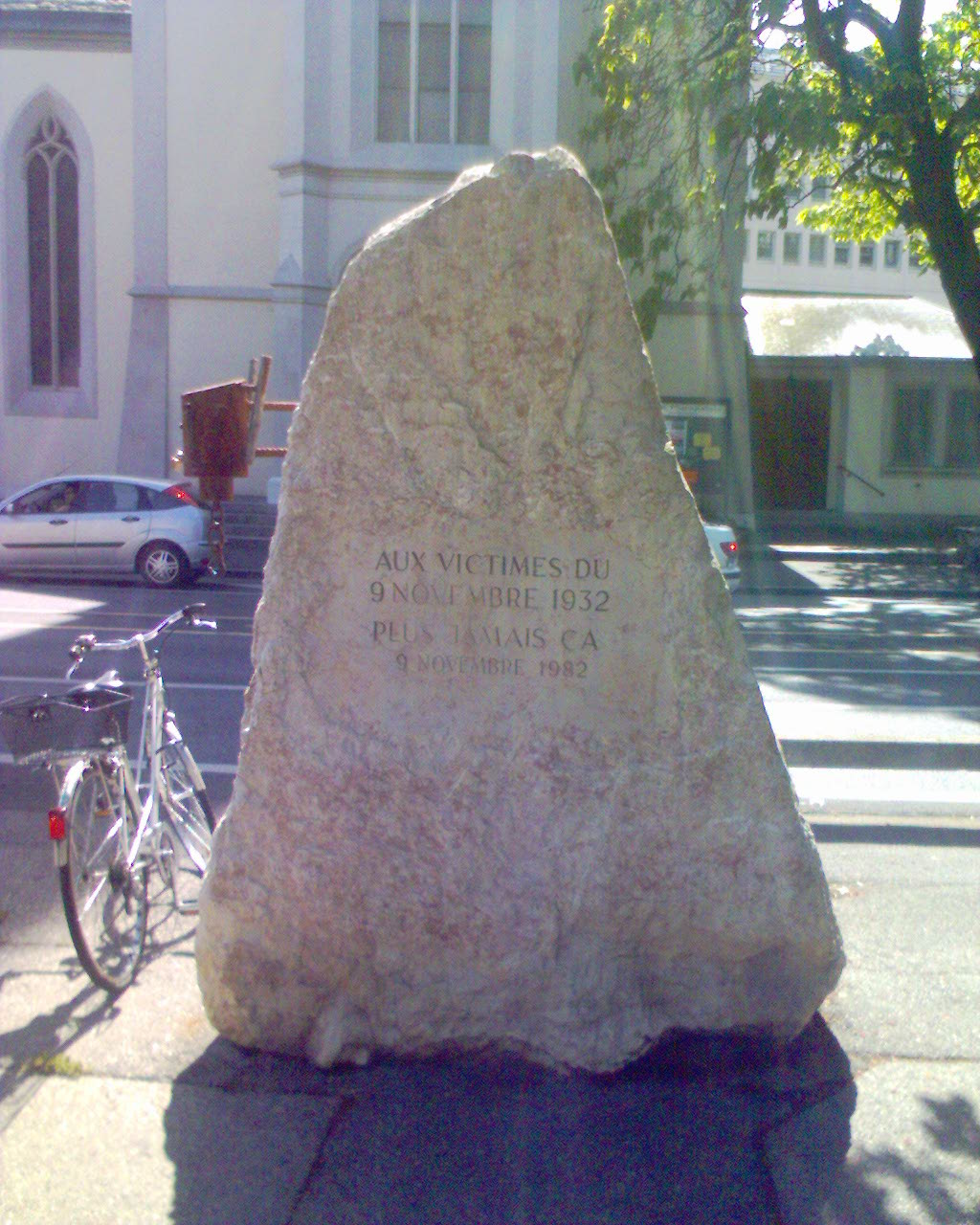
Monument commemoratiu del tiroteig del 9 de novembre del 1932

La Gran Depressió de 1929 aprofundeix encara més la crisi política, ideològica i econòmica de la postguerra. El percentatge de persones en l'atur es dobla considerablement a Suïssa i ateny més del 50%. El socialisme organitza manifestacions gegantines que són reprimides amb la força, és a dir, amb morts i ferits. El parlament suís porta algunes mocions de censura i algunes millores a l'estatut del treballador, però res sembla fer-hi gran cosa, sobretot amb la creació dels frontistes, que són clarament partidaris de l'ideal feixista. És més, en temps de crisi l'horari reglamentari i obligatori de treball és incrementat a pesar de l'oposició frontal del sindicalisme suís. És gràcies al sistema de democràcia semidirecta que finalment aquest augment, promogut pel partit radical suís, és abolit mitjançant referèndum popular i dos anys llargs de confrontació al carrer entre esquerra i dreta. D'ençà de la Belle Époque, l'assegurança privada contra l'atur ha crescut a Suïssa. Arribats a la dècada dels 1930, el rècord d'assegurances en circulació ateny el màxim. En alça, doncs, un altre referèndum popular establí l'AVS, és a dir, l'Assegurança per Vellesa i Supervivència, dit en altres termes, la Seguretat Social Suïssa. Per l'ocasió, en consonància amb allò que s'esdevé als Estats Units, s'aprovà un impost sobre begudes alcohòliques per tal de poder pagar l'AVS, fet força revelador de la situació precària de l'època. Tanmateix, l'oposició a aquestes dues lleis fa retrocedir les lleis suïsses encara més i dos nous referèndums populars les aboleixen. Diverses lleis socials i econòmiques se succeeixen per fer front a la crisi econòmica i a l'ambient molt calent dels carrers: pau del treball, devaluació del franc suís, rebaixa dels salaris dels funcionaris... res hi pot.
Els enfrontaments entre els feixistes de la Unió Nacional d'Oltramare, antiobrers, antimarxistes i antijueus, contra les forces d'esquerra dels socialistes Léon Nicole i Jacques Dicker, comunistes i anarquistes, culminen el 1932, quan el 9 de novembre, en el tiroteig de Ginebra, l'exèrcit dispara contra una multitudinària concentració antifeixista, i causa 13 morts i 65 ferits. La segona meitat dels anys 1930 coneix tanmateix un canvi del clima polític amb l'adhesió dels diferents partits nacionals a la idea comuna de «defensa nacional espiritual», que culmina amb l'Exposició nacional del 1939 a Zúric, la landi. El 1937, patrons i obrers signen la pau del treball, que privilegia la concertació i la negociació en els conflictes socials.

#### Segona Guerra mundial
El començament dels anys 1930 està marcat per l'ascens dels «fronts», dels moviments feixitzants, dels quals els partits burgesos s'allunyen, tanmateix, ràpidament. Durant la Segona Guerra mundial l'estat suís repeteix les mateixes estratègies de la primera. És a dir, es declarà neutral i tornaren els problemes per les ambicions panexpansionistes alemanyes. També hi hagué por perquè tornessin a utilitzar el territori com a pas i per això tornaren els bloquejos de comerç i passatge amb altres veïns, alhora que tornen les negociacions secretes per garantir-se l'abituallament. També torna a haver-hi un respecte per part dels bel·ligerants quant a la neutralitat suïssa, cosa que no es respecta per a Luxemburg i Bèlgica. Els mateixos motius d'aleshores tornen a explicar les mateixes actituds.
Quan el 29 d'agost de 1939 se signa el pacte d'Acer, el govern suís torna a demanar els plens poders per a un conflicte militar: Europa s'arma ràpidament i el Consell federal desitja evitar els problemes de proveïment de la Primera Guerra Mundial. De fet, en el moment del desencadenament de la Segona Guerra Mundial el 1939, Suïssa no és presa d'improvís: el proveïment s'ha assegurat, l'exèrcit dirigit pel general Henri Guisan ocupa les fronteres i el racionament garanteix la subsistència de la població.
Contrari a Wille, Henri Guisan és l'antítesi del seu predecessor i això ajudà quant a l'anomenada fossa moral. El país ja no trobà les mateixes divisions que d'antuvi i hi hagué una resistència una mica més visible a la guerra en general i a les tesis feixistes. En part hi tindrà molt a veure el fet que la burgesia s'allunyà del feixisme pel seu règim econòmicament autàrquic i pel socialisme, del tot contrari a una ideologia clarament dictatorial. A més, cal afegir-hi la part francòfona de l'estat que, altre cop, no fa altra cosa que adoptar les postures que defensa l'estat francès i els seus aliats de guerra. Finalment, la invasió a Polònia pot, certament, donar motius a la població germanòfona per creure realment que Alemanya tornarà a aplicar el seu projecte pannacional, ja esdevingut annexionista en tota regla.
L'1 de setembre de 1939, quan el feixisme alemany envaeix Polònia i els Aliats decideixen fer-li ara ja la guerra contra el feixisme -tot recordant que els mateixos "aliats" no volgueren fer res per salvar Txecoslovàquia i Espanya del feixisme- el Consell Federal suís decreta la mobilització del país, és a dir, l'acte mitjançant el qual hi ha mobilització de tota la població per a la guerra, dit d'una altra manera, treball econòmic per a avituallar-se per la guerra, treball per a protegir militarment les fronteres, etc. Altre cop, tot aquest treball armamentístic no serveix de gran cosa i progressivament, o si més no de manera intermitent, el personal militar i les despeses militars són reduïdes segons les necessitats per no empitjorar la situació econòmica.
Si tenim, doncs, uns escenari força semblant a l'anterior, alguns matisos n'esbossen les diferències. Les quantitats destinades a la protecció militar del país són molt més elevades, les dones han de treballar igualment per la guerra, l'opinió pública ja no es troba tan dividida per bé que és del tot cert que existien grups feixistes suïssos, l'espai aeri és violat, la desfeta francesa fa que s'aculli igualment armada polonesa i francesa empesa per l'avançada alemanya, etc. Aquests diferències s'accentuaren a mesura que el conflicte avançà. Els Aliats decideixen bombardejar el poble suís de Schaffhouse l'1 d'abril de 1944. Prop de 40 morts i 100 ferits amb destrucció de béns culturals fan efectivament aquesta guerra diferent de l'anterior. I és que amb la victòria de l'Eix el mes de maig de 1940, la guerra deixa de ser allò que havia estat. Suïssa es troba llavors completament envoltada pel feixisme. França efectivament no resisteix i cau, la qual cosa comporta un escenari que posa en dubte la credibilitat de qualsevol tipus de neutralitat.
En un discurs ambigu, el conseller federal Marcel Pilet-Golaz indicà aleshores la necessitat de tractar amb les dictadures, i provocà les protestes esperades. Des que la guerra avança que l'estat no aconsegueix aguantar la pressió econòmica que imposa una postura de neutralitat. Això fa que, com durant la Gran Guerra, la diplomàcia suïssa s'encarregui de maniobrar, més o menys astutament, per aconseguir acords comercials amb les dues bandes. És a dir, el govern suís decideix d'amagat posar-se en contacte amb els governs francès i alemany per tal de concloure-hi contractes de proveïment a canvi d'alguna necessitat que Suïssa pogués cobrir. Aquesta actitud de fer-se l'andorrà, posa molt en dubte la neutralitat suïssa, però, alhora, és del tot cert que un estat com el suís, sense accés al mar, ha de trobar maneres de proveir-se per sobreviure i això mateix és el que remarquen els historiadors suïssos.
El 25 de juliol de 1940, en el seu Informe del Grütli, Guisan presenta l'estratègia del reducte nacional, que consisteix a desguarnir les fronteres i reforçar el rerepaís muntanyós per tal de permetre una guerra de desgast contra un eventual invasor. Experimentant pressions dels dos grups bel·ligerants, Suïssa manté una posició ambigua i obre, per exemple, les fronteres als jueus que fugen del règim nazi, però de manera esporàdica i no sistemàtica, tot continuant comerciant tant amb els aliats com amb l'Eix. A partir del moment en què semblà que l'Eix guanyaria la guerra, els intercanvis amb Alemanya són molt més superiors que amb els de França. Algunes autoritats de l'època s'endinsen fins i tot en un discurs radiofònic per avisar de forma més o menys eufemística que caldria donar-se probablement per vençuts. Això és el que origina la creació de la resistència suïssa, que no vol parlar en cap moment de desfeta.
Les ambicions pannacionals alemanya i italiana, a més del monolitisme lingüístic de l'estat francès, portaren l'any 1938 l'estat suís a voler reconèixer el romanx com a llengua oficial d'estat, juntament amb l'alemany, l'italià i el francès. És a dir, davant d'uns veïns reaccionaris a tota diversitat lingüística, favorables a polítiques d'extermini de llengües o amb ganes de fer-se amb territori aliè per qüestions lingüístiques, l'estat decideix aquell any reforçar la identitat nacional fent-se orgullosa de tenir un estat plural. Dins d'aquesta voluntat es decideix llavors que el romanx també és llengua suïssa, que de fet ja ho era, però discriminada, fet que li atorgà l'estatut d'oficialitat. Aquesta actitud diu molt de la necessitat de defensa davant les ambicions alemanyes.
Ara bé, després de la derrota del nazisme a Rússia i l'entrada dels Estats Units en la guerra, tot allò que semblava que passaria, finalment no passà. Els Aliats es feren més forts i davant d'aquesta nova conjuntura Suïssa trobà problemes perquè fins llavors havia avantatjat l'Eix i per aquest motiu hagué de fer concessions en matèria d'acords per tal de garantir la no-penetració del seu territori per part aliada. És així com a partir del 1942 s'afavoreix de forma pràcticament sistemàtica els acords amb França. Aquesta actitud fou la mateixa si fa no fa a la resta d'estats que s'havien declarat neutrals en l'època, com fou el cas de Suècia o l'estat espanyol, que mai donà suport als Aliats, ben al contrari, deixà que la nació basca fos bombardejada com a assaig de guerra. Tanmateix, oficialment, es declarà neutral.
Després de la guerra, els suïssos que havien decidit ajudar els refugiats jueus durant la guerra foren premiats pel Consell Federal. La situació dels refugiats polítics fou molt delicada durant la guerra. El país no deixà d'acollir-ne i per aquest motiu es trobà moltes vegades amb pressió de les diferents bandes de la frontera.

#### El concert de les Nacions Unides

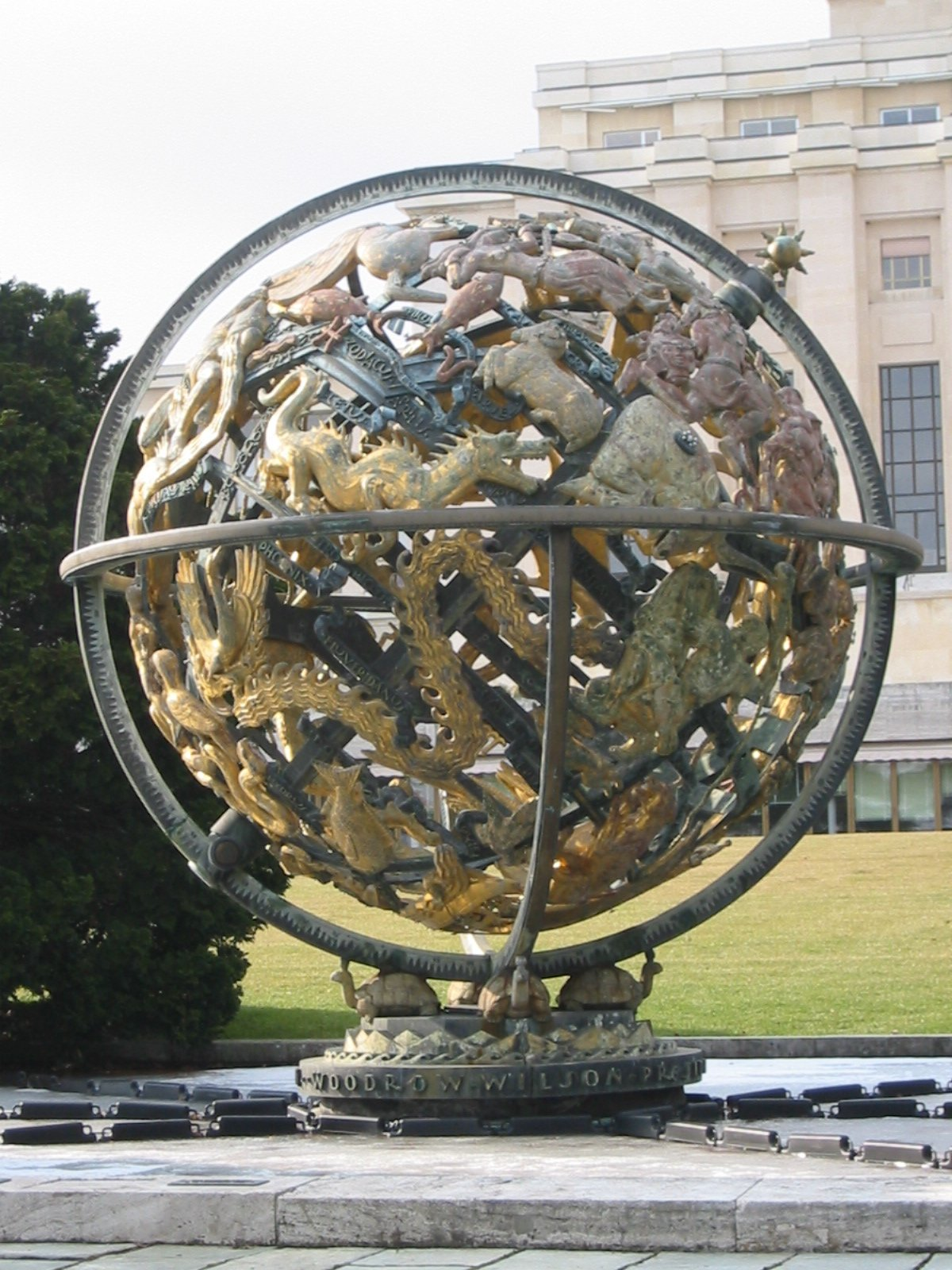
Escultura del jardí del Palau de les Nacions a Ginebra

Vist que els guanyadors de la guerra tornaren a ser els mateixos que els de l'anterior, l'escenari de pau i construcció del món postguerra tornà a ser el mateix. L'SDN és ressuscitada en forma d'Organització de les Nacions Unides, abreujat en ONU, que havia de ser la garantia de pau al món mitjançant el sistema d'assemblea que reunís tots els estats per tal de plantejar-hi les diferències a resoldre sense ús de les armes. Igualment havia de ser l'eina per tal que les democràcies s'estenguessin arreu i fossin el model únic existent, ja que s'havia arribat a la conclusió que el feixisme derivava en dictadura. A més, havia de garantir els Drets Humans en tots els estats membres. Per acabar, havia de ser la garantia perquè els pobles tinguessin el seu propi estat i s'autodeterminessin.
Tot això era, com abans de la guerra, en teoria perquè la pràctica amb el temps acabà visibilitzant, fins avui en dia, que és força més diferent. L'ONU neix com l'anterior, coixa. S'hi estableix un "Consell de Seguretat" en què només poden seure els guanyadors de la guerra i per això les decisions de l'ONU només són efectives quan aquests membres decideixen que han de ser-ho. És a dir, tots els membres tenen dret a vet i, per tant, quan es tracta de reconèixer un estat, per exemple, són aquests els qui en realitat decideixen si s'aprova el reconeixement. Així en la seva història s'ha vist clarament que l'autodeterminació dels pobles és una mentida que només s'aplica segons els interessos del Consell de Seguretat de l'ONU. La pau als països només es garanteix si el Consell de Seguretat vol que hi sigui de forma que els vencedors acostumaren a declarar la guerra a altres països amb falses proves per aconseguir muntar-se un país a cop d'aliança. Les dictadures tampoc han desaparegut i l'ONU ha servit fins i tot per reforçar els traçats colonials com ara els de l'Orient Mitjà, on es negocia armes per petroli. Israel, per la seva banda, ha esdevingut un estat amb ambicions colonials, que fa servir l'ús de la força sense cap mena de pietat, tot plegat amb els ulls grossos dels vencedors de la guerra, els quals ben aviat troben nous aliats, com Espanya. Altre cop, aquesta nova SDN serví sobretot per a exposar el softpower dels guanyadors a altres països mitjançant la doctrina de la "globalització".
Suïssa, havent ja experimentat amb anterioritat el fracàs de l'SDN, sabent certament que l'ONU s'acabaria assimilant a la comèdia que representà l'SDN, decidí després de la guerra restar fora de l'ONU i de l'OTAN. Decidí predicar una neutralitat armada estricta. Ni tan sols s'interessà per la CECA i la CEE en formació. De fet, es convertí en membre del Consell d'Europa el 1963 i de l'AELC el 1960, tots dos concebuts com un contrapès a la naixent CEE.
En aquest context, l'antiga seu de l'SDN es desfà, si més no deixa de ser seu de l'SDN, que es trasllada a Nova York. L'antiga seu situada a Suïssa quedà des de llavors com un edifici secundari de l'ONU. Amb el temps, però, l'ONU esdevingué l'organisme clau per tal de fer-se reconèixer com a estat independent. Després de la guerra moltes nacions que ja es comportaven com a estats de facto no foren acceptades a l'ONU o en qualsevol cas el seu dossier no fou considerat. És el cas de Mònaco o Andorra durant molts anys. A més, encara que els estats veïns els tractessin com a independents de cara a la galeria, en la pràctica aquests estats no ho eren perquè havien de sotmetre's a les ordres del paternalisme dels veïns. Per tant, fins a l'any 2002, el país helvètic no sentí la necessitat d'incorporar-se a l'ONU vist que veié que podia moure's com a estat sense que això comportés ser a l'ONU.
Durant aquest període, Suïssa és l'estat més pròsper del món: malgrat el xoc petrolier de 1973 que contempla la instauració d'alguns diumenges sense cotxe, la indústria química i tèxtil així com els bancs es desenvolupen. La taxa d'atur continua sent inferior a un 3% i Suïssa persegueix en l'aspecte exterior una política amb neutralitat estricta tot proposant els seus «bons oficis» per arreglar els conflictes. Així la primera trobada entre Mikhaïl Gorbatxov i Ronald Reagan té lloc a Ginebra el 1985. La seu europea de l'ONU en aquesta mateixa ciutat permet igualment a la institució d'escoltar persones, com ara Iàssir Arafat, que no poden anar als Estats Units d'Amèrica.

### Els anys daurats suïssos

#### L'estat del benestar
Després de la guerra, els estats que continuaren vivint en règim de democràcia liberal, dins del bloc capitalista, com és el cas de Suïssa, incorporaren les reivindicacions de la Resistència francesa sobre la protecció social, que es transformaren en realitat a França i el Regne Unit amb la implantació de l'anomenat estat del benestar. Amb aquesta apel·lació es fa referència a la creació d'un estat que pren el rol de pal·liador dins de l'economia de mercat per les imperfeccions del sistema. Això es transforma en un estat que pren compte les despeses sanitàries i de supervivència necessàries i impossibles de ser obtingudes pels mecanismes naturals de l'economia de mercat.
La Seguretat Social a Suïssa porta el nom d'AVS, és a dir, Assegurança de Vellesa i Supervivència. La seva aprovació permeté, per primera vegada a la història del país, dotar les persones de certa edat i, per tant, no capacitades per a ocupar llocs de treball en les mateixes condicions que qualsevol persona menys vella, d'una pensió vitalícia amb la qual es pot viure fins al final dels dies sense haver de patir per la seva supervivència. A Suïssa, l'AVS és considerada la principal conquesta social del país, vist que quan fou adoptada el país es trobava realment a la cua del rànquing quant a principis pal·liadors socials. S'ha de dir, però, que com gairebé molta part de la legislació suïssa, l'AVS fou adoptada per referèndum popular amb àmplia majoria.
El sistema suís de Seguretat Social es basa en els mateixos valors que la resta de seguretats d'estats capitalistes i amb democràcia liberal. L'estat garanteix unes entrades de diners gràcies al treball que realitza la població activa que era a finals de la guerra superior a la població en edat de jubilar-se. Tanmateix, la gestió i atorgament de pensions per part del sistema de seguretat suís acabà sent diferent al que es pot veure en altres estats. En efecte, el sistema suís es basa en l'anomenat trisistema o sistema dels tres pilars. És a dir, l'assegurança es divideix en tres branques:
- AVS (Assegurança de Vellesa i Supervivència) + AI (Assegurança d'Invalidesa)
- Previsió professional
- Previsió individual

La primera branca s'ocupa d'atorgar una pensió de jubilació als majors de 65 anys (AVS) que s'afegeix a una segona subbranca que s'ocupa de donar pensions temporàries als qui per qüestions de salut han hagut d'abandonar temporàriament el treball (AI) per quedar-se en baixa laboral. La segona branca és una opció particular existent a Suïssa que permet als treballadors mantenir un nivell de vida correcte i equiparable a l'anterior. La tercera, que és considerada una branca pilar, complementa la primera. S'entén que la primera branca no fou suficient per a cobrir les necessitats de la població jubilada i, per això, anys després d'implantar-se, es decideix crear un complement que queda dins del sector privat. És a dir, el treballador es veu en l'obligació de contractar una assegurança complementària privada per pal·liar la deficiència de la primera branca, tot dins d'un marc legal que li garanteixi estabilitat i oportunitat d'aconseguir una pensió de jubilació compensatòria i satisfactòria.

##### La fórmula màgica
Amb aquesta expressió es fa referència a la composició parlamentària de després de la guerra, que es caracteritzà per la pluralitat política. Quatre partits d'esquerres i de dreta es repartiren de forma més o menys equitativa, segons els percentatges obtinguts a les eleccions, l'hemicicle parlamentari. S'anomena fórmula màgica perquè l'existència d'aquesta pluralitat a Suïssa dins el parlament quasi sempre havia derivat en baralles que després es traduïren en confrontacions físiques fora de l'hemicicle, empeses sempre per una societat molt moguda i activa políticament parlant. Per primer cop en la història del país, aquesta convivència deixà de ser sinònim de batalla oberta; finalment s'aconseguí un parlament pacífic capaç de resoldre els problemes de la ciutadania sense que les discrepàncies normals haguessin de significar guerra. Aquesta fórmula màgica fou la que justament permeté fites importants com:
- Aprovació de la llei relativa a la seguretat social
- Aprovació de la llei Schwarzenach
- Aprovació del sufragi femení
- Creació del 23è cantó
- Aprovació dels acords com a país tercer amb la UE
- Entrada de Suïssa en l'ONU

I és que aquesta fórmula màgica també es traslladà als ministeris i, per tant, dins la formació del govern mateix. Els problemes confessionals del segle xix són oblidats i els articles d'excepció són abolits per a l'essencial el 1973. El 1991, el límit d'edat per al dret de vot i d'elegibilitat es redueix dels 20 als 18 anys per a homes i dones.

#### La cultura de masses
Al final de la Segona Guerra mundial els estats del bloc capitalista experimenten un creixement espectacular durant pràcticament tres dècades, de forma que la historiografia francòfona ha decidit titular aquest període "trenta glorioses". En aquest període el capitalisme es desenvolupa de forma desenfrenada gràcies a estats que han deixat de fer-se la guerra de forma definitiva i gaudeixen de l'ajuda nord-americana, plasmada en l'anomenat pla Marshall.
En aquest període de reconstrucció, Suïssa s'incorpora a les trenta glorioses més que reconstruint-se reinventant-se. Com que el país no fou destruït per la guerra, l'economia helvètica hagué de reformular-se i adaptar-se als nous temps, sempre dins d'un marc força estable de base. Això permeté fer entrar la cultura de masses a Suïssa. El plàstic envaí les llars, el petroli contagià el creixement exponencial de compra d'automòbils, s'incorporaren les primeres televisions a les llars, les primeres modes i la cultura adolescent per un creixement força important de la natalitat.
La música nord-americana i anglosaxona és la que amb diferència destrona de forma gradual el període de la chanson française per canviar completament la mentalitat de la població. Els concerts, les novetats del món musical, la propagació dels mitjans de comunicació i el creixement del nivell de vida fan que la societat esdevingui molt més oberta i doni pas a la contestació pròpia d'aquest tipus de períodes, en què les dones finalment aconsegueixen alliberar-se sexualment, en què els homosexuals surten per primera vegada de l'armari, en què l'Església catòlica perd el pes d'antuvi i, finalment, en què s'autoritza de forma progressiva l'avortament i drets civils essencials com el fet de no ser discriminat pel color de pell.

##### El moviment sufragista
El sufragi femení, que ja existia en certs cantons, és acceptat en el pla federal el 1971 i després introduït en els altres cantons, principalment el 1971 i 1972. El cantó d'Appenzell Inner-Rhoden és obligat el 1990 per decisió judicial a respectar el principi de la igualtat entre dones i homes tal com queda garantit per la Constitució federal. Això fou gràcies a una societat que introdueix la societat de consum i, sobretot, la seva conseqüència, la societat de masses, amb una divulgació important de la cultura nord-americana. La música provinent dels països angloxasons mostra per primera vegada la nuesa i el sexe de forma molt diferent a les que l'Església catòlica havia imposat. Això allibera la dona i aquest alliberament es trasllada als carrers en forma de reivindicacions polítiques.

#### La no-adhesió a la CEE
Igualment, després de la Segona Guerra mundial, a Europa es veu néixer un projecte econòmic i ideològic amb el qual, segons el discurs de l'època, es vol eliminar les guerres entre estats europeus i donar pas a una pau durable. Això, com a mínim en el discurs. La Comunitat Econòmica Europea, que en l'època encara es troba en fases molt inicials, només amb la lliure circulació de l'acer i el carbó, és en realitat un projecte ideològic. Pretén des del punt de vista econòmic, eliminar les fronteres econòmiques que anys abans havien propiciat la guerra per polítiques proteccionistes entre estats. Des del punt de vista ideològic, es tractà de deixar la sobirania nacional en mans de França i Alemanya, que poden d'aquesta manera construir una Europa en benefici propi. Tot plegat, volent-se emular als Estats Units d'Europa.
Paradoxalment, els Estats Units de Suïssa, decideixen no integrar-se a la CEE en un referèndum que obté el "no" com a resposta. La raó d'aquest rebuig al projecte paneuropeu és explicat des de diversos sectors que han analitzat el període, per un creixement del proteccionisme per part de la població Suïssa i que es pot visibilitzar perfectament en el projecte de llei Schwarzenbach. Aquesta llei que fou aprovada, igualment i de forma paradoxal, amb majoria, limita el nombre d'estrangers que poden viure a Suïssa a un 10% com a màxim. Aquesta decisió popular, juntament amb la decisió del "no" a la UE, no foren enteses pel patronat, els polítics i bona part dels sectors del país que portaren campanyes agressives favorables al projecte paneuropeu. Tanmateix, aquesta decisió es mantindrà pràcticament fins als nostres dies. Suïssa es troba després de la Segona Guerra mundial en posició proteccionista i, per això, mai ha volgut incorporar-se a la Unió Europea i tampoc donar prioritat a l'entrada d'estrangers, que es volen controlats.
Lluny del que es pugui pensar, a Europa, en aquella època, també hi hagué molta discrepància quant a la creació de la Unió Europea. Estats com el Regne Unit no eren partidaris del projecte ideològic que volia implantar França. El Regne Unit preferia un projecte estrictament econòmic en què seguint les línies del liberalisme es donés llibertat de circulació únicament als béns, serveis i capitals. Però el projecte ideològic fou finalment el que s'acabà projectant i malgrat que es constituí a part el Consell d'Europa com a òrgan de contrapès, la pràctica ha demostrat que no existeix contrapès al projecte ideològic volgut i controlat des de París.
En l'actualitat, Suïssa manté acords d'associació amb la Unió Europea, tots votats de forma referendada i negociats no sempre de forma fàcil amb les institucions europees. Aquestes han fet servir alguna vegada el seu pes preponderant per tal d'imposar les seves normatives sense que això hagi sigut ben vist per la població, la qual ha continuat reforçant el seu "no" a la UE. De fet, el precedent suís ha permès negociacions més o menys a mida per a petits països, sense pes geopolític, com ara Andorra, Mònaco o San Marino.

#### El nou estat cantonal
La fi dels anys 1960 és marcada per la qüestió jurassiana, que reclama la separació dels districtes bernesos francòfons i la constitució d'un 23è cantó. Finalment, s'organitza una votació el 1974: els districtes francòfons catòlics accepten la creació de la nova entitat mentre que els districtes protestants voten pel seu manteniment en el cantó de Berna. De resultes de la votació federal de 1978, el nou cantó del Jura, majoritàriament catòlic, veu la llum el dia l'1 de gener del 1979.

JU

Creació del cantó del Jura

### El final de la fórmula màgica
La crisi econòmica dels anys 1990 afecta el país: l'atur s'enfila a més d'un 6%, algunes empreses importants es reestructuren o passen a mans estrangeres. Malgrat això, l'economia helvètica presenta una indústria poderosa així com sectors financers i bancaris molt desenvolupats. Alhora, les relacions exteriors són marcades per l'augment de poder del Partit Popular Suís, que predica la independència i la neutralitat enfront dels grans grups supranacionals. Si bé Suïssa entra finalment al si de l'ONU el 10 de setembre del 2002, el fracàs de la votació sobre l'EEE el desembre del 1992 marca una aturada en el procés d'integració a la Unió Europea jutjada per alguns com a perillosa per a la democràcia directa suïssa així com per a l'economia en aspectes com el secret bancari. Es privilegia la via d'acords bilaterals i s'etableix la lliure circulació de les persones amb els 25 estats europeus (així com amb els tres de l'AELC), una major integració econòmica i l'entrada al cel únic europeu. De resultes, la fragmentació pròpia de l'hemicicle suís torna a girar cap a un escenari anterior a l'anomenada fórmula màgica i per aquest motiu es pot dir que, tot entrant el nou segle, Suïssa inaugura un període força diferent si el comparem a les trenta glorioses de les dècades anteriors.

#### La Gran recessió
La Gran recessió econòmica que va viure el món industrialitzat a conseqüència de la caiguda de Leman Brothers també afectà el territori suís, tot i que aconseguí superar la crisi de forma relativament ràpida si ho comparem amb altres estats. Un resultat que segons SwissInfo no era del tot previst just a l'inici de la crisi econòmica. Dels bancs suïssos existents a l'època, UBS I Credit Suisse foren els qui estigueren més exposats a les conseqüències de la crisi de les subprime i, malgrat tot, Suïssa arribà a afrontar la crisi, això sí, amb conseqüències importants com l'encariment de la vida per la baixa del valor del dòlar, la qual va fer apujar el valor del franc suís. El Banc Nacional Suís hagué d'introduir una taxa de canvi de 1,2 al franc per euro, abandonada l'any 2015, i amb la qual es volia reduir l'efecte d'aquesta pujada.
El PIB suís caigué lleugerament i gràcies a la insuflació de diners d'alguns estats de la Unió Europea i dels Estats Units, les exportacions suïsses permeteren alleugerir les pèrdues i mantenir el PIB a nivells si més no estables, tot i que es trobaren en lleuger descens. Això perquè la Unió Europea exporta aproximadament el 70% de les produccions que es fan en territori suís. De fet, el sector bancari, des d'on parteix originàriament la crisi, representava prop del 10% del PIB suís.
Quant al deute públic, cal dir que Suïssa fou dels estats que menys deute públic presentà, contràriament a molts països europeus, com és el cas de Grècia, Irlanda o França. Els bancs suïssos no necessitaren cap mena de rescat i això alleugerí considerablement les despeses de l'estat, el qual aconseguí fins i tot pagar alguns dels seus deutes precedents. El deute suís es presentà, doncs, estable en plena crisi econòmica.

#### La crisi dels paradisos fiscals
La globalització és un terme que s'utilitza en història i geopolítica per tal de parlar d'una estratègia ideològica iniciada per la Unió Europea i els Estats Units amb vista a expandir el seu soft-power, així com el seu capital a l'exterior. Es tracta de l'abolició de les fronteres econòmiques amb l'objectiu de potenciar els intercanvis des de la convicció que la manca de fronteres potencia el creixement econòmic d'un país.
Aquesta estratègia econòmica és en realitat un objectiu ideològic perquè permeté als Estats Units i als països de la Unió Europea exportar les seves multinacionals arreu del món i, amb això, el seu soft-power de forma que Occident acabava guanyant per l'alliberament de les fronteres. Tanmateix, la crisi econòmica del 2008 portà progressivament al món a un procés de desglobalització per diversos motius:
- Pobresa generalitzada a causa de la crisi
- Casos de corrupció dels polítics europeus
- Qüestionament del model de paradís fiscal
- Falta de tarannà democràtic per part dels països de la UE i els Estats Units
- Domini preponderant de les finances i les multinacionals sobre criteris populars i democràtics

Aquests motius foren els qui feren que en poc de temps la població europea votés a favor de partits polítics contraris al liberalisme. Així, per exemple, es començà a qüestionar durament els paradisos fiscals. Suïssa, dins del model globalitzat, era justament un paradís fiscal fins que el G20 decidí que calia desfer-se'n perquè la Gran recessió havia obligat els governs a salvar els bancs i, per això, els pressuposts d'estat es quedaren en números vermells. Era, doncs, prioritari en aquell moment de combatre aquelles fortunes que decidien evadir els imposts gràcies al model d'oasi fiscal. Una paradoxa, perquè els polítics mateixos de la Unió Europea els feien servir abans de la crisi i ningú els qüestionava. Sobretot perquè els paradisos fiscals permetien el desenvolupament de les multinacionals i, amb això, del soft-power occidental, la qual cosa significa que la seva existència era fins i tot desitjada.
Alhora, el creixement econòmic de la Xina, que adopta un capitalisme d'estat, fa perdre el soft-power nord-americà i europeu, la qual cosa deixà els negocis occidentals en segon terme. El món multipolar amenaçà greument el poder nord-americà i els mateixos polítics francesos aprofitaren l'ocasió per a contestar el món angloxasó, volent imposar-se com a nova potència única, tot i que inicialment ningú va voler explicitar-ho de forma oberta. Així, el mateix president francès, Nicolas Sarkozy, decidí portar una croada contra els paradisos fiscals, els quals són una font de riquesa important per al Regne Unit.
De resultes, el territori suís es veié en l'obligació d'abandonar aquest model. Suïssa dins la globalització participà de forma més important que qualsevol altre estat extracomunitari a l'erecció del poder occidental. Les negociacions amb la UE es tornaren de cop i volta encara més difícils i la renovació dels acords toparen amb el proteccionisme clàssic en termes migratoris de Suïssa.
La Unió Europea, immersa en una política generalitzada de menyspreu a la democràcia, populisme, demagògia, egocentrisme, retallades i desregulació del mercat de treball, empenyé els seus ciutadans a votar partits d'extrema dreta i esquerra, fet que portà el Regne Unit a voler marxar-ne. Alhora, les ambicions expansionistes i hereves de l'època soviètica del poder rus, que decidí recolzar-se en l'estratègia xinesa, agreujà encara més la situació econòmica i política del continent. Amb això, la democràcia mateixa començà a ser qüestionada i, en aquest context, Suïssa exportà una molt mala imatge seva. Els bancs suïssos i el model fiscal suís permetia que fortunes com el mateix Nicolas Sarkozy evadissin diners no sempre lícits, com els que aconseguí de la dictadura líbia per finançar-se la campanya electoral. Aquell que deia que calia moralitzar el capitalisme [Nicolas Sarkozy] demostrà sobretot que el seu estat, els seus amics habituals, acostumats a donar lliçons a cop d'aliança per guanyar-hi encara més diners a costa de milions de vides, havia de moralitzar-se ell mateix.

#### La revolució digital
La introducció dels ordinadors personals és la que explica la revolució digital que han viscut els estats industrialitzats, a més del creixement d'alguns estats antigament comunistes que, després de la caiguda del mur de Berlín, s'incorporen al capitalisme. Per la quantitat important de canvis existents, no s'optarà per una crònica, sinó per una llista de punts clau:
- Incorporació dels ordinadors al mercat suís (1980)
- Incorporació del fax (1980)
- Incorporació de la fotografia cilíndrica, dels Compact Disc, els K7 i VHS (1980-1990)
- Incorporació de la televisió per cable
- Incorporació dels DVD (2000)
- Incorporació d'Internet i el món 2.0 (1990-2000)
- Incorporació de la televisió digital terrestre (2010)
- Incorporació del 2G (1990)
- Incorporació dels telèfons intel·ligents (2010)
- Incorporació de les impremtes Wi-Fi i 3D (2010)
- Incorporació de la robòtica (2010-2020)
- Incorporació dels rellotges intel·ligents (2010)
- Incorporació de l'streaming i música, cinema i jocs digitals (2000-2010)